# Liste der Vogelspinnenarten
Die Liste der Vogelspinnenarten enthält alle 168 Gattungen und 1107 Arten (ohne Unterarten) der Familie der Vogelspinnen (Theraphosidae) gemäß dem World Spider Catalog in alphabetischer Reihenfolge (Stand: 15. August 2024). Von 5 Arten gibt es neben der Nominatform mindestens eine Unterart, sodass im World Spider Catalog 1115 Arten einschließlich Unterarten angezeigt werden.

## A

### AbdomegaphobemaSherwood, Gabriel, Peñaherrera-R., Léon-E., Cisneros-Heredia, Brescovit & Lucas, 2023
Abdomegaphobema Sherwood, Gabriel, Peñaherrera-R., Léon-E., Cisneros-Heredia, Brescovit & Lucas, 2023 (2 Arten)
- Abdomegaphobema mesomelas F. O. Pickard-Cambridge, 1892 (Synonyme: Eurypelma mesomelas, Megaphobema mesomelas)
- Abdomegaphobema peterklaasi (Schmidt, 1994) (Synonym: Megaphobema peterklaasi)

### AcanthopelmaF. O. Pickard-Cambridge, 1897
Acanthopelma F. O. Pickard-Cambridge, 1897 (2 Arten)
- Acanthopelma beccarii Caporiacco, 1947
- Acanthopelma rufescens F. O. Pickard-Cambridge, 1897

### AcanthoscurriaAusserer, 1871
Acanthoscurria Ausserer, 1871 (18 Arten)

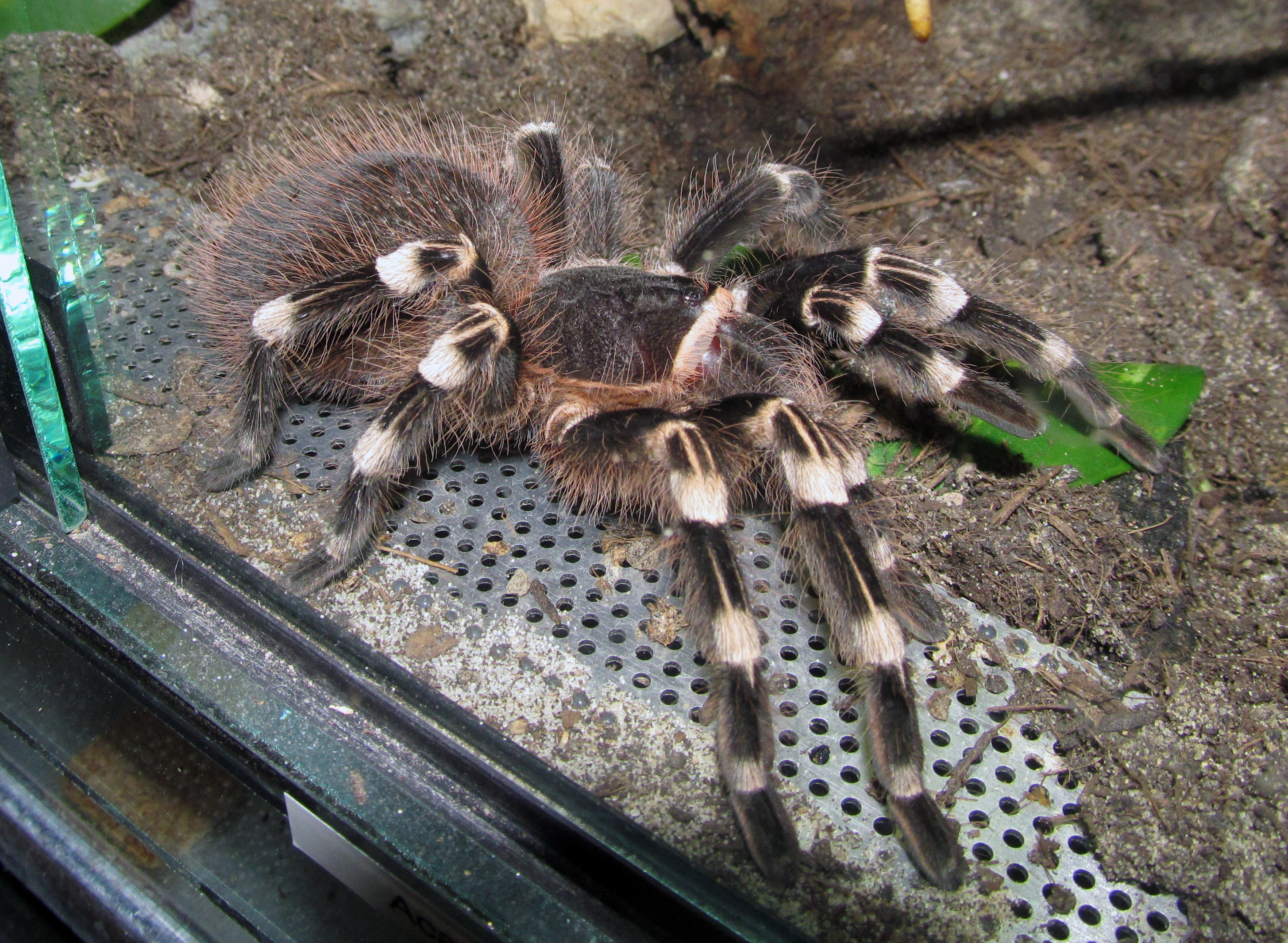
Acanthoscurria geniculata, Weibchen

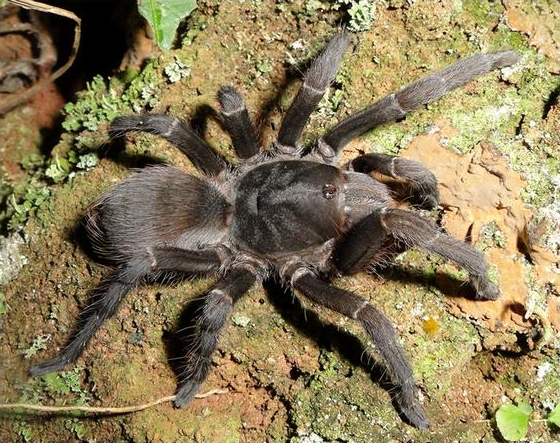
Acanthoscurria gomesiana, Weibchen

- Acanthoscurria belterrensis Paula, Gabriel, Indicatti, Brescovit & Lucas, 2014
- Acanthoscurria chacoana Brèthes, 1909
- Acanthoscurria cordubensis Thorell, 1894
- Acanthoscurria geniculata (C. L. Koch, 1841)
- Acanthoscurria gomesiana Mello-Leitão, 1923
- Acanthoscurria insubtilis Simon, 1892
- Acanthoscurria juruenicola Mello-Leitão, 1923
- Acanthoscurria maga Simon, 1892
- Acanthoscurria melloleitaoi Bertani, 2023
- Acanthoscurria musculosa Simon, 1892
- Acanthoscurria natalensis Chamberlin, 1917
- Acanthoscurria paulensis Mello-Leitão, 1923
- Acanthoscurria rhodothele Mello-Leitão, 1923
- Acanthoscurria simoensis Vol, 2000
- Acanthoscurria tarda Pocock, 1903
- Acanthoscurria theraphosoides (Doleschall, 1871)
- Acanthoscurria turumban Rodríguez-Manzanilla & Bertani, 2010
- Acanthoscurria urens Vellard, 1924

Synonymisiert:
- Acanthoscurria antillensis Pocock, 1903 wurde zu Acanthoscurria maga gestellt
- Acanthoscurria bollei Schmidt, 2005
- Acanthoscurria borealis Schmidt & Peters, 2005
- Acanthoscurria convexa (C. L. Koch, 1842)
- Acanthoscurria hirsutissimasterni Schmidt, 2007
- Acanthoscurria minor Ausserer, 1871
- Acanthoscurria proxima (Mello-Leitão, 1923)
- Acanthoscurria sacsayhuaman Ferretti, Ochoa & Chaparro, 2016
- Acanthoscurria sternalis Pocock, 1903
- Acanthoscurria suina Pocock, 1903

### AcentropelmaPocock, 1901
Acentropelma Pocock, 1901 (2 Arten)
- Acentropelma gutzkei (Reichling, 1997)
- Acentropelma spinulosum (F. O. Pickard-Cambridge, 1897)

Synonymisiert:
- Acentropelma macropus (Ausserer, 1875)
- Acentropelma sorkini (Smith, 1995)

### AenigmarachneSchmidt, 2005
Aenigmarachne Schmidt, 2005 (1 Art)
- Aenigmarachne sinapophysis Schmidt, 2005

### AgnostopelmaPérez-Miles & Weinmann, 2010
Agnostopelma Pérez-Miles & Weinmann, 2010 (2 Arten)
- Agnostopelma gardel Pérez-Miles & Weinmann, 2010
- Agnostopelma tota Pérez-Miles & Weinmann, 2010

### AguapanelaPerafán, Cifuentes & Estrada, 2015
Aguapanela Perafán, Cifuentes & Estrada, 2015 (1 Art)
- Aguapanela arvi Perafán, Cifuentes & Estrada, 2015

### AmazoniusCifuentes & Bertani, 2022
Amazonius Cifuentes & Bertani, 2022 (4 Arten)
- Amazonius burgessi  (Hüsser, 2018, 2018)
- Amazonius elenae (Schmidt, 1994)
- Amazonius germani Cifuentes & Bertani, 2022
- Amazonius giovaninii Cifuentes & Bertani, 2022

### AnnandaliellaHirst, 1909
Annandaliella Hirst, 1909 (3 Arten)
- Annandaliella ernakulamensis Sunil Jose & Sebastian, 2008
- Annandaliella pectinifera Gravely, 1935
- Annandaliella travancorica Hirst, 1909

### AnoploscelusPocock, 1897
Anoploscelus Pocock, 1897 (2 Arten)
- Anoploscelus celeripes Pocock, 1897
- Anoploscelus lesserti Laurent, 1946

### AnqashaSherwood & Gabriel, 2022
Anqasha Sherwood & Gabriel, 2022 (2 Arten)
- Anqasha minaperinensis Kaderka, 2023
- Anqasha picta (Pocock, 1903)

### AntikunaKaderka, Ferretti, West, Lüddecke & Hüsser, 2021
Antikuna Kaderka, Ferretti, West, Lüddecke & Hüsser, 2021
- Antikuna cernickai Kaderka, Ferretti & Lüddecke, 2021
- Antikuna cimrmani Kaderka, Ferretti & Hüsser, 2021
- Antikuna cyanofemur Kaderka, Ferretti & Hüsser, 2021
- Antikuna majkusi Kaderka, Ferretti & Lüddecke, 2021
- Antikuna sapallanga Kaderka, Ferretti & Lüddecke, 2021
- Antikuna urayrumi Ferretti, Kaderka & West, 2021
- Antikuna valladaresi Ferretti, Kaderka & West, 2021

### AntillenaBertani, Huff & Fukushima, 2017
Antillena Bertani, Huff & Fukushima, 2017 (2 Arten)
- Antillena miguelangeli Santos & Bertani, 2024
- Antillena rickwesti (Bertani & Huff, 2013)

### AphonopelmaPocock, 1901
Aphonopelma Pocock, 1901 (54 Arten)
- Aphonopelma anax (Chamberlin, 1940)
- Aphonopelma armada (Chamberlin, 1940)
- Aphonopelma atomicum Hamilton, 2016

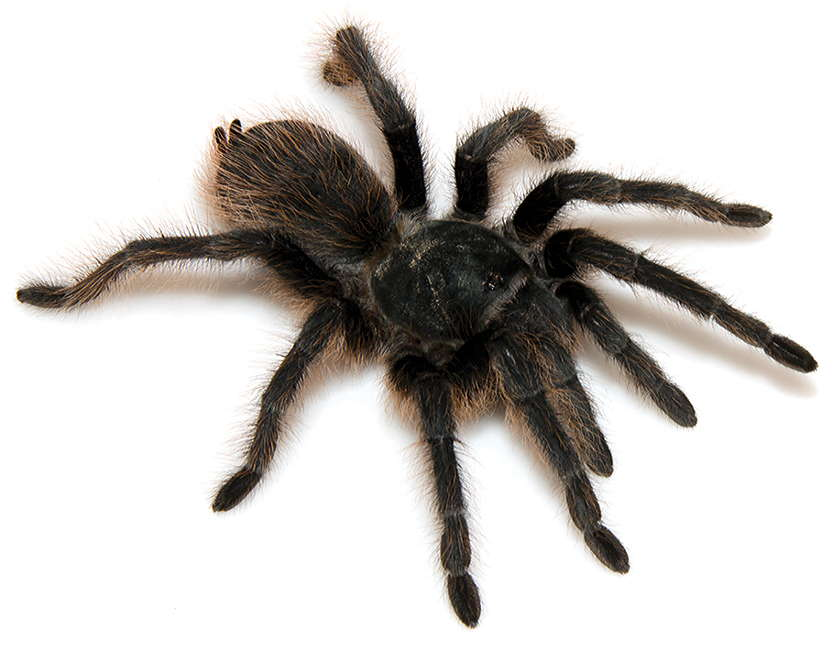
Aphonopelma catalina, Weibchen

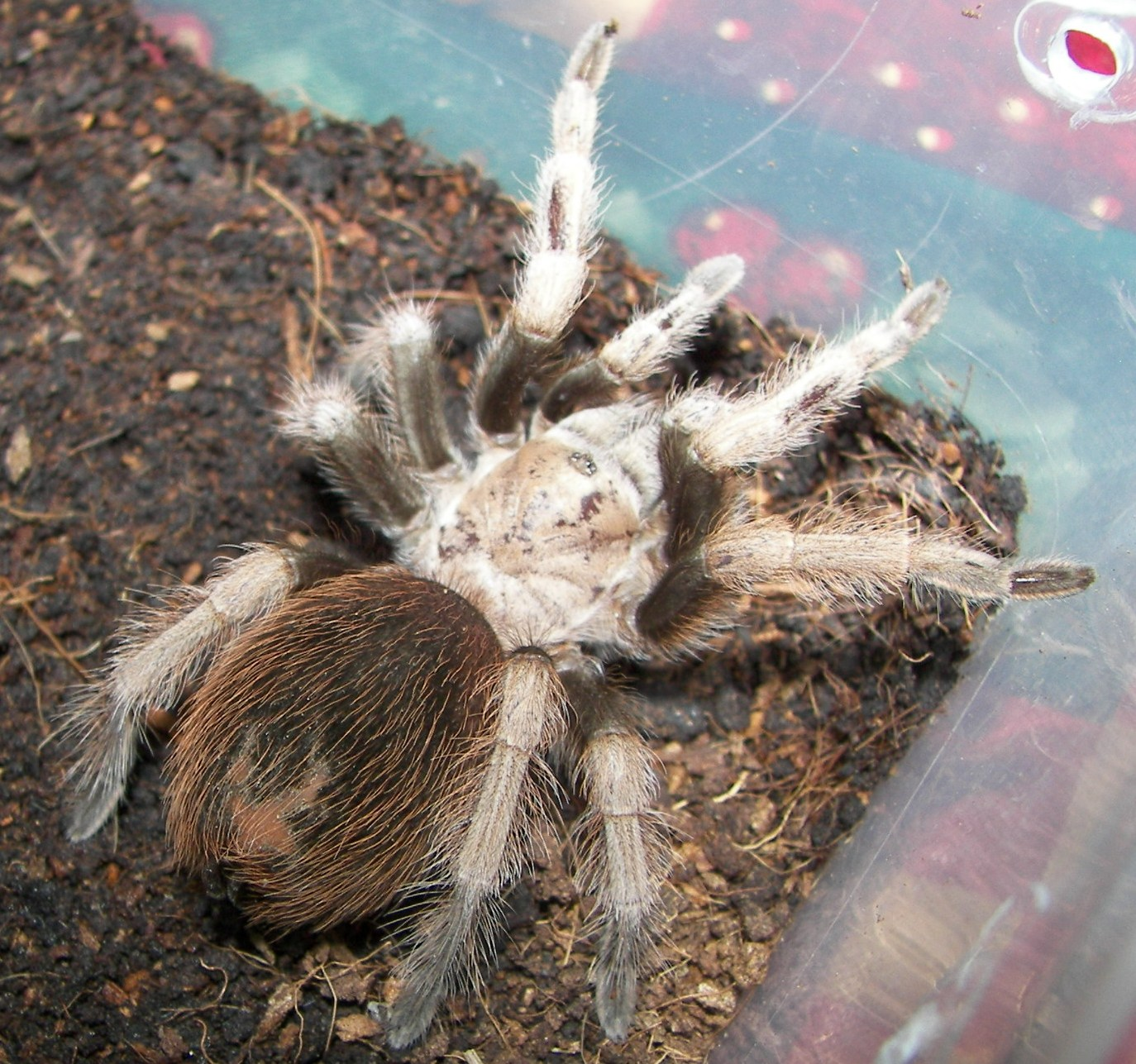
Aphonopelma chalcodes, Weibchen

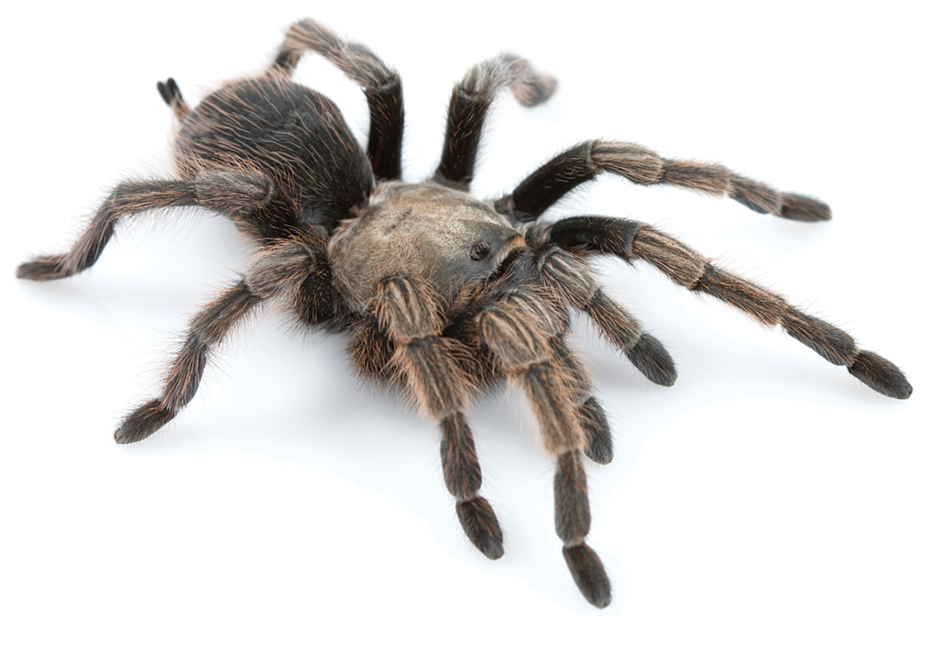
Aphonopelma johnnycashi, Weibchen

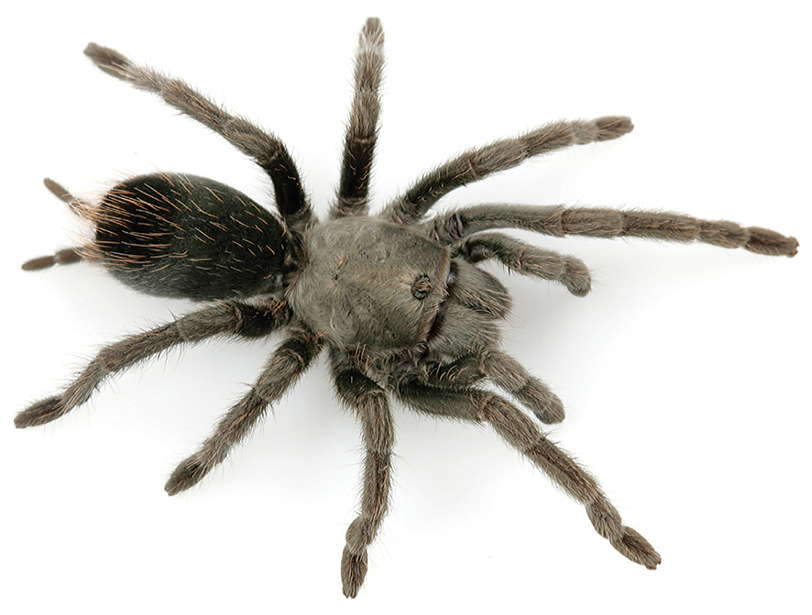
Aphonopelma saguaro, Weibchen

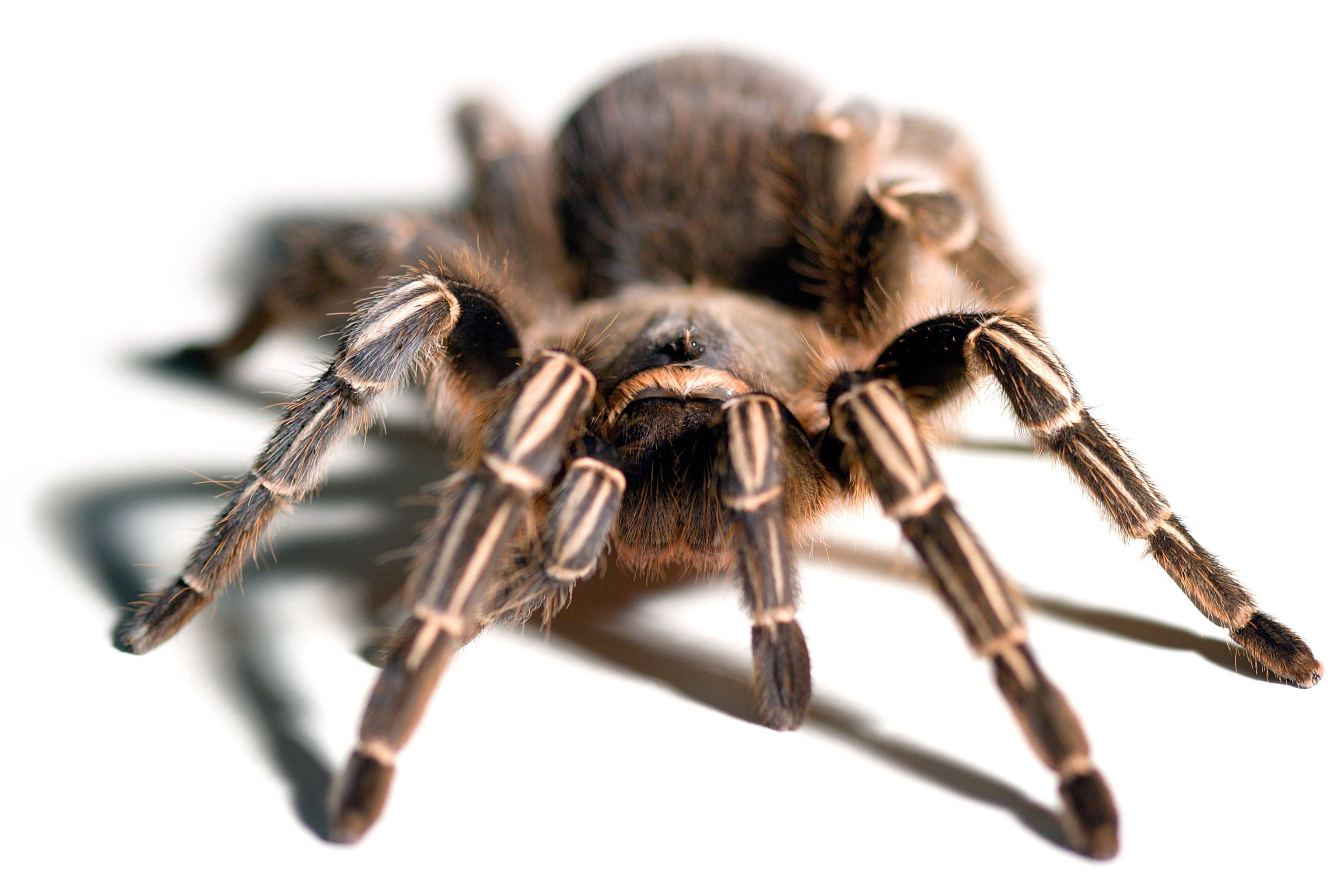
Aphonopelma seemanni, Weibchen

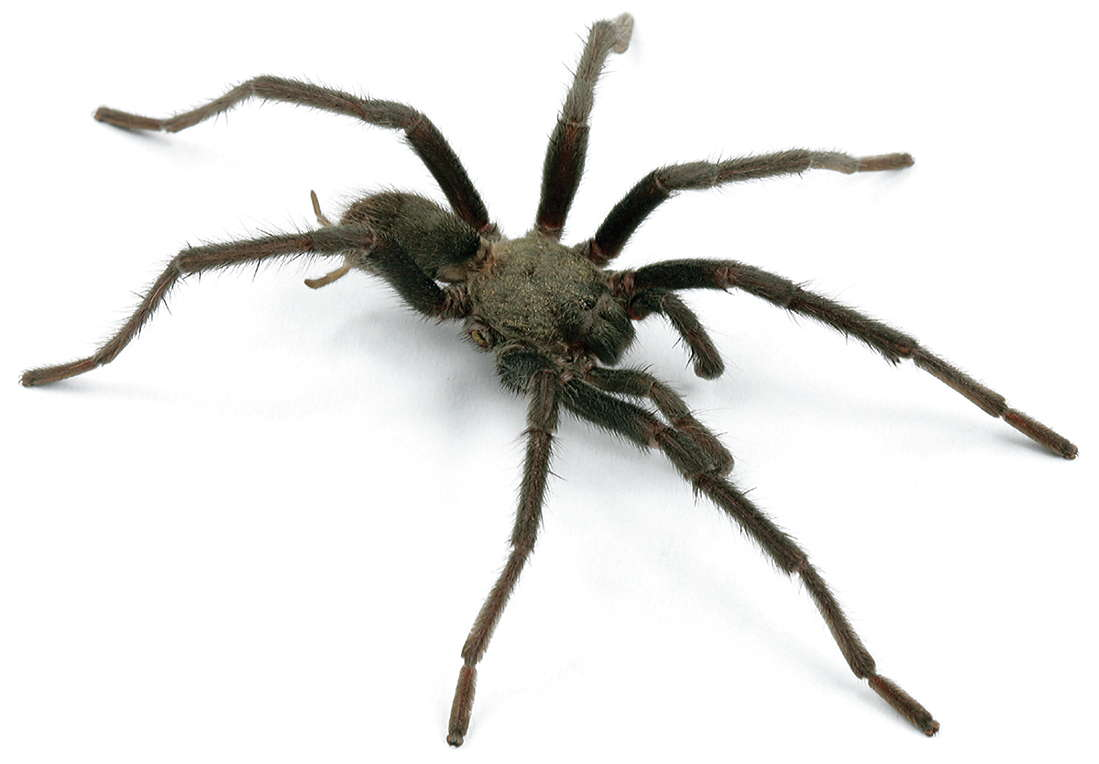
Aphonopelma xwalxwal, Männchen

- Aphonopelma bacadehuachi Hendrixson, 2019
- Aphonopelma belindae Gabriel, 2011
- Aphonopelma bicoloratum Struchen, Brändle & Schmidt, 1996
- Aphonopelma burica Valerio, 1980
- Aphonopelma caniceps (Simon, 1891)
- Aphonopelma catalina Hamilton, Hendrixson & Bond, 2016
- Aphonopelma chalcodes Chamberlin, 1940
- Aphonopelma chiricahua Hamilton, Hendrixson & Bond, 2016
- Aphonopelma cookei Smith, 1995
- Aphonopelma crinirufum (Valerio, 1980)
- Aphonopelma eustathes (Chamberlin, 1940)
- Aphonopelma eutylenum Chamberlin, 1940
- Aphonopelma gabeli Smith, 1995
- Aphonopelma geotoma (Chamberlin, 1937)
- Aphonopelma gertschi Smith, 1995
- Aphonopelma griseum Chamberlin, 1940
- Aphonopelma hageni (Strand, 1906)
- Aphonopelma helluo (Simon, 1891)
- Aphonopelma hentzi (Girard, 1852)
- Aphonopelma hesperum (Chamberlin, 1917)
- Aphonopelma icenoglei Hamilton, Hendrixson & Bond, 2016
- Aphonopelma iodius (Chamberlin & Ivie, 1939)
- Aphonopelma johnnycashi Hamilton, 2016
- Aphonopelma joshua Prentice, 1997
- Aphonopelma levii Smith, 1995
- Aphonopelma madera Hamilton, Hendrixson & Bond, 2016
- Aphonopelma mareki Hamilton, Hendrixson & Bond, 2016
- Aphonopelma marxi (Simon, 1891)
- Aphonopelma moderatum (Chamberlin & Ivie, 1939)
- Aphonopelma moellendorfi Hamilton, 2016
- Aphonopelma mojave Prentice, 1997
- Aphonopelma mooreae Smith, 1995
- Aphonopelma nayaritum Chamberlin, 1940
- Aphonopelma pallidum (F. O. Pickard-Cambridge, 1897)
- Aphonopelma paloma Prentice, 1993
- Aphonopelma parvum Hamilton, Hendrixson & Bond, 2016
- Aphonopelma peloncillo Hamilton, Hendrixson & Bond, 2016
- Aphonopelma phasmus Chamberlin, 1940
- Aphonopelma platnicki Smith, 1995
- Aphonopelma prenticei Hamilton, Hendrixson & Bond, 2016
- Aphonopelma prosoicum Chamberlin, 1940
- Aphonopelma ruedanum Chamberlin, 1940
- Aphonopelma saguaro Hamilton, 2016
- Aphonopelma sclerothrix (Valerio, 1980)
- Aphonopelma seemanni (F. O. Pickard-Cambridge, 1897)
- Aphonopelma steindachneri (Ausserer, 1875)
- Aphonopelma superstitionense Hamilton, Hendrixson & Bond, 2016
- Aphonopelma truncatum (F. O. Pickard-Cambridge, 1897)
- Aphonopelma vorhiesi (Chamberlin & Ivie, 1939)
- Aphonopelma xanthochromum (Valerio, 1980)
- Aphonopelma xwalxwal Hamilton, 2016

In andere Gattungen transferiert:
- Aphonopelma anitahoffmannae Locht, Medina, Rojo & Vázques, 2005 wurde transferiert zu Dugesiella anitahoffmannae (Locht, Medina, Rojo & Vázquez, 2005)
- Aphonopelma braunshausenii Tesmoingt, 1996
- Aphonopelma crinitum (Pocock, 1901)
- Aphonopelma duplex (Chamberlin, 1925)
- Aphonopelma lanceolatum (Simon, 1891) wurde transferiert zu Sandinista lanceolatum (Simon, 1891)
- Aphonopelma latens (Chamberlin, 1917)
- Aphonopelma serratum (Simon, 1891)
- Aphonopelma stoicum (Chamberlin, 1925)

### AugacephalusGallon, 2002
Augacephalus Gallon, 2002 (3 Arten)
- Augacephalus breyeri (Hewitt, 1919)
- Augacephalus ezendami (Gallon, 2001)
- Augacephalus junodi (Simon, 1904)

### AviculariaLamarck, 1818

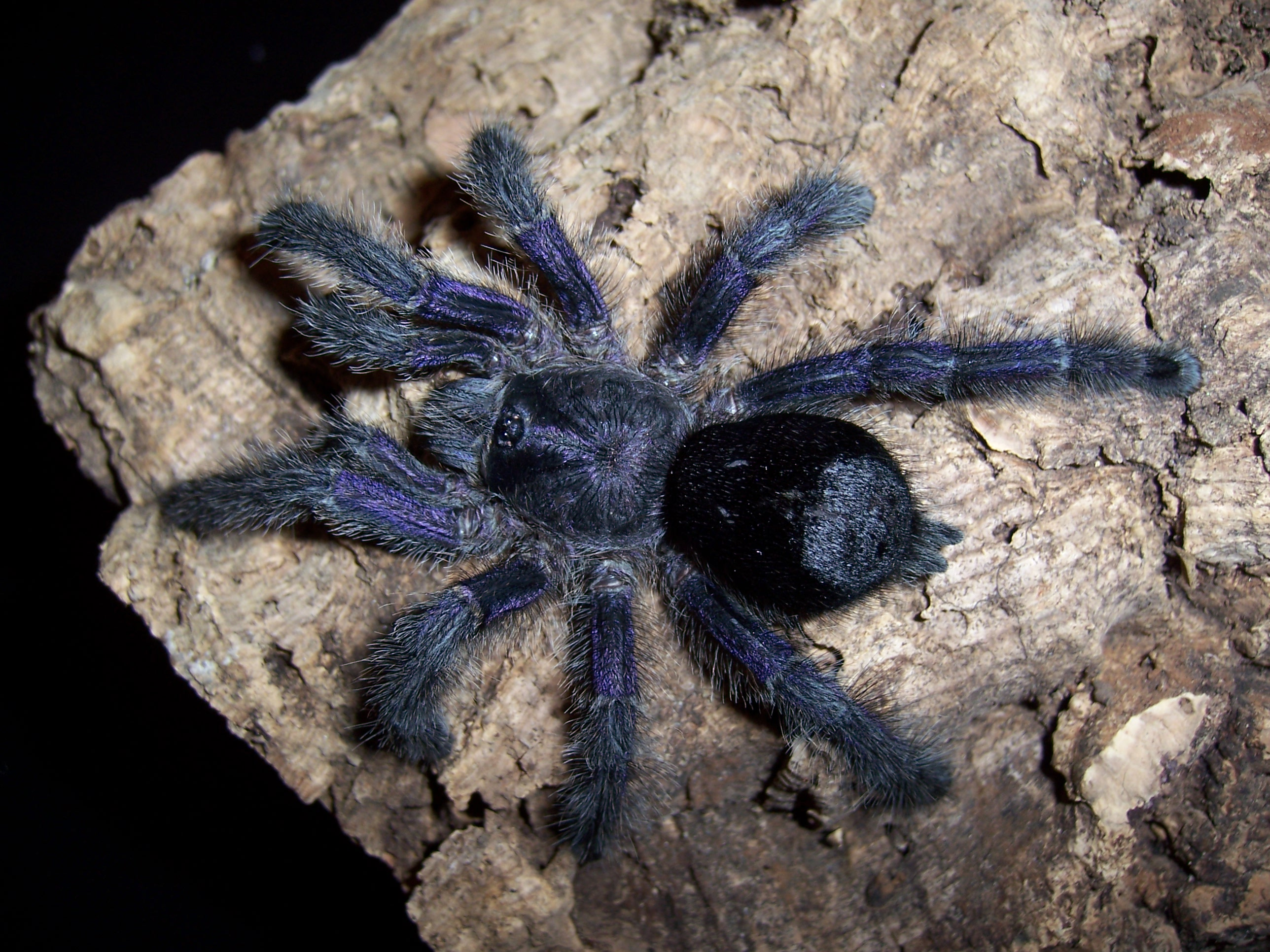
Avicularia purpurea, Weibchen

Avicularia Lamarck, 1818 (12 Arten)
- Avicularia avicularia (Linnaeus, 1758)
- Avicularia caei Fukushima & Bertani, 2017
- Avicularia glauca Simon, 1891
- Avicularia hirschii Bullmer, Thierer-Lutz & Schmidt, 2006
- Avicularia juruensis Mello-Leitão, 1923
- Avicularia lynnae Fukushima & Bertani, 2017
- Avicularia merianae Fukushima & Bertani, 2017
- Avicularia minatrix Pocock, 1903
- Avicularia purpurea Kirk, 1990
- Avicularia rufa Schiapelli & Gerschman, 1945
- Avicularia taunayi (Mello-Leitão, 1920)
- Avicularia variegata F. O. Pickard-Cambridge, 1896

Nomen dubium:
- Avicularia metallica Ausserer, 1875

### Synonymisiert
Ami Pérez-Miles, 2008 synonymisiert mit Neischnocolus
- Ami amazonica Jimenez & Bertani, 2008
- Ami armihuariensis Kaderka, 2014
- Ami bladesi Pérez-Miles, Gabriel & Gallon, 2008
- Ami caxiuana Pérez-Miles, Miglio & Bonaldo, 2008
- Ami obscura (Ausserer, 1875)
- Ami pijaos Jimenez & Bertani, 2008
- Ami weinmanni Pérez-Miles, 2008
- Ami yupanquii Pérez-Miles, Gabriel & Gallon, 2008

## B

### BacillochilusGallon, 2010
Bacillochilus Gallon, 2010 (1 Art)
- Bacillochilus xenostridulans Gallon, 2010

### BatesiellaPocock, 1903
Batesiella Pocock, 1903 (1 Art)
- Batesiella crinita Pocock, 1903

### BermejoaGabriel, Sherwood & Pérez-Miles, 2023
Bermejoa Gabriel, Sherwood & Pérez-Miles, 2023 (1 Art)
- Bermejoa zoeae Gabriel, Sherwood & Pérez-Miles, 2023

### BirupesGabriel & Sherwood, 2019
Birupes Gabriel & Sherwood, 2019 (1 Art)
- Birupes simoroxigorum Gabriel & Sherwood, 2019

### BistriopelmaKaderka, 2015
Bistriopelma Kaderka, 2015 (6 Arten)
- Bistriopelma fabianae Quispe-Colca & Kaderka, 2020
- Bistriopelma kiwicha Nicoletta, Chaparro, Mamani, Ochoa, West & Ferretti, 2020
- Bistriopelma lamasi Kaderka, 2015
- Bistriopelma matuskai Kaderka, 2015
- Bistriopelma peyoi Nicoletta, Chaparro, Mamani, Ochoa, West & Ferretti, 2020
- Bistriopelma titicaca Kaderka, 2017

### BonnetinaVol, 2000
Bonnetina Vol, 2000 (16 Arten)
- Bonnetina alagoni Locht & Medina, 2008
- Bonnetina aviae Estrada-Alvarez & Locht, 2011
- Bonnetina cyaneifemur Vol, 2000
- Bonnetina flammigera Ortiz & Francke, 2017
- Bonnetina hijmenseni Ortiz & Francke, 2017
- Bonnetina hobbit Ortiz & Francke, 2017
- Bonnetina julesvernei Ortiz & Francke, 2017
- Bonnetina malinalli Ortiz & Francke, 2017
- Bonnetina megagyna Ortiz & Francke, 2017
- Bonnetina minax Ortiz & Francke, 2017
- Bonnetina papalutlensis Mendoza, 2012
- Bonnetina tanzeri Schmidt, 2012
- Bonnetina tenuiverpis Ortiz & Francke, 2015
- Bonnetina tindoo Ortiz & Francke, 2017
- Bonnetina unam Ortiz & Francke, 2017
- Bonnetina vittata Ortiz & Francke, 2017

Synonymisiert:
- Bonnetina juxtantricola Ortiz & Francke, 2015

### BrachionopusPocock, 1897
Brachionopus Pocock, 1897 (4 Arten)
- Brachionopus annulatus Purcell, 1903
- Brachionopus pretoriae Purcell, 1904
- Brachionopus robustus Pocock, 1897
- Brachionopus tristis Purcell, 1903

Synonymisiert:
- Brachionopus leptopelmiformis Strand, 1907

### BrachypelmaSimon, 1891
Brachypelma Simon, 1891 (8 Arten)
- Brachypelma albiceps Pocock, 1903
- Brachypelma auratum Schmidt, 1992

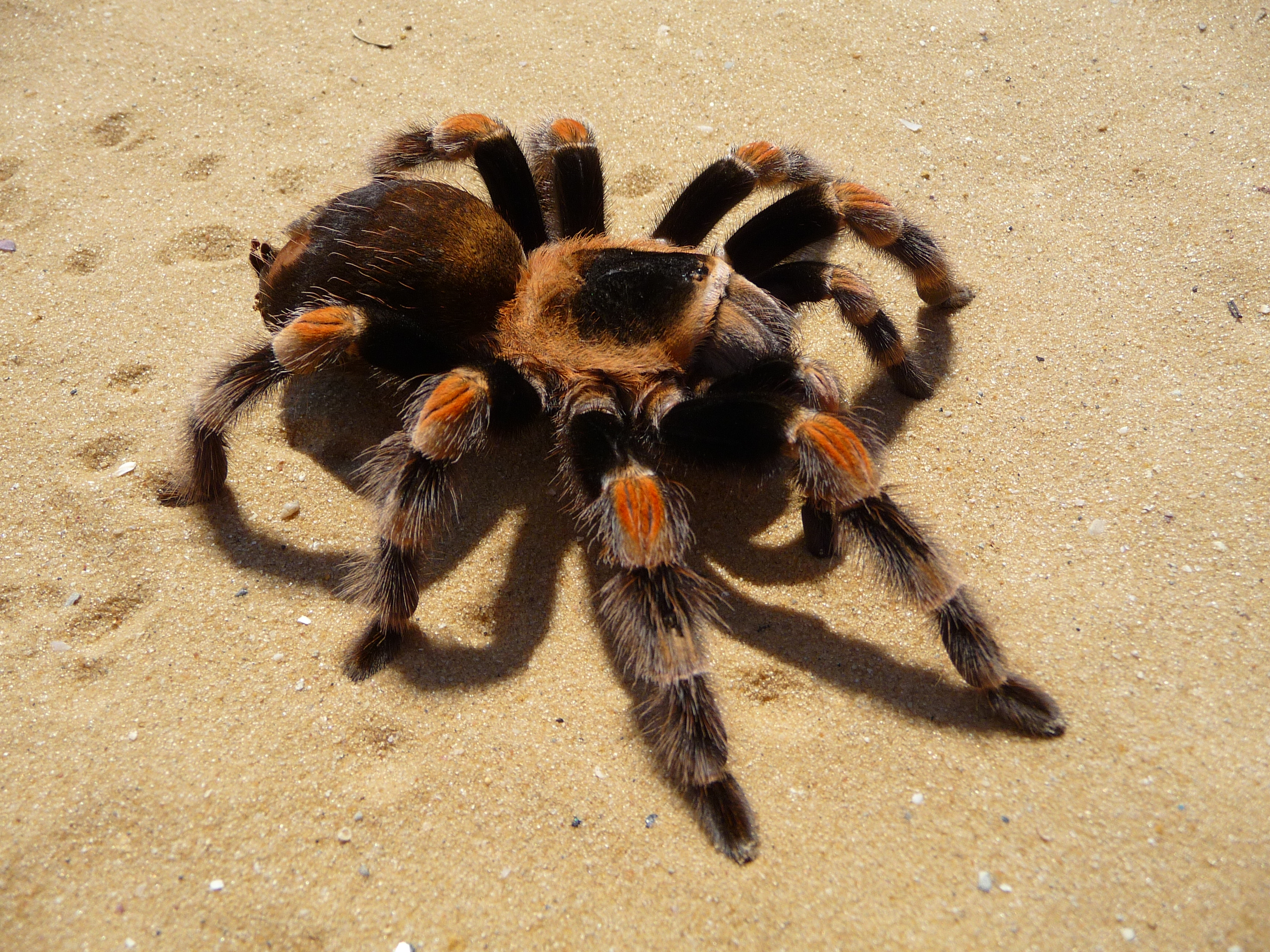
Brachypelma smithi, Weibchen

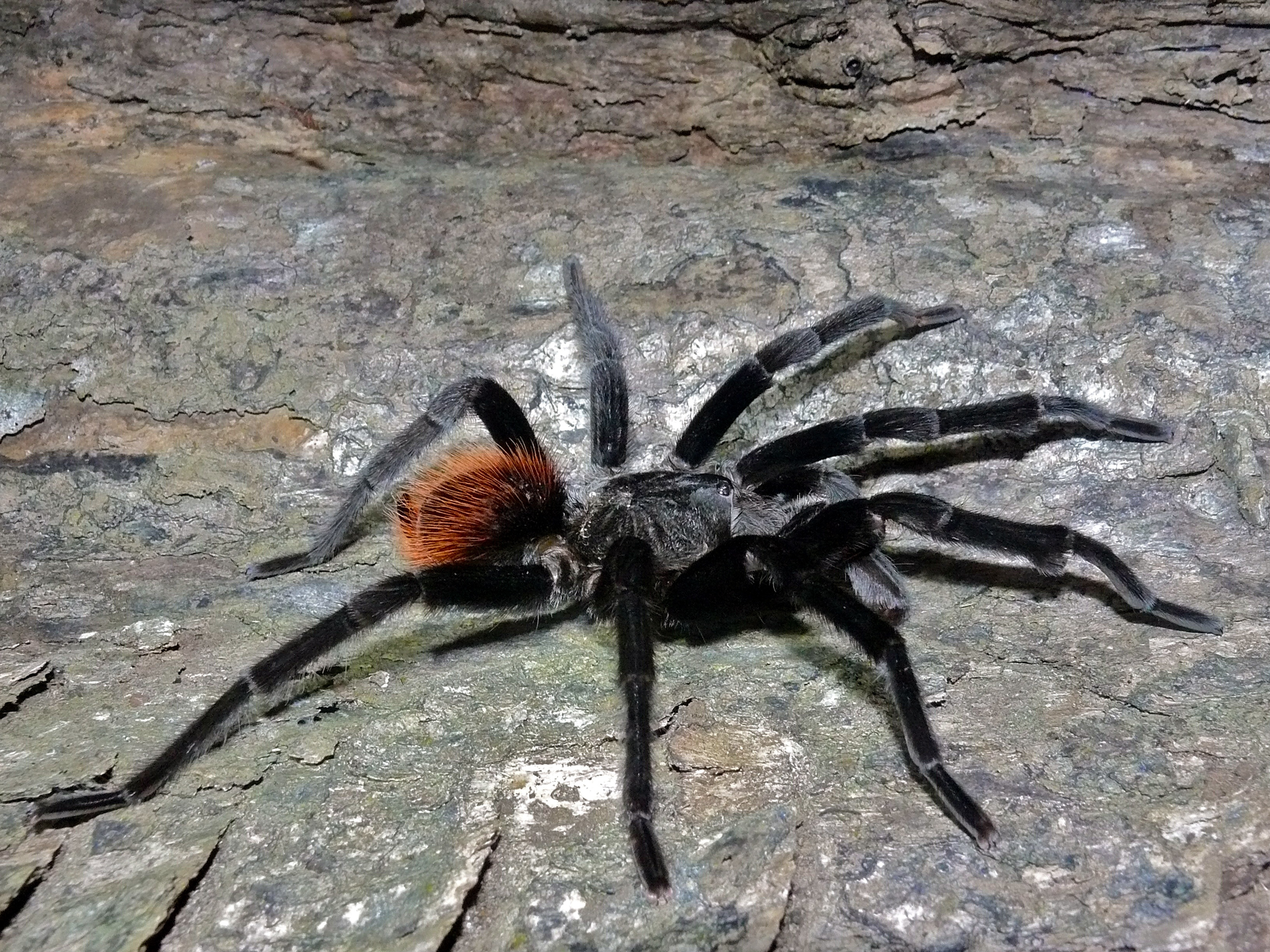
Brachypelma vagans, Männchen

- Brachypelma baumgarteni Smith, 1993
- Brachypelma boehmei Schmidt & Klaas, 1993
- Brachypelma emilia (White, 1856)
- Brachypelma hamorii Tesmoingt, Cleton & Verdez, 1997
- Brachypelma klaasi (Schmidt & Krause, 1994)
- Brachypelma smithi (F. O. Pickard-Cambridge, 1897)

In die Gattung Tliltocatl transferiert:
- Brachypelma albopilosum Valerio, 1980 wurde transferiert zu Tliltocatl albopilosus (Valerio, 1980)
- Brachypelma andrewi Schmidt, 1992 wurde transferiert zu Tliltocatl andrewi (Schmidt, 1992) (nomen dubium)
- Brachypelma aureoceps (Chamberlin, 1917) wurde transferiert zu Tliltocatl aureoceps (Chamberlin, 1917) (nomen dubium)
- Brachypelma epicureanum (Chamberlin, 1925) wurde transferiert zu Tliltocatl epicureanus (Chamberlin, 1925)
- Brachypelma kahlenbergi Rudloff, 2008 wurde transferiert zu Tliltocatl kahlenbergi (Rudloff, 2008)
- Brachypelma sabulosum (F. O. Pickard-Cambridge, 1897) wurde transferiert zu Tliltocatl sabulosus (F. O. Pickard-Cambridge, 1897)
- Brachypelma schroederi Rudloff, 2003 wurde transferiert zu Tliltocatl schroederi (Rudloff, 2003)
- Brachypelma vagans (Ausserer, 1875) wurde transferiert zu Tliltocatl vagans (Ausserer, 1875)
- Brachypelma verdezi Schmidt, 2003 wurde transferiert zu Tliltocatl verdezi (Schmidt, 2003)

Synonymisiert:
- Brachypelma fossorium Valerio, 1980 wurde zu Sandinista lanceolatum (Simon, 1891) gestellt

### BumbaPérez-Miles, Bonaldo & Miglio, 2014
Bumba Pérez-Miles, Bonaldo & Miglio, 2014 (8 Arten)
- Bumba culaba Lucas, Passanha & Brescovit, 2020
- Bumba horrida (Schmidt, 1994)
- Bumba humilis (Vellard, 1924)
- Bumba lennoni Pérez-Miles, Bonaldo & Miglio, 2014
- Bumba mineiros Lucas, Passanha & Brescovit, 2020
- Bumba paunaka Ferretti, 2021
- Bumba rondonia Lucas, Passanha & Brescovit, 2020
- Bumba tapajos Lucas, Passanha & Brescovit, 2020

Synonymisiert:
- Bumba cabocla (Pérez-Miles, 2000)
- Bumba pulcherrimaklaasi (Schmidt, 1991)

### Synonymisiert
Barropelma Chamberlin, 1940 Synonym: Neischnocolus
- Barropelma parvior (Chamberlin & Ivie, 1936) Synonym: Neischnocolus panamanus Petrunkevitch, 1925

## C

### CardiopelmaVol, 1999
Cardiopelma Vol, 1999 (1 Art)
- Cardiopelma mascatum Vol, 1999

### CaribenaFukushima & Bertani, 2017

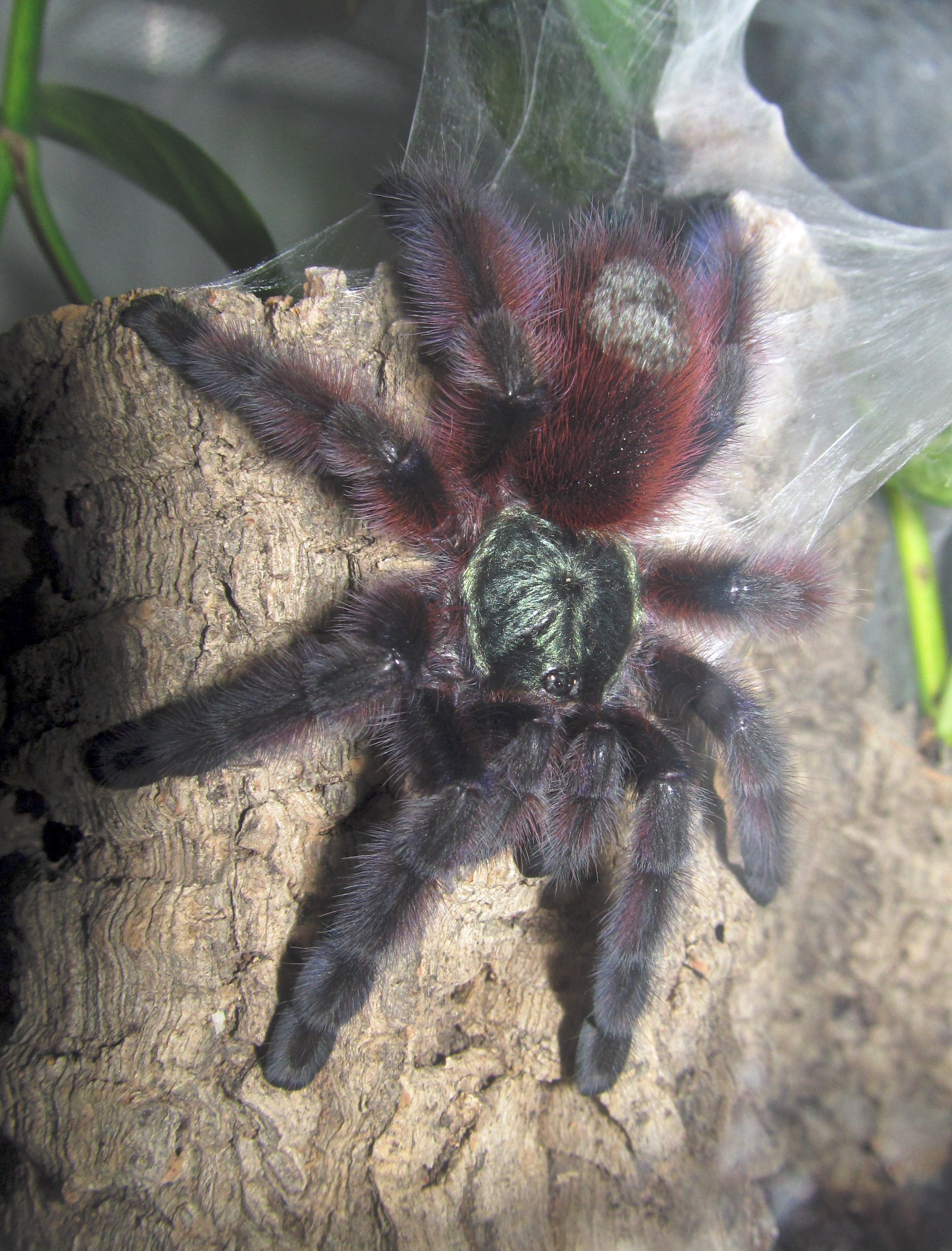
Caribena versicolor, Weibchen

Caribena Fukushima & Bertani, 2017 (2 Arten)
- Caribena laeta (C. L. Koch, 1842)
- Caribena versicolor (Walckenaer, 1837)

### CatandubaYamamoto, Lucas & Brescovit, 2012
Catanduba Yamamoto, Lucas & Brescovit, 2012 (7 Arten)
- Catanduba araguaia Yamamoto, Lucas & Brescovit, 2012
- Catanduba canabrava Yamamoto, Lucas & Brescovit, 2012
- Catanduba flavohirta (Simon, 1889)
- Catanduba peruacu Yamamoto, Lucas & Brescovit, 2012
- Catanduba piauiensis Yamamoto, Lucas & Brescovit, 2012
- Catanduba simoni (Soares & Camargo, 1948)
- Catanduba tuskae Yamamoto, Lucas & Brescovit, 2012

### CatumiriGuadanucci, 2004
Catumiri Guadanucci, 2004 (5 Arten)
- Catumiri argentinense (Mello-Leitão, 1941)
- Catumiri chicaoi Guadanucci, 2004
- Catumiri parvum (Keyserling, 1878)
- Catumiri petropolium Guadanucci, 2004
- Catumiri sapucai Nicoletta, Panchuk, Peralta-Seen & Ferretti, 2022

### CeratogyrusPocock, 1897
Ceratogyrus Pocock, 1897 (10 Arten)

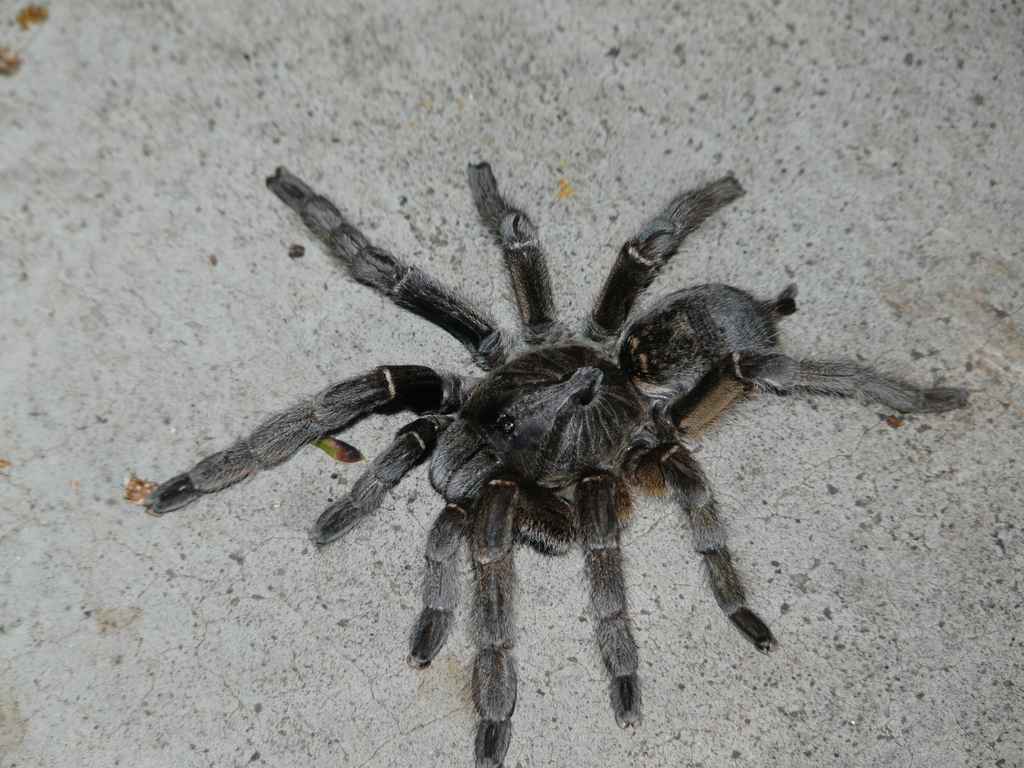
Ceratogyrus dolichocephalus, Weibchen

- Ceratogyrus attonitifer Engelbrecht, 2019
- Ceratogyrus brachycephalus Hewitt, 1919
- Ceratogyrus darlingi Pocock, 1897
- Ceratogyrus dolichocephalus Hewitt, 1919
- Ceratogyrus hillyardi (Smith, 1990)
- Ceratogyrus marshalli Pocock, 1897
- Ceratogyrus meridionalis (Hirst, 1907)
- Ceratogyrus paulseni Gallon, 2005
- Ceratogyrus pillansi (Purcell, 1902)
- Ceratogyrus sanderi Strand, 1906

### ChaetopelmaAusserer, 1871
Chaetopelma Ausserer, 1871 (8 Arten)

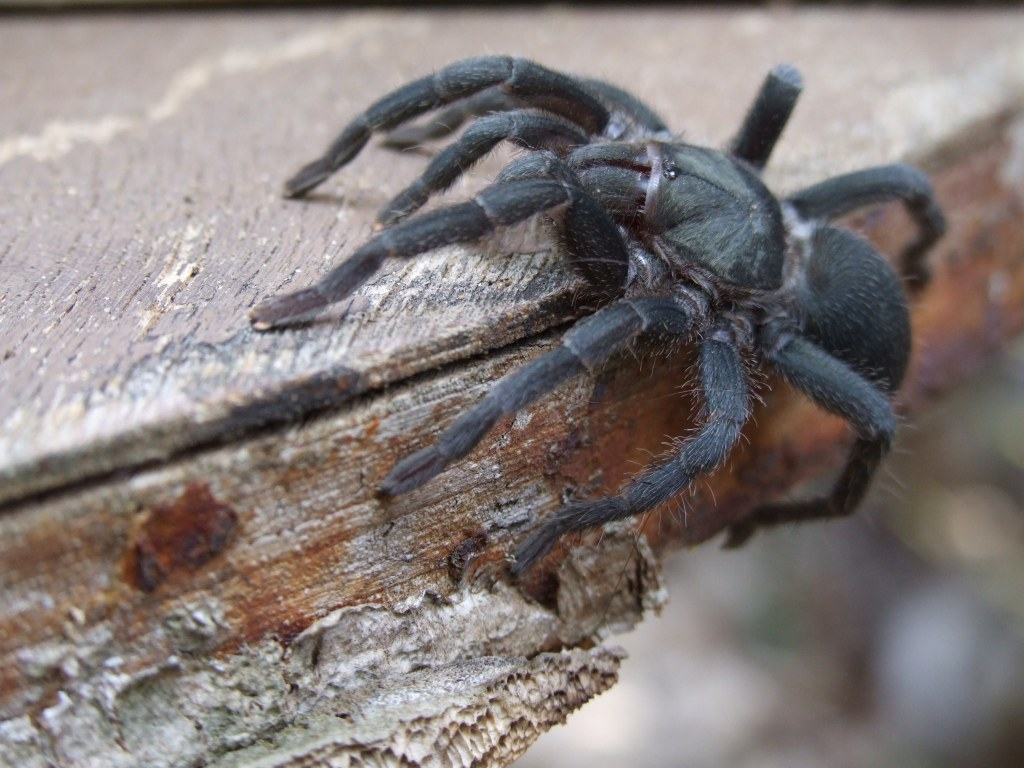
Chaetopelma olivaceum, Weibchen

- Chaetopelma altugkadirorum Gallon, Gabriel & Tansley, 2012
- Chaetopelma concolor (Simon, 1873)
- Chaetopelma karlamani Vollmer, 1997
- Chaetopelma lymberakisi Chatzaki & Komnenov, 2019
- Chaetopelma olivaceum (C. L. Koch, 1841)
- Chaetopelma persianum (Zamani & West, 2023)
- Chaetopelma turkesi Topçu & Demircan, 2014
- Chaetopelma webborum Smith, 1990

### ChilobrachysKarsch, 1892
Chilobrachys Karsch, 1892 (32 Arten)

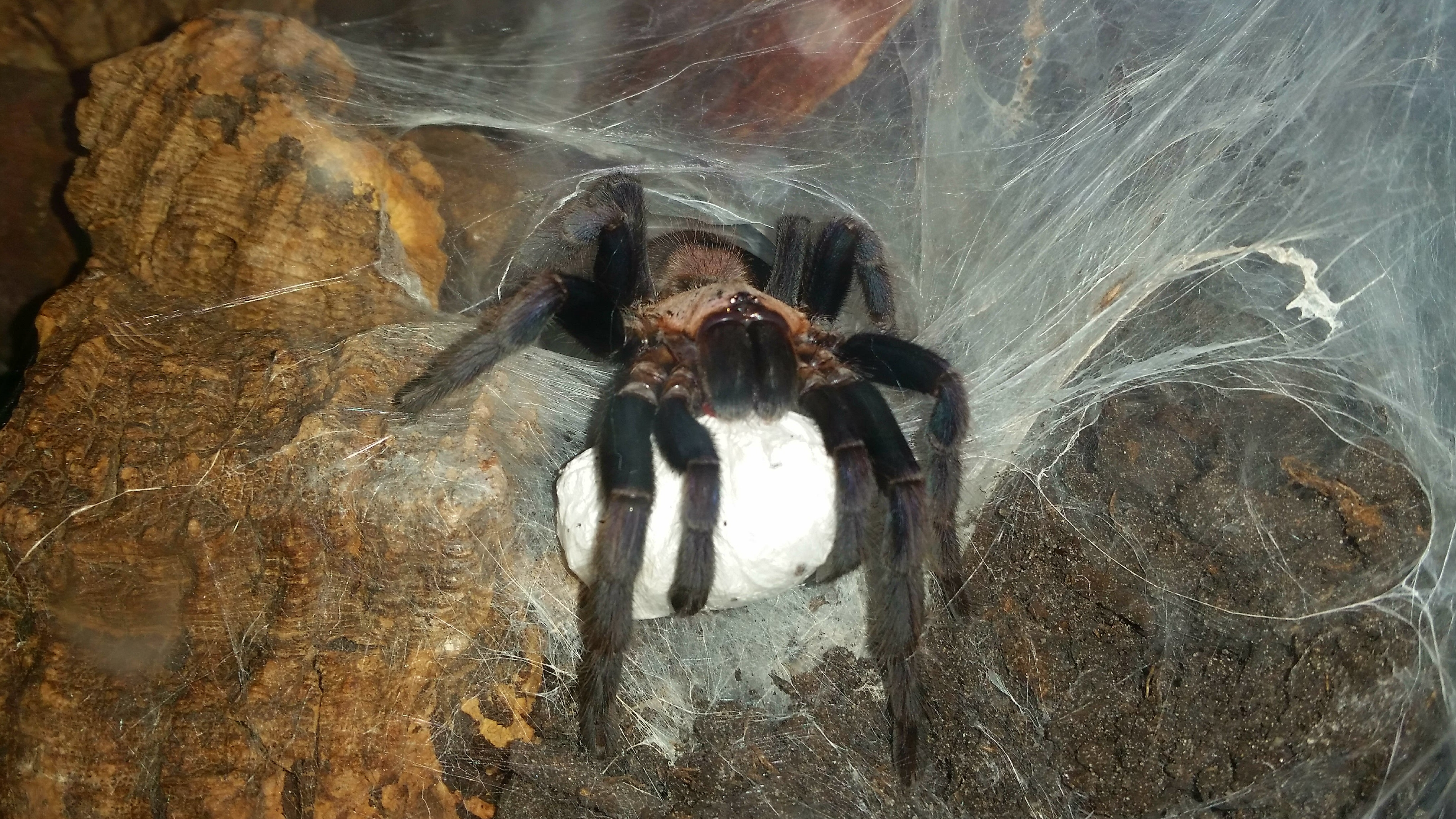
Chilobrachys fimbriatus, Weibchen mit Kokon

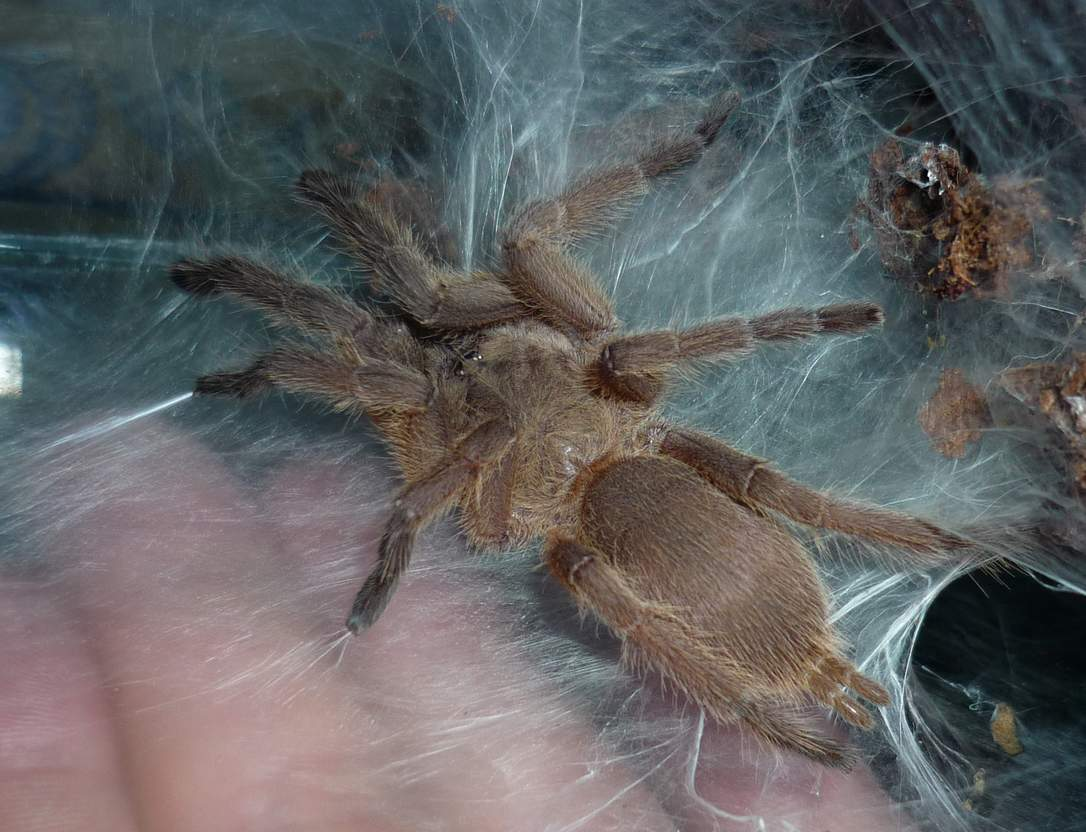
Chilobrachys huahini, Weibchen

- Chilobrachys andersoni (Pocock, 1895)
- Chilobrachys annandalei Simon, 1901
- Chilobrachys assamensis Hirst, 1909
- Chilobrachys bicolor (Pocock, 1895)
- Chilobrachys brevipes (Thorell, 1897)
- Chilobrachys dominus (Lin & Li, 2022)
- Chilobrachys dyscolus (Simon, 1886)
- Chilobrachys femoralis Pocock, 1900
- Chilobrachys fimbriatus Pocock, 1899
- Chilobrachys flavopilosus (Simon, 1884)
- Chilobrachys fumosus (Pocock, 1895)
- Chilobrachys guangxiensis (Yin & Tan, 2000)
- Chilobrachys hardwickei (Pocock, 1895)
- Chilobrachys himalayensis (Tikader, 1977)
- Chilobrachys huahini Schmidt & Huber, 1996
- Chilobrachys hubei Song & Zhao, 1988
- Chilobrachys jinchengi Lin & Li, 2022
- Chilobrachys jonitriantisvansickleae Nanayakkara, Sumanapala & Kirk, 2019
- Chilobrachys khasiensis (Tikader, 1977)
- Chilobrachys liboensis Zhu & Zhang, 2008
- Chilobrachys lubricus Yu, S. Y. Zhang, F. Zhang, Li & Yang, 2021
- Chilobrachys natanicharum Chomphuphuang, Sippawat, Sriranan, Piyatrakulchai & Songsangchote, 2023
- Chilobrachys nitelinus Karsch, 1892
- Chilobrachys oculatus (Thorell, 1895)
- Chilobrachys paviei (Simon, 1886)
- Chilobrachys pococki (Thorell, 1897)
- Chilobrachys qishuoi (Lin & Li, 2022)
- Chilobrachys sericeus (Thorell, 1895)
- Chilobrachys soricinus (Thorell, 1887)
- Chilobrachys stridulans (Wood Mason, 1877)
- Chilobrachys subarmatus (Thorell, 1891)
- Chilobrachys thorelli Pocock, 1900

Synonymisiert:
- Chilobrachys tschankoensis Schenkel, 1963

### ChinchaysuyuFerretti, Chaparro, Ochoa & West, 2023
Chinchaysuyu Ferretti, Chaparro, Ochoa & West, 2023 (1 Art)
- Chinchaysuyu spinosa Ferretti, Chaparro, Ochoa & West, 2023

### ChromatopelmaSchmidt, 1995
Chromatopelma Schmidt, 1995 (1 Art)

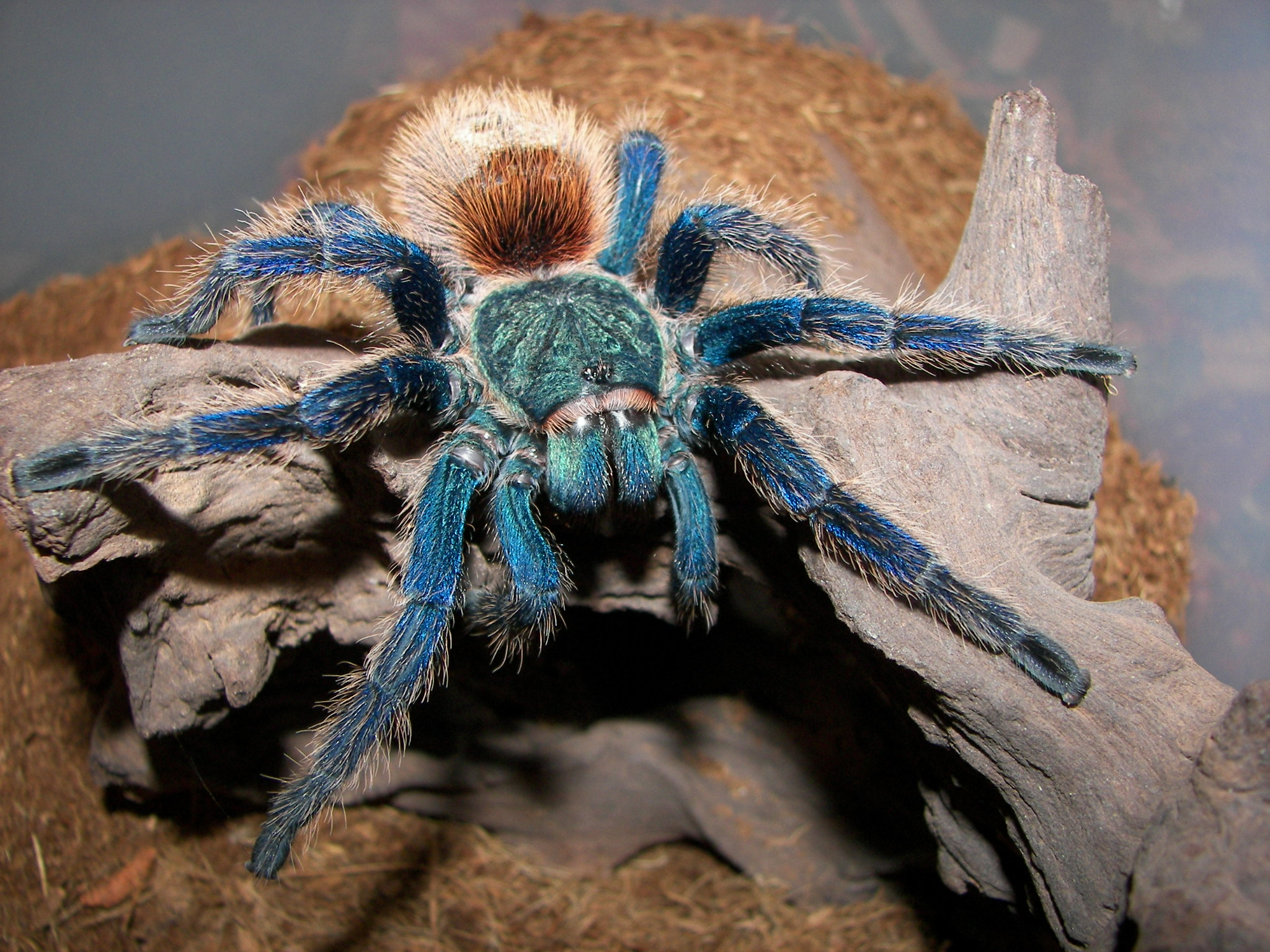
Chromatopelma cyaneopubescens, Weibchen

- Chromatopelma cyaneopubescens (Strand, 1907)

### CitharacanthusPocock, 1901
Citharacanthus Pocock, 1901 (7 Arten)
- Citharacanthus alayoni Rudloff, 1995
- Citharacanthus cyaneus (Rudloff, 1994)
- Citharacanthus livingstoni Schmidt & Weinmann, 1996
- Citharacanthus longipes (F. O. Pickard-Cambridge, 1897)
- Citharacanthus meermani Reichling & West, 2000
- Citharacanthus niger Franganillo, 1931
- Citharacanthus spinicrus (Latreille, 1819)

Synonymisiert:
- Citharacanthus alvarezi Estrada-Alvarez, Guadarrama & Martínez, 2013
- Citharacanthus sargi (Strand, 1907)

### CitharognathusPocock, 1895
Citharognathus Pocock, 1895 (2 Arten)
- Citharognathus hosei Pocock, 1895
- Citharognathus tongmianensis Zhu, Li & Song, 2002

### ClavopelmaChamberlin, 1940
Clavopelma Chamberlin, 1940 (1 Art)
- Clavopelma tamaulipeca (Chamberlin, 1937)

### CoremiocnemisSimon, 1892
Coremiocnemis Simon, 1892 (6 Arten)
- Coremiocnemis cunicularia (Simon, 1892)
- Coremiocnemis hoggi West & Nunn, 2010
- Coremiocnemis kotacana West & Nunn, 2010
- Coremiocnemis obscura West & Nunn, 2010
- Coremiocnemis tropix Raven, 2005
- Coremiocnemis valida Pocock, 1895

### CotztetlanaMendoza, 2012
Cotztetlana Mendoza, 2012 (2 Arten)
- Cotztetlana omiltemi Mendoza, 2012
- Cotztetlana villadai Estrada-Alvarez, 2014

### CrassicrusReichling & West, 1996
Crassicrus Reichling & West, 1996 (6 Arten)
- Crassicrus bidxingui Candia-Ramírez & Francke, 2017
- Crassicrus cocona Candia-Ramírez & Francke, 2017
- Crassicrus lamanai Reichling & West, 1996
- Crassicrus stoicum (Chamberlin, 1925)
- Crassicrus tochtli Candia-Ramírez & Francke, 2017
- Crassicrus yumkimil Candia-Ramírez & Francke, 2017

### CrypsidromusAusserer, 1871
Crypsidromus Ausserer, 1871 (8 Arten)
- Crypsidromus brevibulbus Valerio, 1980
- Crypsidromus carinatus Valerio, 1980
- Crypsidromus icecu Valerio, 1980
- Crypsidromus isabellinus Ausserer, 1871
- Crypsidromus multicuspidatus (Mello-Leitão, 1929)
- Crypsidromus nondescriptus (Mello-Leitão, 1926) Synonym: Vitalius nondescriptus (Mello-Leitão, 1926)
- Crypsidromus puriscal Valerio, 1980
- Crypsidromus rubitarsus Valerio, 1980

### CubananaOrtiz, 2008
Cubanana Ortiz, 2008 (1 Art)
- Cubanana cristinae Ortiz, 2008

### CyclosternumAusserer, 1871
Cyclosternum Ausserer, 1871 (12 Arten)
- Cyclosternum darienense Gabriel & Sherwood, 2022
- Cyclosternum familiare (Simon, 1889)
- Cyclosternum garbei (Mello-Leitão, 1923)
- Cyclosternum gaujoni Simon, 1889
- Cyclosternum janthinum (Simon, 1889)
- Cyclosternum kochi (Ausserer, 1871)
- Cyclosternum ledezmae Vol, 2001
- Cyclosternum palomeranum West, 2000
- Cyclosternum rufohirtum (Simon, 1889)
- Cyclosternum schmardae Ausserer, 1871
- Cyclosternum spinopalpus (Schaefer, 1996)
- Cyclosternum viridimonte Valerio, 1982

### CymbiapophysaGabriel & Sherwood, 2020
Cymbiapophysa Gabriel & Sherwood, 2020 (12 Arten)
- Cymbiapophysa ashilyGhia, Peñaherrera-R., Sherwood & Gabriel, 2024
- Cymbiapophysa carmencita Peñaherrera-R., 2023
- Cymbiapophysa falconi Peñaherrera-R., 2023
- Cymbiapophysa homeroi Peñaherrera-R., 2023
- Cymbiapophysa magna Sherwood, Gabriel, Brescovit & Lucas, 2021
- Cymbiapophysa marimbai (Perafán & Valencia-Cuéllar, 2018)
- Cymbiapophysa matildeae Peñaherrera-R., Sherwood, Gabriel & Ghia, 2024
- Cymbiapophysa otongachi Peñaherrera-R., Ghia, Sherwood & Gabriel, 2024
- Cymbiapophysa seldeni Sherwood & Gabriel, 2023
- Cymbiapophysa velox (Pocock, 1903)
- Cymbiapophysa yimana Gabriel & Sherwood, 2020
- Cymbiapophysa yumbos Peñaherrera-R., Ghia, Sherwood & Gabriel, 2024

### CyriocosmusSimon, 1903
Cyriocosmus Simon, 1903 (24 Arten)
- Cyriocosmus aueri Kaderka, 2016
- Cyriocosmus bertae Pérez-Miles, 1998
- Cyriocosmus bicolor (Schiapelli & Gerschman, 1945)
- Cyriocosmus blenginii Pérez-Miles, 1998
- Cyriocosmus elegans (Simon, 1889)
- Cyriocosmus fasciatus (Mello-Leitão, 1930)
- Cyriocosmus fernandoi Fukushima, Bertani & da Silva, 2005
- Cyriocosmus foliatus Kaderka, 2019
- Cyriocosmus giganteus Kaderka, 2016
- Cyriocosmus hoeferi Kaderka, 2016
- Cyriocosmus itayensis Kaderka, 2016
- Cyriocosmus leetzi Vol, 1999

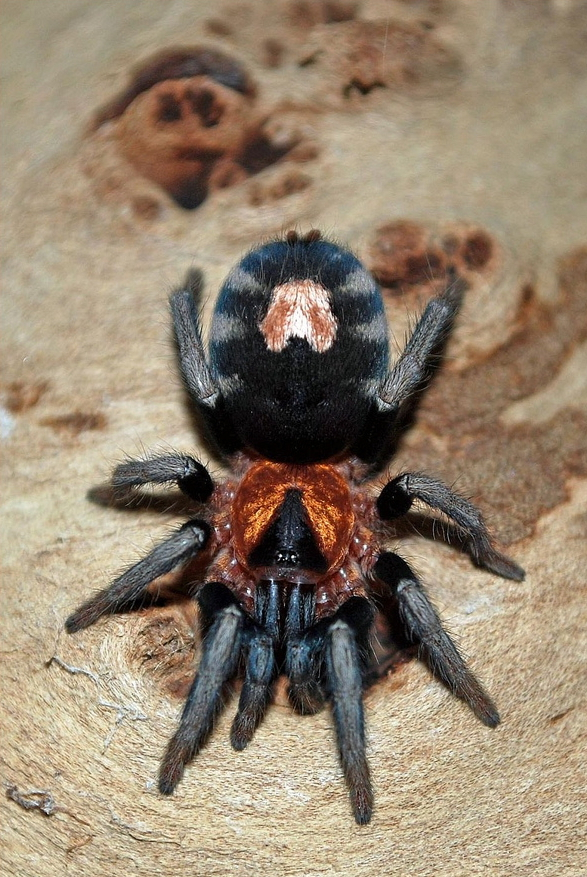
Cyriocosmus elegans, Weibchen

- Cyriocosmus nicholausgordoni Kaderka, 2016
- Cyriocosmus nogueiranetoi Fukushima, Bertani & da Silva, 2005
- Cyriocosmus paredesi Kaderka, 2019
- Cyriocosmus paresi Moeller, Galleti-Lima & Guadanucci, 2024
- Cyriocosmus perezmilesi Kaderka, 2007
- Cyriocosmus peruvianus Kaderka, 2016
- Cyriocosmus pribiki Pérez-Miles & Weinmann, 2009
- Cyriocosmus ritae Pérez-Miles, 1998
- Cyriocosmus sellatus (Simon, 1889)
- Cyriocosmus venezuelensis Kaderka, 2010
- Cyriocosmus versicolor (Simon, 1897)
- Cyriocosmus williamlamari Kaderka, 2016

### CyriopagopusSimon, 1887
Cyriopagopus Simon, 1887 (9 Arten)

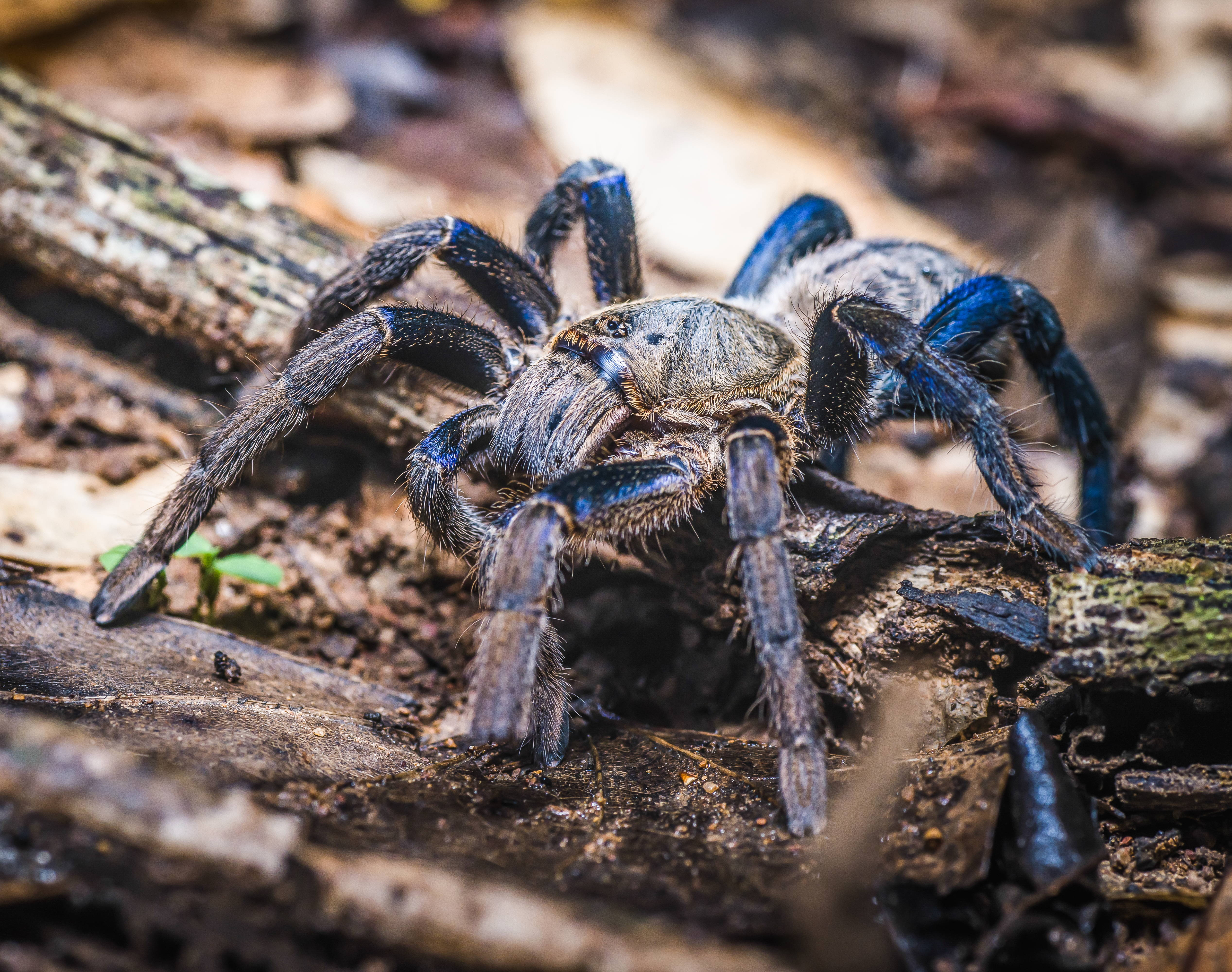
Cyriopagopus lividus, Weibchen

- Cyriopagopus albostriatus (Simon, 1886)
- Cyriopagopus doriae (Thorell, 1890)
- Cyriopagopus hainanus (Liang, Peng, Huang & Chen, 1999)
- Cyriopagopus lividus (Smith, 1996)
- Cyriopagopus longipes (von Wirth & Striffler, 2005)
- Cyriopagopus minax (Thorell, 1897)
- Cyriopagopus paganus Simon, 1887
- Cyriopagopus schmidti (von Wirth, 1991)
- Cyriopagopus vonwirthi (Schmidt, 2005)

### Cyrtogrammomma(Pocock, 1895)
Cyrtogrammomma (Pocock, 1895) (3 Arten)
- Cyrtogrammomma frevo (Gonzalez-Filho, Fonseca-Ferreira, Brescovit & Guadanucci, 2022)
- Cyrtogrammomma monticola (Pocock, 1895)
- Cyrtogrammomma raveni (Mori & Bertani, 2020)

### CyrtopholisSimon, 1892
Cyrtopholis Simon, 1892 (22 Arten)
- Cyrtopholis agilis Pocock, 1903
- Cyrtopholis anacanta Franganillo, 1935
- Cyrtopholis annectans Chamberlin, 1917
- Cyrtopholis bartholomaei (Latreille, 1832)
- Cyrtopholis bonhotei (F. O. Pickard-Cambridge, 1901)
- Cyrtopholis bryantae Rudloff, 1995
- Cyrtopholis culebrae (Petrunkevitch, 1929)
- Cyrtopholis cursor (Ausserer, 1875)
- Cyrtopholis femoralis Pocock, 1903
- Cyrtopholis flavostriata Schmidt, 1995
- Cyrtopholis gibbosa Franganillo, 1936
- Cyrtopholis innocua (Ausserer, 1871)
- Cyrtopholis intermedia (Ausserer, 1875)
- Cyrtopholis ischnoculiformis (Franganillo, 1926)
- Cyrtopholis jamaicola Strand, 1908
- Cyrtopholis major (Franganillo, 1926)
- Cyrtopholis obsoleta (Franganillo, 1935)
- Cyrtopholis plumosa Franganillo, 1931
- Cyrtopholis portoricae Chamberlin, 1917
- Cyrtopholis ramsi Rudloff, 1995
- Cyrtopholis regibbosa Rudloff, 1994
- Cyrtopholis unispina Franganillo, 1926

Synonymisiert:
- Cyrtopholis media Chamberlin, 1917
- Cyrtopholis respina Franganillo, 1935

## D

### DavusO. Pickard-Cambridge, 1892

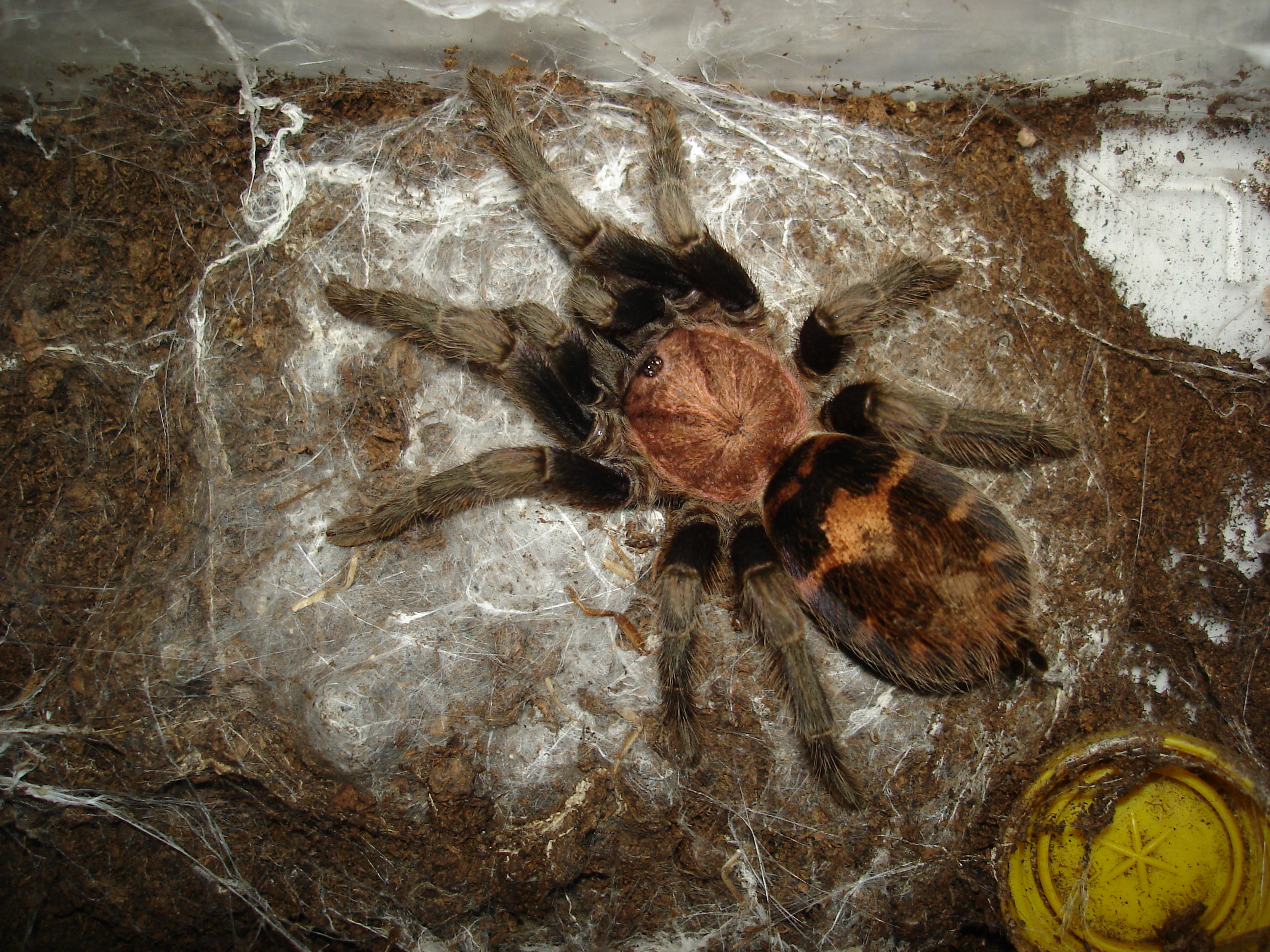
Davus fasciatus, Weibchen

Davus O. Pickard-Cambridge, 1892 (4 Arten)
- Davus fasciatus O. Pickard-Cambridge, 1892
- Davus pentaloris (Simon, 1888)
- Davus ruficeps (Simon, 1891)
- Davus santos Gabriel, 2016

### DolichotheleMello-Leitão, 1923
Dolichothele Mello-Leitão, 1923 (10 Arten)
- Dolichothele auratum (Vellard, 1924)

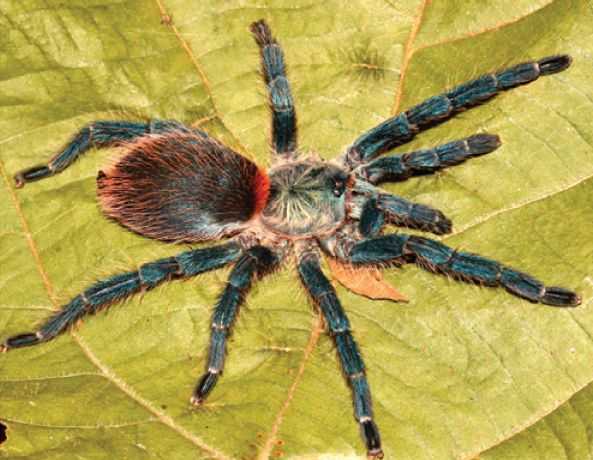
Dolichothele diamantinensis, Weibchen

- Dolichothele bolivianum (Vol, 2001)
- Dolichothele camargorum Revollo, da Silva & Bertani, 2017
- Dolichothele diamantinensis (Bertani, Santos & Righi, 2009)
- Dolichothele dominguensis (Guadanucci, 2007)
- Dolichothele exilis Mello-Leitão, 1923
- Dolichothele mineira (Guadanucci, 2011)
- Dolichothele mottai Revollo, da Silva & Bertani, 2017
- Dolichothele rufoniger (Guadanucci, 2007)
- Dolichothele tucuruiensis (Guadanucci, 2007)

### DugesiellaPocock, 1901
Dugesiella Pocock, 1901 (4 Arten) wiedererrichtet 2022
- Dugesiella anitahoffmannae (Locht, Medina, Rojo & Vázquez, 2005)
- Dugesiella crinita Pocock, 1901
- Dugesiella duplex (Chamberlin, 1925)
- Dugesiella serrata (Simon, 1891)

## E

### EncyocratellaStrand, 1907
Encyocratella Strand, 1907 (1 Art)
- Encyocratella olivacea Strand, 1907

### EncyocratesSimon, 1892
Encyocrates Simon, 1892 (1 Art)
- Encyocrates raffrayi Simon, 1892

### EphebopusSimon, 1892
Ephebopus Simon, 1892 (5 Arten)
- Ephebopus cyanognathus West & Marshall, 2000

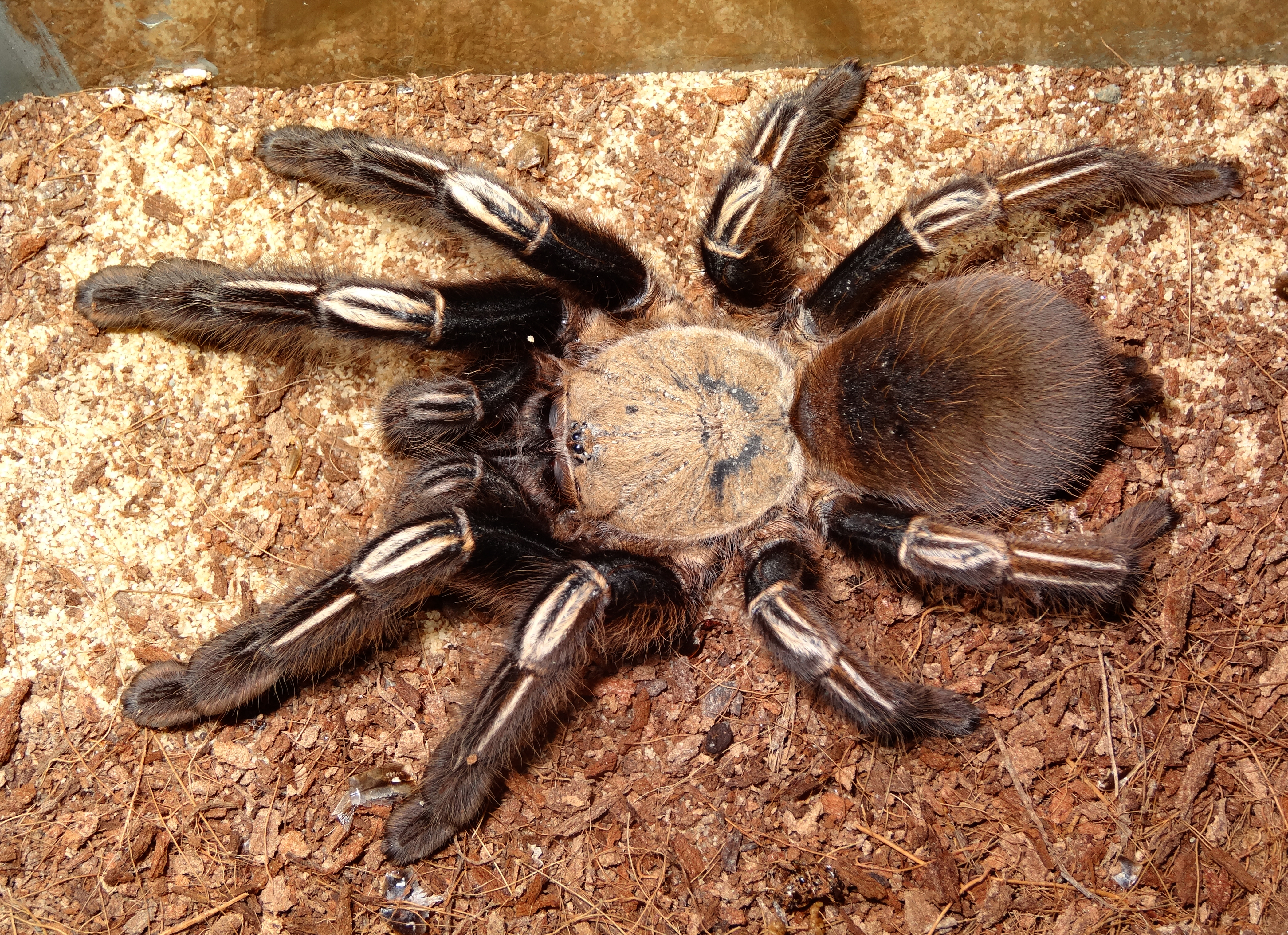
Ephebopus murinus, Weibchen

- Ephebopus foliatus West, Marshall, Fukushima & Bertani, 2008
- Ephebopus murinus (Walckenaer, 1837)
- Ephebopus rufescens West & Marshall, 2000
- Ephebopus uatuman Lucas, Silva & Bertani, 1992

### EuathlusAusserer, 1875
Euathlus Ausserer, 1875 (14 Arten)
- Euathlus affinis (Nicolet, 1849)
- Euathlus antai Perafán & Pérez-Miles, 2014
- Euathlus atacama Perafán & Pérez-Miles, 2014
- Euathlus condorito Perafán & Pérez-Miles, 2014
- Euathlus diamante Ferretti, 2015
- Euathlus grismadoi Ríos-Tamayo, 2020
- Euathlus manicatus (Simon, 1892)
- Euathlus mauryi Ríos-Tamayo, 2020
- Euathlus pampa Ríos-Tamayo, 2020
- Euathlus parvulus (Pocock, 1903)
- Euathlus sagei Ferretti, 2015
- Euathlus tenebrarum Ferretti, 2015
- Euathlus truculentus Koch, 1875
- Euathlus vanessae Quispe-Colca & Ferretti, 2021

### EucratoscelusPocock, 1898
Eucratoscelus Pocock, 1898 (2 Arten)
- Eucratoscelus constrictus (Gerstäcker, 1873)
- Eucratoscelus pachypus Schmidt & von Wirth, 1990

### EumenophorusPocock, 1897
Eumenophorus Pocock, 1897 (2 Arten)
- Eumenophorus clementsi Pocock, 1897
- Eumenophorus murphyorum Smith, 1990

Synonymisiert:
- Eumenophorus stridulantissimus (Strand, 1907)

### EupalaestrusPocock, 1901
Eupalaestrus Pocock, 1901 (7 Arten)
- Eupalaestrus anomalus (Mello-Leitão, 1923)
- Eupalaestrus campestratus (Simon, 1891)
- Eupalaestrus crassimetatarsis Borges, Paladini & Bertani, 2021
- Eupalaestrus larae Ferretti & Barneche, 2012
- Eupalaestrus roccoi Borges, Paladini & Bertani, 2021
- Eupalaestrus spinosissimus Mello-Leitão, 1923
- Eupalaestrus weijenberghi (Thorell, 1894)

Synonymisiert:
- Eupalaestrus guyanus (Simon, 1892)

### EuphrictusHirst, 1908
Euphrictus Hirst, 1908 (2 Arten)
- Euphrictus spinosus Hirst, 1908
- Euphrictus squamosus (Benoit, 1965)

### EuthycaelusSimon, 1889
Euthycaelus Simon, 1889 (8 Arten)
- Euthycaelus amandae Guadanucci & Weinmann, 2014
- Euthycaelus astutus (Simon, 1889)
- Euthycaelus colonica Simon, 1889
- Euthycaelus cunampia Echeverri, Gómez Torres, Pinel & Perafán, 2023
- Euthycaelus guane Valencia-Cuellar, Perafán & Guadanucci, 2019
- Euthycaelus janae Sherwood & Gabriel, 2022
- Euthycaelus norae Guadanucci & Weinmann, 2014
- Euthycaelus quinteroi Gabriel & Sherwood, 2022

### Nomen dubium
Eurypelmella Strand, 1907
- Eurypelmella masculina (Strand, 1907)

## G

### GrammostolaSimon, 1892
Grammostola Simon, 1892 (20 Arten)
- Grammostola actaeon (Pocock, 1903)
- Grammostola alticeps (Pocock, 1903)

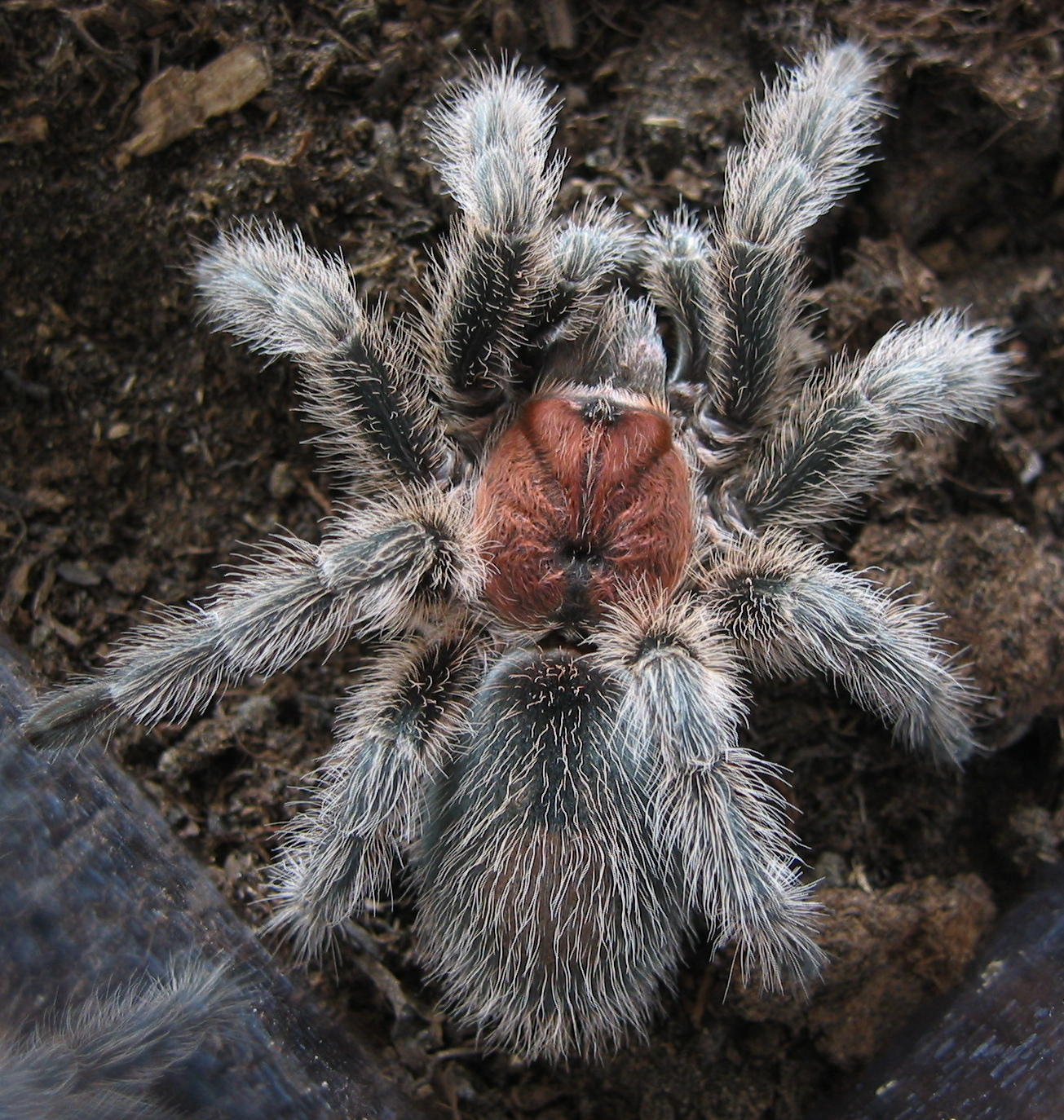
Grammostola rosea, subadult

- Grammostola andreleetzi Vol, 2008
- Grammostola anthracina (C. L. Koch, 1842)
- Grammostola borelli (Simon, 1897)
- Grammostola burzaquensis Ibarra, 1946
- Grammostola chalcothrix Chamberlin, 1917
- Grammostola diminuta Ferretti, Pompozzi, González & Pérez-Miles, 2013
- Grammostola doeringi (Holmberg, 1881)
- Grammostola gossei (Pocock, 1899)
- Grammostola grossa (Ausserer, 1871)
- Grammostola iheringi (Keyserling, 1891)
- Grammostola inermis Mello-Leitão, 1941
- Grammostola mendozae (Strand, 1907)
- Grammostola pulchra Mello-Leitão, 1921
- Grammostola pulchripes (Simon, 1891)
- Grammostola quirogai Montes de Oca, D’Elía & Pérez-Miles, 2016
- Grammostola rosea (Walckenaer, 1837)
- Grammostola subvulpina (Strand, 1906)
- Grammostola vachoni Schiapelli & Gerschman, 1961

Synonymisiert:
- Grammostola monticola (Strand, 1907)
- Grammostola porteri (Mello-Leitão, 1936) (Weiterleitung) synonymisiert mit Grammostola rosea

### GuyruitaGuadanucci, Lucas, Indicatti & Yamamoto, 2007
Guyruita Guadanucci, Lucas, Indicatti & Yamamoto, 2007 (6 Arten)
- Guyruita atlantica Guadanucci, Lucas, Indicatti & Yamamoto, 2007
- Guyruita cerrado Guadanucci, Lucas, Indicatti & Yamamoto, 2007
- Guyruita giupponii Fukushima & Bertani, 2018
- Guyruita guadanuccii Sherwood & Gabriel, 2021
- Guyruita isae Fukushima & Bertani, 2018
- Guyruita metallophila Fonseca-Ferreira, Zampaulo & Guadanucci, 2017

In eine andere Gattung transferiert:
- Guyruita waikoshiemi (Bertani & Araújo, 2006) wurde transferiert zu Yanomamius waikoshiemi (Bertani & Araújo, 2006)

## H

### HapalopusAusserer, 1875
Hapalopus Ausserer, 1875 (10 Arten)
- Hapalopus akroa  Moeller, Galleti-Lima & Guadanucci, 2024
- Hapalopus coloratus (Valerio, 1982)
- Hapalopus formosus Ausserer, 1875
- Hapalopus guerreroi Benavides, Osorio, Sherwood, Gabriel, Peñaherrera-R., Hörweg, Brescovit & Lucas, 2024
- Hapalopus guidonae  Moeller, Galleti-Lima & Guadanucci, 2024
- Hapalopus nigriventris (Mello-Leitão, 1939)
- Hapalopus platnicki Sherwood, Gabriel, Peñaherrera-R., Osorio, Benavides, Hörweg, Brescovit & Lucas, 2024
- Hapalopus triseriatus Caporiacco, 1955
- Hapalopus vangoghi Osorio, Benavides, Sherwood, Gabriel, Peñaherrera-R., Hörweg, Brescovit & Lucas, 2024
- Hapalopus variegatus (Caporiacco, 1955)

Synonymisiert:
- Hapalopus aymara Perdomo, Panzera & Pérez-Miles, 2009
- Hapalopus butantan (Pérez-Miles, 1998)
- Hapalopus lesleyae Gabriel, 2011
- Hapalopus serrapelada Fonseca-Ferreira, Zampaulo & Guadanucci, 2017
- Hapalopus triseriatus Caporiacco, 1955

### HapalotremusSimon, 1903
Hapalotremus Simon, 1903 (14 Arten)
- Hapalotremus albipes Simon, 1903
- Hapalotremus apasanka Sherwood, Ferretti, Gabriel & West, 2021
- Hapalotremus carabaya Ferretti, Cavallo, Chaparro, Ríos-Tamayo, Seimon & West, 2018
- Hapalotremus chasqui Ferretti, Cavallo, Chaparro, Ríos-Tamayo, Seimon & West, 2018
- Hapalotremus chespiritoi Ferretti, Cavallo, Chaparro, Ríos-Tamayo, Seimon & West, 2018
- Hapalotremus hananqheswa Sherwood, Ferretti, Gabriel & West, 2021
- Hapalotremus kaderkai Sherwood, Ferretti, Gabriel & West, 2021
- Hapalotremus kuka Ferretti, Cavallo, Chaparro, Ríos-Tamayo, Seimon & West, 2018
- Hapalotremus major (Chamberlin, 1916)
- Hapalotremus marcapata Ferretti, Cavallo, Chaparro, Ríos-Tamayo, Seimon & West, 2018
- Hapalotremus martinorum Cavallo & Ferretti, 2015
- Hapalotremus perezmilesi Ferretti, Cavallo, Chaparro, Ríos-Tamayo, Seimon & West, 2018
- Hapalotremus vilcanota Ferretti, Cavallo, Chaparro, Ríos-Tamayo, Seimon & West, 2018
- Hapalotremus yuraqchanka Sherwood, Ferretti, Gabriel & West, 2021

### HaploclastusSimon, 1892
Haploclastus Simon, 1892 (7 Arten)
- Haploclastus cervinus Simon, 1892
- Haploclastus devamatha Prasanth & Sunil Jose, 2014
- Haploclastus kayi Gravely, 1915
- Haploclastus nilgirinus Pocock, 1899
- Haploclastus satyanus (Barman, 1978)
- Haploclastus tenebrosus Gravely, 1935
- Haploclastus validus (Pocock, 1899)

### HaplocosmiaSchmidt & von Wirth, 1996
Haplocosmia Schmidt & von Wirth, 1996 (3 Arten)

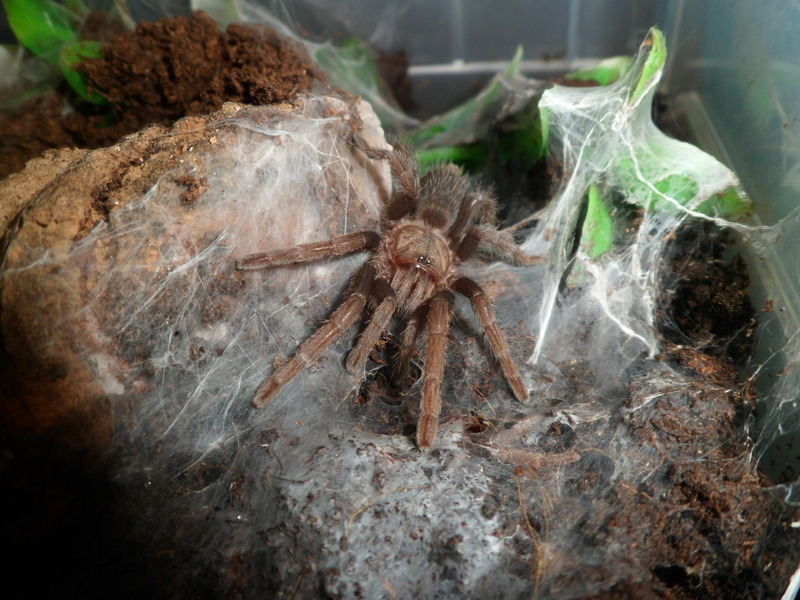
Haplocosmia nepalensis, Nymphe

- Haplocosmia himalayana (Pocock, 1899)
- Haplocosmia nepalensis Schmidt & von Wirth, 1996
- Haplocosmia sherwoodae Lin & Li, 2022

### HarpactiraAusserer, 1871
Harpactira Ausserer, 1871 (15 Arten)
- Harpactira atra (Latreille, 1832)
- Harpactira baviana Purcell, 1903
- Harpactira cafreriana (Walckenaer, 1837)
- Harpactira chrysogaster Pocock, 1897
- Harpactira curator Pocock, 1898
- Harpactira curvipes Pocock, 1897
- Harpactira dictator Purcell, 1902
- Harpactira gigas Pocock, 1898
- Harpactira hamiltoni Pocock, 1902
- Harpactira lineata Pocock, 1897
- Harpactira lyrata (Simon, 1892)
- Harpactira marksi Purcell, 1902
- Harpactira namaquensis Purcell, 1902
- Harpactira pulchripes Pocock, 1901
- Harpactira tigrina Ausserer, 1875

Synonymisiert:
- Harpactira guttata Strand, 1907

### HarpactirellaPurcell, 1902
Harpactirella Purcell, 1902 (11 Arten)
- Harpactirella domicola Purcell, 1903
- Harpactirella helenae Purcell, 1903
- Harpactirella karrooica Purcell, 1902
- Harpactirella lapidaria Purcell, 1908
- Harpactirella lightfooti Purcell, 1902
- Harpactirella longipes Purcell, 1902
- Harpactirella magna Purcell, 1903
- Harpactirella overdijki Gallon, 2010
- Harpactirella schwarzi Purcell, 1904
- Harpactirella spinosa Purcell, 1908
- Harpactirella treleaveni Purcell, 1902

Synonymisiert:
- Harpactirella insidiosa (Denis, 1960)

### HemirrhagusSimon, 1903
Hemirrhagus Simon, 1903 (27 Arten)
- Hemirrhagus akheronteus Mendoza & Francke, 2018
- Hemirrhagus benzaa Mendoza, 2014
- Hemirrhagus billsteelei Mendoza & Francke, 2018
- Hemirrhagus cervinus (Simon, 1891)
- Hemirrhagus chilango Pérez-Miles & Locht, 2003
- Hemirrhagus coztic Pérez-Miles & Locht, 2003
- Hemirrhagus diabolo Mendoza & Francke, 2018
- Hemirrhagus elliotti (Gertsch, 1973)
- Hemirrhagus embolulatus Mendoza, 2014
- Hemirrhagus eros Pérez-Miles & Locht, 2003
- Hemirrhagus franckei Mendoza, 2014
- Hemirrhagus gertschi Pérez-Miles & Locht, 2003
- Hemirrhagus grieta (Gertsch, 1982)
- Hemirrhagus guichi Mendoza, 2014
- Hemirrhagus kalebi Mendoza & Francke, 2018
- Hemirrhagus lochti Estrada-Alvarez, 2014
- Hemirrhagus mitchelli (Gertsch, 1982)
- Hemirrhagus nahuanus (Gertsch, 1982)
- Hemirrhagus ocellatus Pérez-Miles & Locht, 2003
- Hemirrhagus papalotl Pérez-Miles & Locht, 2003
- Hemirrhagus perezmilesi García-Villafuerte & Locht, 2010
- Hemirrhagus pernix (Ausserer, 1875)
- Hemirrhagus puebla (Gertsch, 1982)
- Hemirrhagus reddelli (Gertsch, 1973)
- Hemirrhagus sprousei Mendoza & Francke, 2018
- Hemirrhagus stygius (Gertsch, 1971)
- Hemirrhagus valdezi Mendoza, 2014

### HeterophrictusPocock, 1900
Heterophrictus Pocock, 1900 (4 Arten)
- Heterophrictus aareyensis Mirza & Sanap, 2014
- Heterophrictus blatteri (Gravely, 1935)
- Heterophrictus milleti Pocock, 1900
- Heterophrictus raveni Mirza & Sanap, 2014

### HeteroscodraPocock, 1900
Heteroscodra Pocock, 1900 (2 Arten)
- Heteroscodra crassipes Hirst, 1907

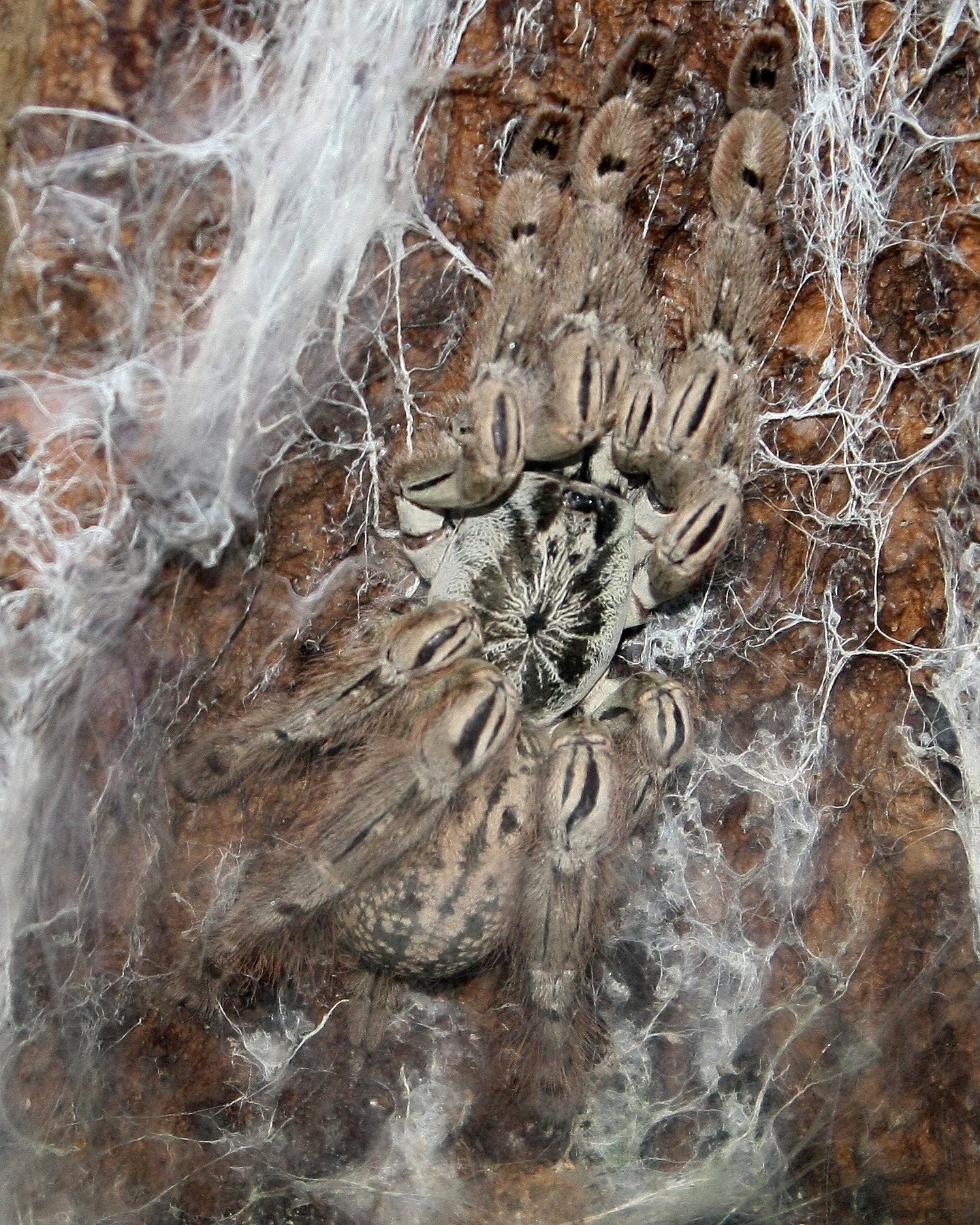
Heteroscodra maculata, Weibchen

  - Heteroscodra crassipes crassipes Hirst, 1907
  - Heteroscodra crassipes latithorax Strand, 1920
- Heteroscodra maculata Pocock, 1900

### HeterotheleKarsch, 1879
Heterothele Karsch, 1879 (9 Arten)
- Heterothele affinis Laurent, 1946
- Heterothele atropha Simon, 1907
- Heterothele darcheni (Benoit, 1966)
- Heterothele decemnotata (Simon, 1891)
- Heterothele gabonensis (Lucas, 1858)
- Heterothele honesta Karsch, 1879
- Heterothele hullwilliamsi Smith, 1990
- Heterothele ogbunikia Smith, 1990
- Heterothele spinipes Pocock, 1897

Synonymisiert:
- Heterothele caudicula (Simon, 1886)
- Heterothele villosella Strand, 1907

### HolotheleKarsch, 1879
Holothele Karsch, 1879 (6 Arten)
- Holothele culebrae (Petrunkevitch, 1929)
- Holothele denticulata (Franganillo, 1930)
- Holothele longipes (L. Koch, 1875)
- Holothele maddeni (Esposito & Agnarsson, 2014)
- Holothele shoemakeri (Petrunkevitch, 1926)
- Holothele sulfurensis Maréchal, 2005

### HomoeommaAusserer, 1871
Homoeomma Ausserer, 1871 (16 Arten)
- Homoeomma brasilianum (Chamberlin, 1917)
- Homoeomma chilensis Montenegro & Aguilera, 2018
- Homoeomma elegans (Gerschman & Schiapelli, 1958)
- Homoeomma espinozai Montenegro & Aguilera, 2024
- Homoeomma familiare Bertkau, 1880
- Homoeomma hirsutum (Mello-Leitão, 1935)
- Homoeomma minimum (Montenegro & Aguilera, 2024)
- Homoeomma montanum (Mello-Leitão, 1923)
- Homoeomma nigrum (Walckenaer, 1837)
- Homoeomma orellanai Montenegro & Aguilera, 2018
- Homoeomma poqui Montenegro & Aguilera, 2024
- Homoeomma strabo (Simon, 1892)
- Homoeomma stradlingi O. Pickard-Cambridge, 1881
- Homoeomma toriyamai Montenegro & Aguilera, 2024
- Homoeomma uruguayense (Mello-Leitão, 1946)
- Homoeomma villosum (Keyserling, 1891)

Synonymisiert:
- Homoeomma bicolor Sherwood, Gabriel & Longhorn, 2018
- Homoeomma humile Vellard, 1924
- Homoeomma peruvianum (Chamberlin, 1916)
- Homoeomma pictum (Pocock, 1903)

### HysterocratesSimon, 1892
Hysterocrates Simon, 1892 (18 Arten)
- Hysterocrates apostolicus Pocock, 1900
- Hysterocrates celerierae (Smith, 1990)
- Hysterocrates crassipes Pocock, 1897
- Hysterocrates didymus Pocock, 1900
- Hysterocrates ederi Charpentier, 1995
- Hysterocrates efuliensis (Smith, 1990)
- Hysterocrates elephantiasis (Berland, 1917)
- Hysterocrates gigas Pocock, 1897
- Hysterocrates greeffi (Karsch, 1884)
- Hysterocrates greshoffi (Simon, 1891)
- Hysterocrates hercules Pocock, 1900
- Hysterocrates laticeps Pocock, 1897
- Hysterocrates maximus Strand, 1906
- Hysterocrates ochraceus Strand, 1907
- Hysterocrates robustus Pocock, 1900
  - Hysterocrates robustus robustus Pocock, 1900
  - Hysterocrates robustus sulcifer Strand, 1908
- Hysterocrates scepticus Pocock, 1900
- Hysterocrates sjostedti (Thorell, 1899)
- Hysterocrates weileri Strand, 1906

Synonymisiert:
- Hysterocrates affinis Strand, 1907
  - Hysterocrates affinis afinis Strand, 1907
  - Hysterocrates affinis angusticeps Strand, 1907
- Hysterocrates haasi Strand, 1906
- Hysterocrates spellenbergi Strand, 1906
- Hysterocrates vosseleri Strand, 1906

## I

### IdiotheleHewitt, 1919
Idiothele Hewitt, 1919 (2 Arten)
- Idiothele mira Gallon, 2010
- Idiothele nigrofulva (Pocock, 1898)

### IridopelmaPocock, 1901
Iridopelma Pocock, 1901 (6 Arten)
- Iridopelma hirsutum Pocock, 1901
- Iridopelma katiae Bertani, 2012
- Iridopelma marcoi Bertani, 2012
- Iridopelma oliveirai Bertani, 2012
- Iridopelma vanini Bertani, 2012
- Iridopelma zorodes (Mello-Leitão, 1926)

### IschnocolusAusserer, 1871
Ischnocolus Ausserer, 1871 (9 Arten)
- Ischnocolus elongatus (Simon, 1873)
- Ischnocolus ignoratus Guadanucci & Wendt, 2014
- Ischnocolus jickelii L. Koch, 1875
- Ischnocolus rubropilosus Keyserling, 1891
- Ischnocolus meron Zonstein, 2023
- Ischnocolus mogadorensis Simon, 1909
- Ischnocolus tomentosus Thorell, 1899
- Ischnocolus valentinus (Dufour, 1820)
- Ischnocolus vanandelae Montemor, West & Zamani, 2020

Synonymisiert:
- Ischnocolus hancocki Smith, 1990

### IsiboroaGabriel, Sherwood & Pérez-Miles, 2023
Isiboroa Gabriel, Sherwood & Pérez-Miles, 2023 (2 Arten)
- Isiboroa hamelae Gabriel, Sherwood & Pérez-Miles, 2023
- Isiboroa sacsayhuaman (Ferretti, Ochoa & Chaparro, 2016)

## J

### JambuMiglio, Perafán & Pérez-Miles, 2024
Jambu Miglio, Perafán & Pérez-Miles, 2024 (4 Arten)
- Jambu butantan (Pérez-Miles, 1998)
- Jambu lesleyae (Gabriel, 2011)
- Jambu manoa Miglio, Perafán & Pérez-Miles, 2024
- Jambu paru Miglio, Perafán & Pérez-Miles, 2024

## K

### KankuamoPerafán, Galvis & Pérez-Miles, 2016
Kankuamo Perafán, Galvis & Pérez-Miles, 2016 (1 Art)
- Kankuamo marquezi Perafán, Galvis & Pérez-Miles, 2016

### KochianaFukushima, Nagahama & Bertani, 2008
Kochiana Fukushima, Nagahama & Bertani, 2008 (2 Arten)
- Kochiana brunnipes (C. L. Koch, 1842)
- Kochiana fukushimae (Moeller, Galleti-Lima & Guadanucci, 2024)

## L

### LampropelmaSimon, 1892
Lampropelma Simon, 1892 (2 Arten)
- Lampropelma carpenteri (Smith & Jacobi, 2015)
- Lampropelma nigerrimum Simon, 1892

### LasiocyanoGalleti-Lima, Hamilton, Borges & Guadanucci, 2023

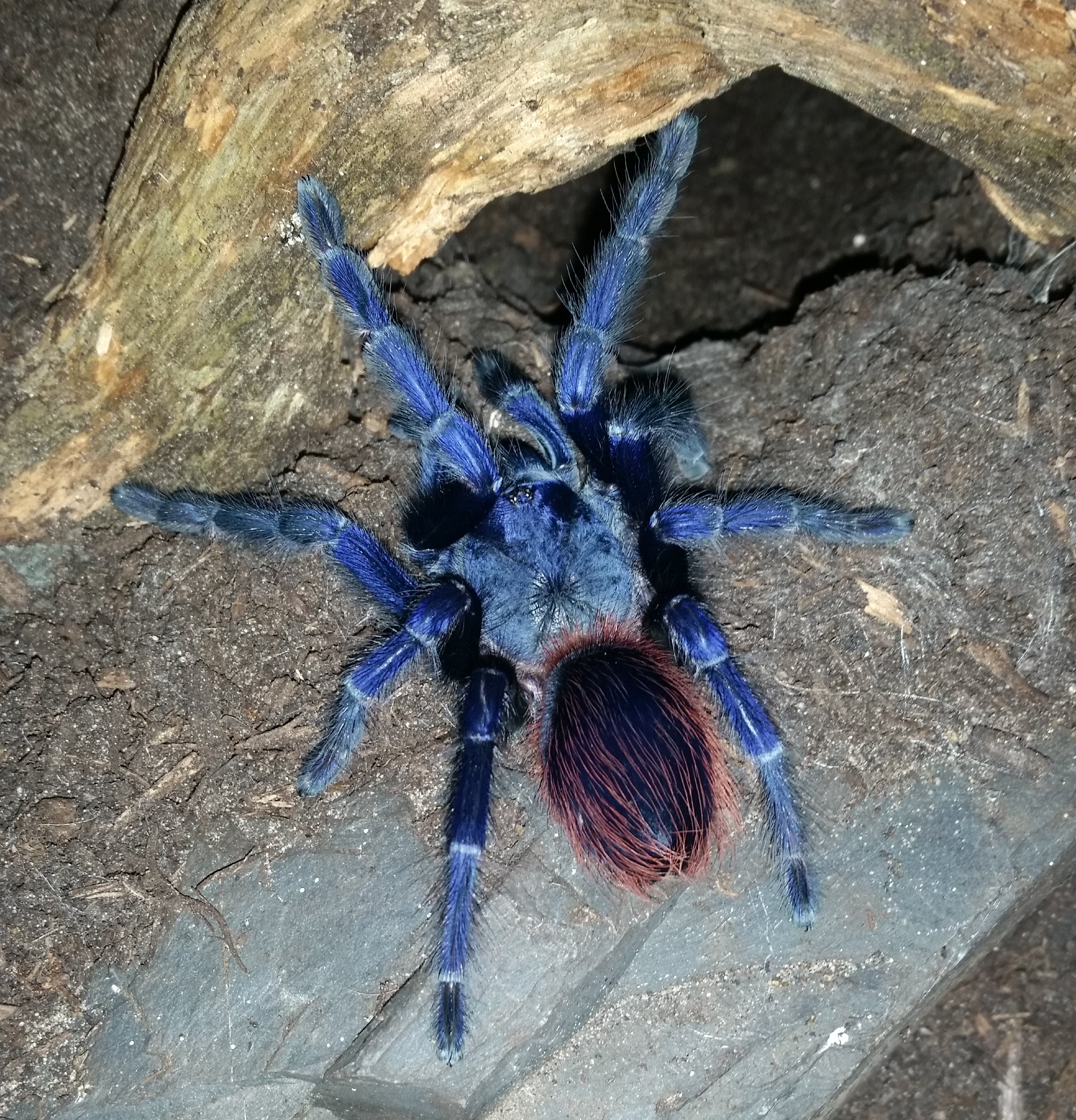
Lasiocyano sazimai, Weibchen

Lasiocyano Galleti-Lima, Hamilton, Borges & Guadanucci, 2023  (1 Art)
- Lasiocyano sazimai (Bertani, Nagahama & Fukushima, 2011) (Synonym: Pterinopelma sazimai)

### LasiodoraC. L. Koch, 1850
Lasiodora C. L. Koch, 1850 (7 Arten)
- Lasiodora benedeni Bertkau, 1880
- Lasiodora camurujipe Bertani, 2023
- Lasiodora franciscana Bertani, 2023
- Lasiodora klugi (C. L. Koch, 1841)
- Lasiodora parahybana Mello-Leitão, 1917
- Lasiodora sertaneja Bertani, 2023
- Lasiodora subcanens Mello-Leitão, 1921

Synonymisiert:

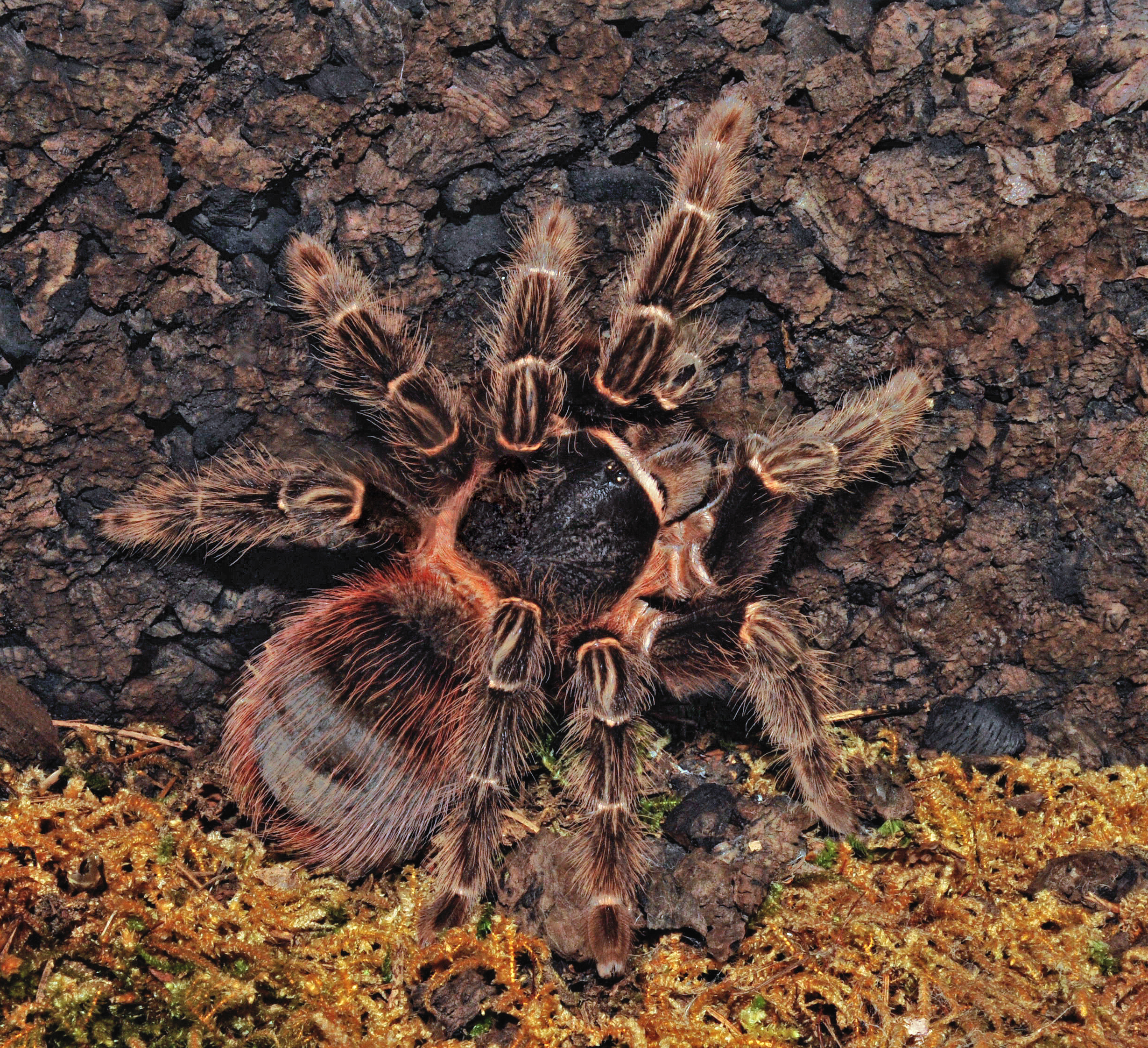
Lasiodora klugi, Weibchen

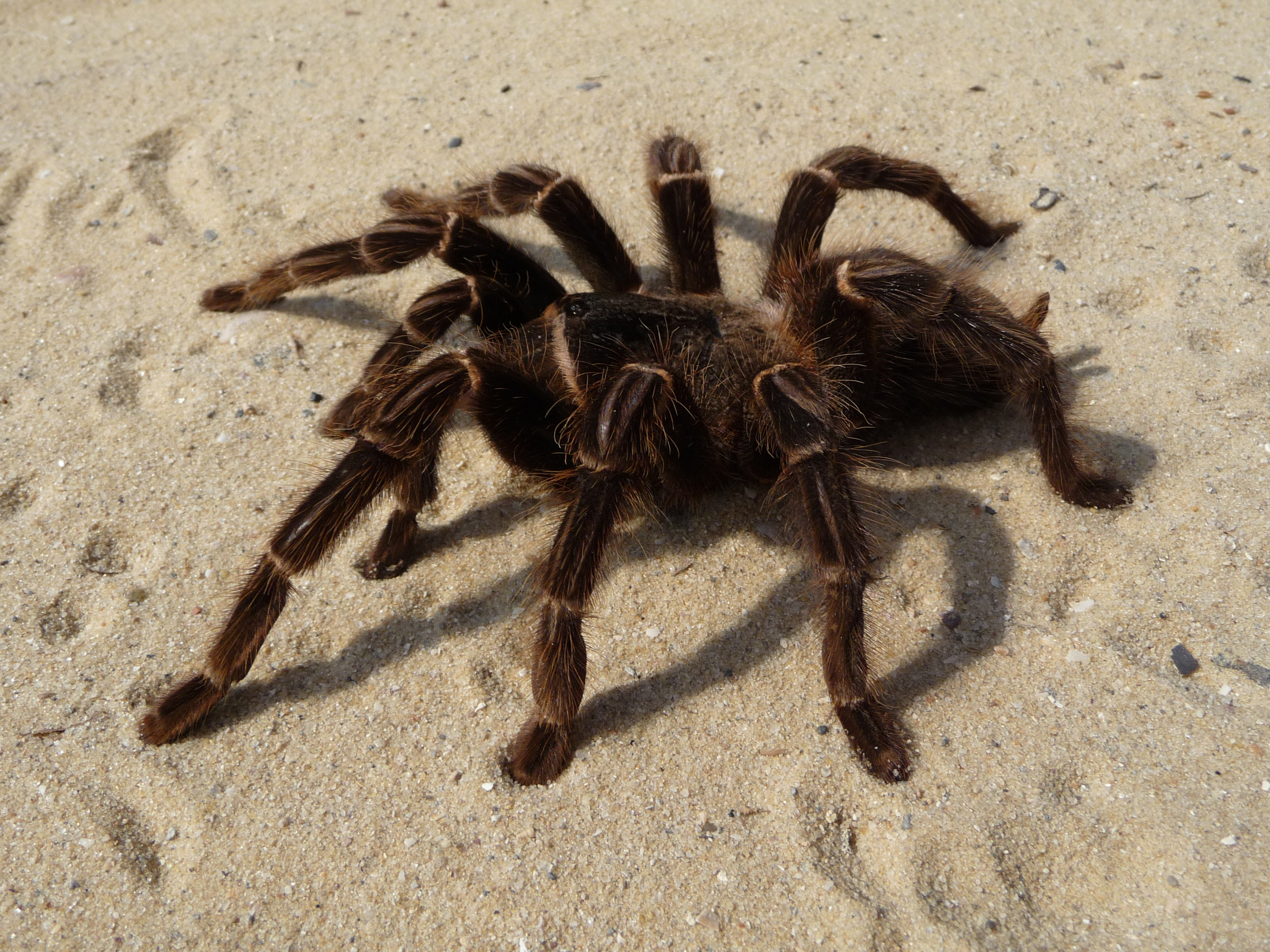
Lasiodora parahybana, Weibchen

- Lasiodora acanthognatha Mello-Leitão, 1921
- Lasiodora boliviana (Simon, 1892)
- Lasiodora brevibulba (Valerio, 1980)
- Lasiodora carinata (Valerio, 1980)
- Lasiodora citharacantha Mello-Leitão, 1921
- Lasiodora cristata (Mello-Leitão, 1923)
- Lasiodora cryptostigma Mello-Leitão, 1921
- Lasiodora curtior Chamberlin, 1917
- Lasiodora differens Chamberlin, 1917
- Lasiodora difficilis Mello-Leitão, 1921
- Lasiodora dolichosterna Mello-Leitão, 1921
- Lasiodora dulcicola Mello-Leitão, 1921
- Lasiodora erythrocythara Mello-Leitão, 1921
- Lasiodora fallax (Bertkau, 1880)
- Lasiodora fracta Mello-Leitão, 1921
- Lasiodora icecu (Valerio, 1980)
- Lasiodora isabellina (Ausserer, 1871)
- Lasiodora itabunae Mello-Leitão, 1921
- Lasiodora lakoi Mello-Leitão, 1943
- Lasiodora mariannae Mello-Leitão, 1921
- Lasiodora moreni (Holmberg, 1876)
- Lasiodora pantherina (Keyserling, 1891)
- Lasiodora pleoplectra Mello-Leitão, 1921
- Lasiodora puriscal (Valerio, 1980)
- Lasiodora rubitarsa (Valerio, 1980)
- Lasiodora saeva (Walckenaer, 1837)
- Lasiodora spinipes Ausserer, 1871
- Lasiodora sternalis (Mello-Leitão, 1923)
- Lasiodora striatipes (Ausserer, 1871)

### LasiodoridesSchmidt & Bischoff, 1997
Lasiodorides Schmidt & Bischoff, 1997 (2 Arten)
- Lasiodorides polycuspulatus Schmidt & Bischoff, 1997
- Lasiodorides striatus (Schmidt & Antonelli, 1996)

Synonymisiert:
- Lasiodorides rolinae Tesmoingt, 1999
- Lasiodorides longicolli Schmidt, 2003

### LongilyraGabriel, 2014
Longilyra Gabriel, 2014 (1 Art)
- Longilyra johnlonghorni Gabriel, 2014

### LoxomphaliaSimon, 1889
Loxomphalia Simon, 1889 (1 Art)
- Loxomphalia rubida Simon, 1889

### LoxoptygusSimon, 1903
Loxoptygus Simon, 1903 (2 Arten)
- Loxoptygus coturnatus Simon, 1903
- Loxoptygus ectypus (Simon, 1889)

Synonymisiert:
- Loxoptygus erlangeri (Strand, 1906)

### LyrognathusPocock, 1895
Lyrognathus Pocock, 1895 (7 Arten)
- Lyrognathus achilles West & Nunn, 2010
- Lyrognathus crotalus Pocock, 1895
- Lyrognathus fuscus West & Nunn, 2010
- Lyrognathus giannisposatoi Nunn & West, 2013
- Lyrognathus lessunda West & Nunn, 2010
- Lyrognathus robustus Smith, 1988
- Lyrognathus saltator Pocock, 1900

## M

### MagnacarinaMendoza, Locht, Kaderka, Medina & Pérez-Miles, 2016
Magnacarina Mendoza, Locht, Kaderka, Medina & Pérez-Miles, 2016 (4 Arten)
- Magnacarina aldana (West, 2000)
- Magnacarina cancer Mendoza & Locht, 2016
- Magnacarina moderata Locht, Mendoza & Medina, 2016
- Magnacarina primaverensis Mendoza & Locht, 2016

### MascaraneusGallon, 2005
Mascaraneus Gallon, 2005 (1 Art)
- Mascaraneus remotus Gallon, 2005

### MegaphobemaPocock, 1901
Megaphobema Pocock, 1901 (4 Arten)
- Megaphobema lakoi (Mello-Leitão, 1943)
- Megaphobema robustum (Ausserer, 1875)
- Megaphobema teceae (Pérez-Miles, Miglio & Bonaldo, 2006)

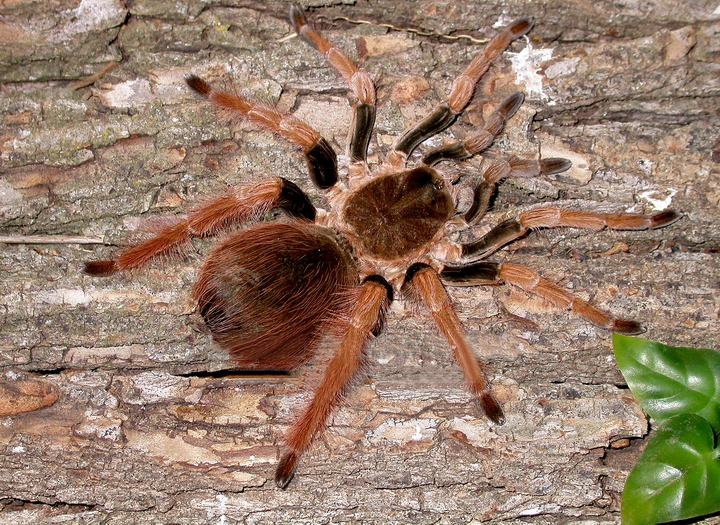
Megaphobema robustum, Weibchen

- Megaphobema velvetosoma Schmidt, 1995

Synonymisiert:
- Megaphobema mesomelas (O. Pickard-Cambridge, 1892) wurde als Abdomegaphobema mesomelas in die Gattung Abdomegaphobema transferiert
- Megaphobema peterklaasi Schmidt, 1994
- Megaphobema teceae Pérez-Miles, Miglio & Bonaldo, 2006

### MelloinaBrignoli, 1985
Melloina Brignoli, 1985 (4 Arten)
- Melloina gracilis (Schenkel, 1953)
- Melloina pacifica Echeverri, Gómez Torres, Pinel & Perafán, 2023
- Melloina rickwesti Raven, 1999
- Melloina santuario Bertani, 2013

### MelognathusChamberlin, 1917
Melognathus Chamberlin, 1917 (1 Art)
- Melognathus dromeus Chamberlin, 1917

### MetriopelmaBecker, 1878
Metriopelma Becker, 1878 (1 Art)
- Metriopelma breyeri (Becker, 1878)

### MiaschistopusPocock, 1897
Miaschistopus Pocock, 1897 (1 Art)
- Miaschistopus tetricus (Simon, 1889)

### MonocentropusPocock, 1897
Monocentropus Pocock, 1897 (3 Arten)
- Monocentropus balfouri Pocock, 1897
- Monocentropus lambertoni Fage, 1922
- Monocentropus longimanus Pocock, 1903

### MundurukuMiglio, Bonaldo & Pérez-Miles, 2013
Munduruku Miglio, Bonaldo & Pérez-Miles, 2013 (1 Art)
- Munduruku bicoloratum Miglio, Bonaldo & Pérez-Miles, 2013

### MurphyarachneSherwood & Gabriel, 2022
Murphyarachne Sherwood & Gabriel, 2022 (1 Art)
- Murphyarachne ymasumacae Sherwood & Gabriel, 2022

### MygalarachneAusserer, 1871
Mygalarachne Ausserer, 1871 (1 Art)
- Mygalarachne brevipes Ausserer, 1871

### MyostolaSimon, 1903
Myostola Simon, 1903 (1 Art)
- Myostola occidentalis (Lucas, 1858)

### Synonymisiert
Magulla Simon, 1892
- Magulla brescoviti Indicatti, Lucas, Guadanucci & Yamamoto, 2008
- Magulla buecherli Indicatti, Lucas, Guadanucci & Yamamoto, 2008
- Magulla janeira (Keyserling, 1891)
- Magulla obesa Simon, 1892

Melloleitaoina Gerschman & Schiapelli, 1960
- Melloleitaoina crassifemur Gerschman & Schiapelli, 1960
- Melloleitaoina mutquina Perafán & Pérez-Miles, 2014
- Melloleitaoina uru Perafán & Pérez-Miles, 2014
- Melloleitaoina yupanqui Perafán & Pérez-Miles, 2014

## N

### NeischnocolusPetrunkevitch, 1925
Neischnocolus Petrunkevitch, 1925 (13 Arten)
- Neischnocolus amazonica  (Jimenez & Bertani, 2008)
- eischnocolus armihuariensis (Kaderka, 2014)
- Neischnocolus caxiuana (Pérez-Miles, Miglio & Bonaldo, 2008)
- Neischnocolus cisnerosi Peñaherrera-R., Guerrero-Campoverde, León-E., Pinos-Sánchez & Falcón-Reibán, 2023
- Neischnocolus iquitos Kaderka, 2020
- Neischnocolus mecana Echeverri, Gómez Torres, Pinel & Perafán, 2023
- Neischnocolus obscurus (Ausserer, 1875)
- Neischnocolus panamanus Petrunkevitch, 1925
- Neischnocolus pijaos (Jimenez & Bertani, 2008)
- Neischnocolus tsere Peñaherrera-R., Guerrero-Campoverde, León-E., Pinos-Sánchez & Falcón-Reibán, 2023
- Neischnocolus valentinae (Almeida, Salvatierra & de Morais, 2019)
- Neischnocolus weinmanni (Pérez-Miles, 2008)
- Neischnocolus yupanquii (Pérez-Miles, Gabriel & Gallon, 2008)

### NeoheterophrictusSiliwal & Raven, 2012
Neoheterophrictus Siliwal & Raven, 2012 (8 Arten)

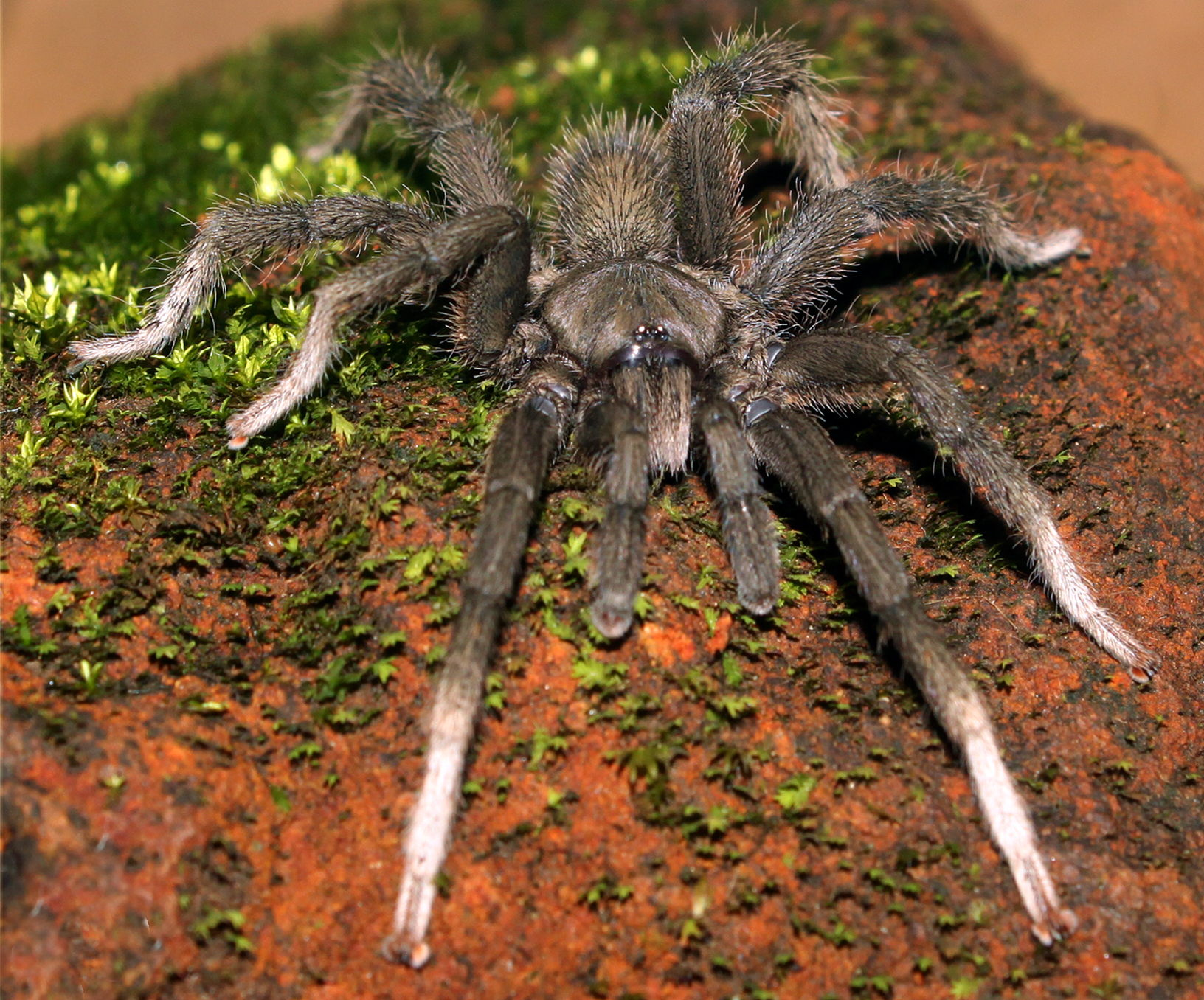
Neoheterophrictus smithi, Männchen

- Neoheterophrictus amboli Mirza & Sanap, 2014
- Neoheterophrictus bhori (Gravely, 1915)
- Neoheterophrictus chimminiensis Sunil Jose, 2020
- Neoheterophrictus crurofulvus Siliwal, Gupta & Raven, 2012
- Neoheterophrictus madraspatanus (Gravely, 1935)
- Neoheterophrictus sahyadri Siliwal, Gupta & Raven, 2012
- Neoheterophrictus smithi Mirza, Bhosale & Sanap, 2014
- Neoheterophrictus uttarakannada Siliwal, Gupta & Raven, 2012

### NeoholotheleGuadanucci & Weinmann, 2015
Neoholothele Guadanucci & Weinmann, 2015 (2 Arten)

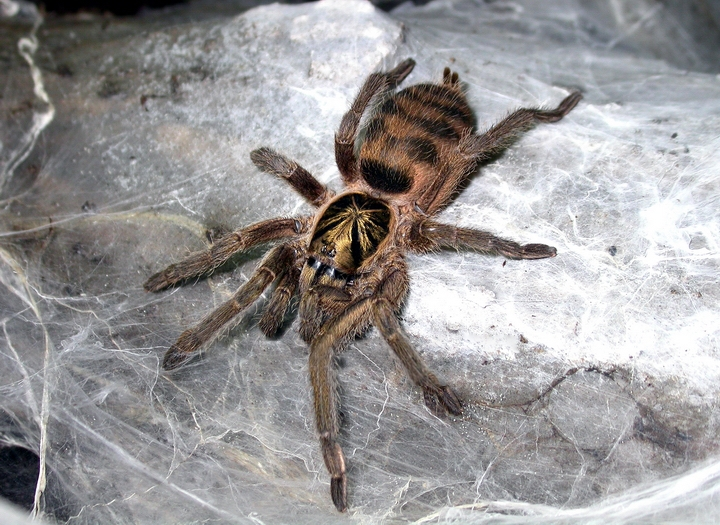
Neoholothele incei, Weibchen

- Neoholothele fasciaaurinigra Guadanucci & Weinmann, 2015
- Neoholothele incei (F. O. Pickard-Cambridge, 1898)

### NeostenotarsusPribik & Weinmann, 2004
Neostenotarsus Pribik & Weinmann, 2004 (2 Arten)
- Neostenotarsus guianensis (Caporiacco, 1954)
- Neostenotarsus scissistylus (Tesmoingt & Schmidt, 2002)

### NesiergusSimon, 1903
Nesiergus Simon, 1903 (3 Arten)
- Nesiergus gardineri (Hirst, 1911)
- Nesiergus halophilus Benoit, 1978
- Nesiergus insulanus Simon, 1903

### NesipelmaSchmidt & Kovarik, 1996
Nesipelma Schmidt & Kovarik, 1996 (2 Arten)
- Nesipelma insulare Schmidt & Kovarik, 1996
- Nesipelma medium (Chamberlin, 1917)

### NhanduLucas, 1983
Nhandu Lucas, 1983 (4 Arten)
- Nhandu carapoensis Lucas, 1983
- Nhandu cerradensis Bertani, 2001

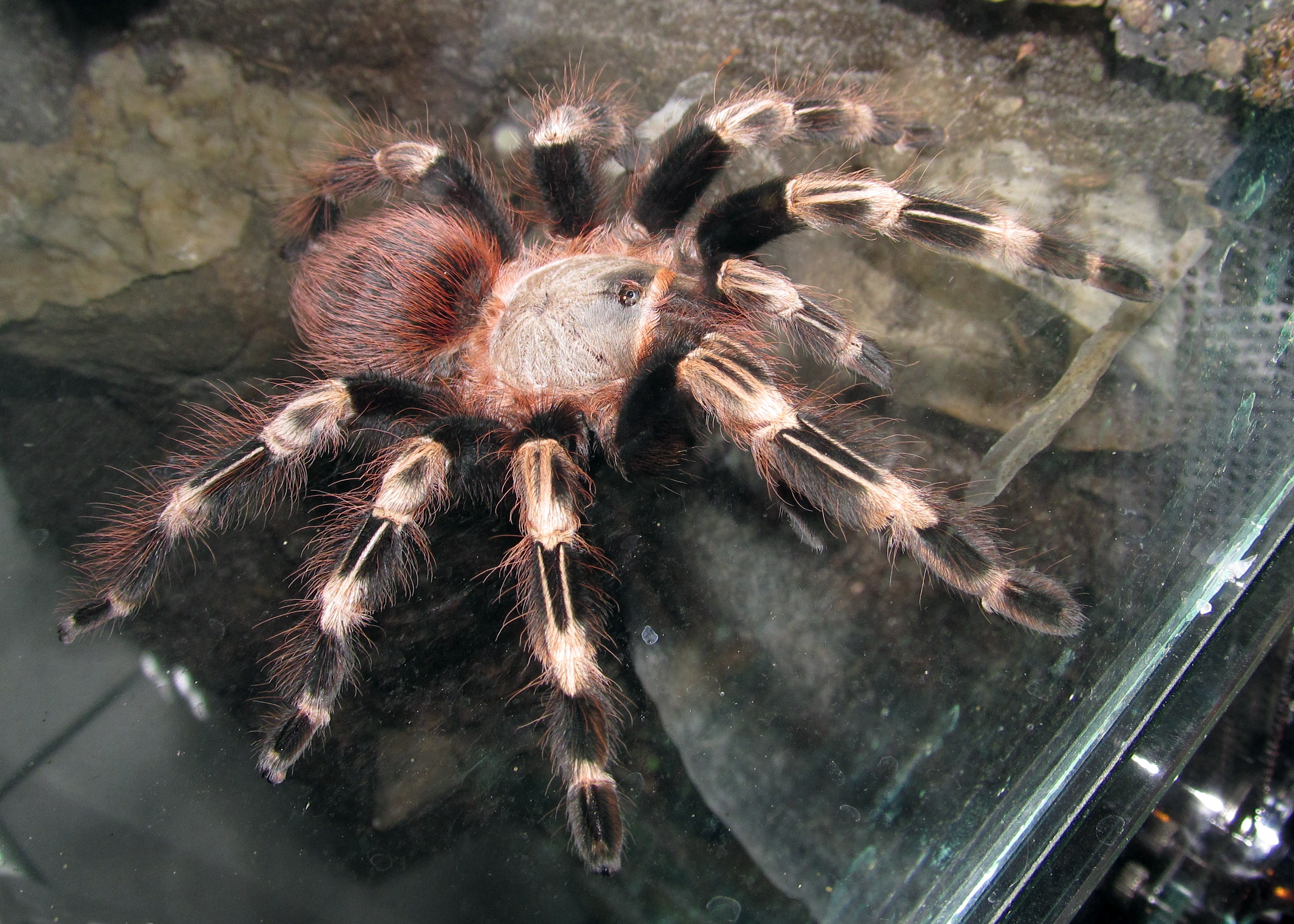
Nhandu chromatus, Weibchen

- Nhandu coloratovillosus (Schmidt, 1998)
- Nhandu tripepii (Dresco, 1984)

Transferiert:
- Nhandu chromatus Schmidt, 2004 (Weiterleitung) wurde als Vitalius chromatus (Schmidt, 2004) in die Gattung Vitalius transferiert.

### NotahapalopusSherwood, Gabriel, Peñaherrera-R., Osorio, Benavides, Hörweg, Brescovit & Lucas, 2024
Notahapalopus Sherwood, Gabriel, Peñaherrera-R., Osorio, Benavides, Hörweg, Brescovit & Lucas, 2024 (4 Arten)
- Notahapalopus aymara (Perdomo, Panzera & Pérez-Miles, 2009)
- Notahapalopus gasci (Maréchal, 1996)
- Notahapalopus parauapebas Sherwood, Gabriel, Osorio, Benavides, Peñaherrera-R., Hörweg, Brescovit & Lucas, 2024
- Notahapalopus serrapelada (Fonseca-Ferreira, Zampaulo & Guadanucci, 2017)

## O

### OmothymusThorell, 1891
Omothymus Thorell, 1891 (4 Arten)
- Omothymus fuchsi (Strand, 1901)

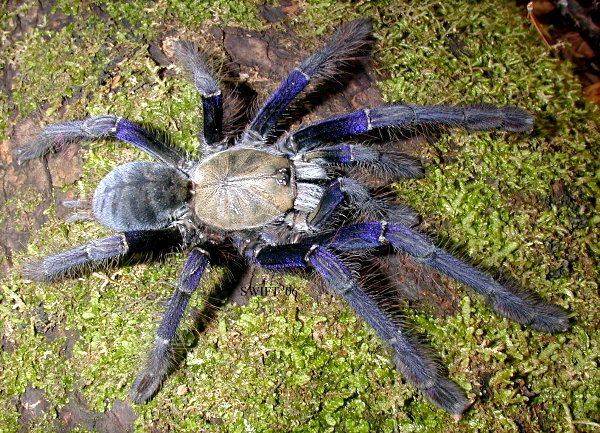
Omothymus violaceopes, Weibchen

- Omothymus rafni Gabriel & Sherwood, 2019
- Omothymus schioedtei Thorell, 1891
- Omothymus violaceopes (Abraham, 1924)

### OrnithoctonusPocock, 1892
Ornithoctonus Pocock, 1892 (3 Arten)
- Ornithoctonus andersoni Pocock, 1892
- Ornithoctonus aureotibialis von Wirth & Striffler, 2005
- Ornithoctonus costalis (Schmidt, 1998)

### OrphnaecusSimon, 1892
Orphnaecus Simon, 1892 (5 Arten)

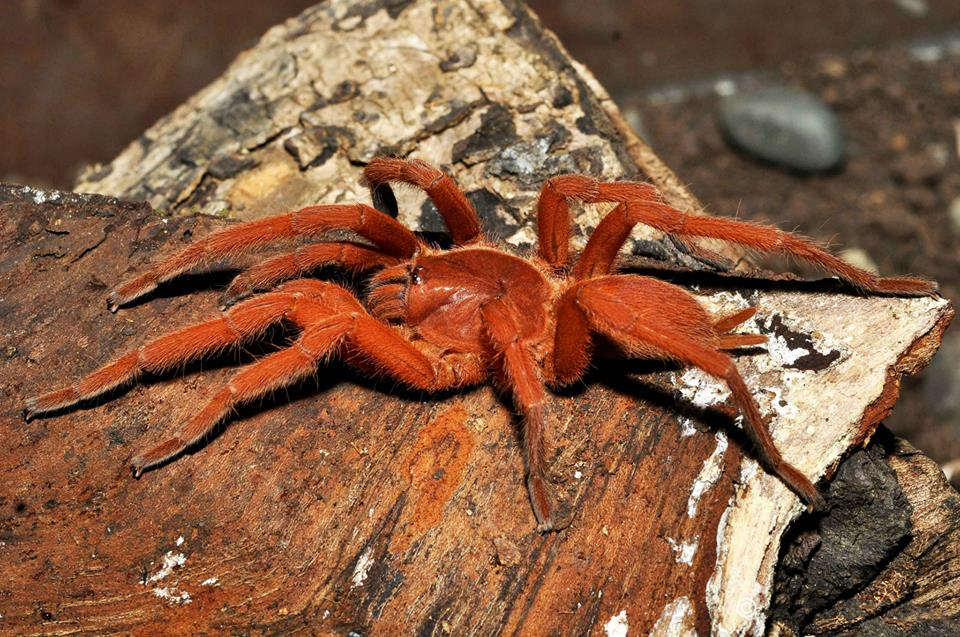
Orphnaecus philippinus

- Orphnaecus adamsoni (Salamanes, Santos, Austria & Villancio, 2022)
- Orphnaecus dichromatus (Schmidt & von Wirth, 1992)
- Orphnaecus kwebaburdeos (Barrion-Dupo, Barrion & Rasalan, 2015)
- Orphnaecus pellitus Simon, 1892
- Orphnaecus philippinus (Schmidt, 1999)

### OzopactusSimon, 1889
Ozopactus Simon, 1889 (1 Art)
- Ozopactus ernsti Simon, 1889

## P

### PachistopelmaPocock, 1901
Pachistopelma Pocock, 1901 (2 Arten)
- Pachistopelma bromelicola Bertani, 2012
- Pachistopelma rufonigrum Pocock, 1901

### PamphobeteusPocock, 1901
Pamphobeteus Pocock, 1901 (23 Arten)

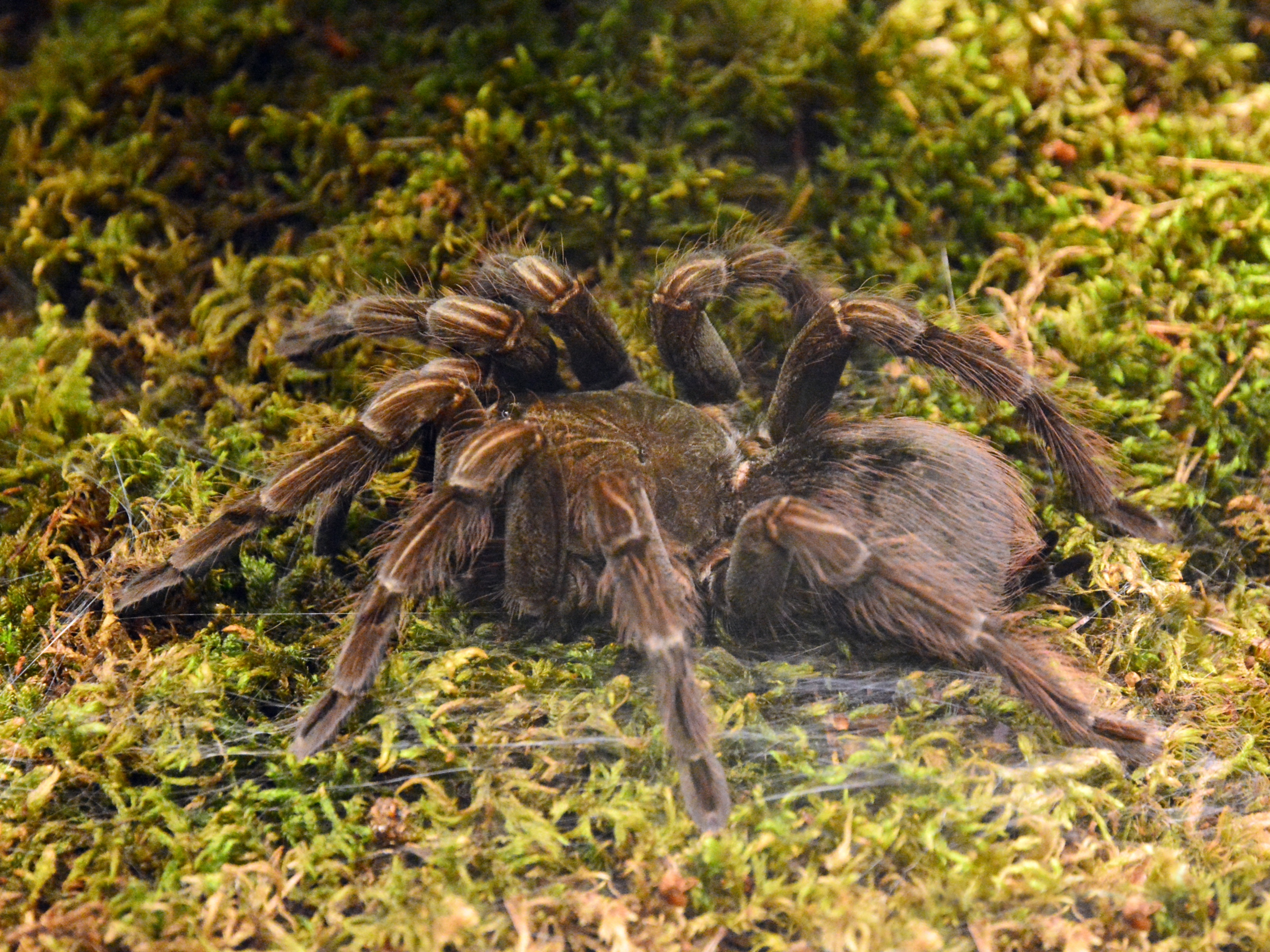
Pamphobeteus insignis, Weibchen

- Pamphobeteus amazonas Sherwood, Gabriel, Peñaherrera-R., Cisneros-Heredia, León-E., Brescovit & Lucas, 2023
- Pamphobeteus antinous Pocock, 1903
- Pamphobeteus augusti (Simon, 1889)
- Pamphobeteus crassifemur Bertani, Fukushima & Silva, 2008
- Pamphobeteus ferox (Ausserer, 1875)
- Pamphobeteus fortis (Ausserer, 1875)
- Pamphobeteus gangotenai Cisneros-Heredia, Peñaherrera-R., León-E., Sherwood, Gabriel, Brescovit & Lucas, 2023
- Pamphobeteus grandis Bertani, Fukushima & Silva, 2008
- Pamphobeteus insignis Pocock, 1903
- Pamphobeteus jamacoaque Peñaherrera-R., Cisneros-Heredia, León-E., Sherwood, Gabriel, Brescovit & Lucas, 2023
- Pamphobeteus lapola Sherwood, Gabriel, Brescovit & Lucas, 2022
- Pamphobeteus lasjuntas Peñaherrera-R., Cisneros-Heredia, León-E., Sherwood, Gabriel, Brescovit & Lucas, 2023
- Pamphobeteus matildeae Sherwood, Gabriel, Peñaherrera-R., Cisneros-Heredia, León-E., Brescovit & Lucas, 2023
- Pamphobeteus nellieblyae Sherwood, Gabriel, Brescovit & Lucas, 2022
- Pamphobeteus nigricolor (Ausserer, 1875)
- Pamphobeteus ornatus Pocock, 1903
- Pamphobeteus skis León-E., Peñaherrera-R., Cisneros-Heredia, Sherwood, Gabriel, Brescovit & Lucas, 2023
- Pamphobeteus sucreorum Gabriel & Sherwood, 2022
- Pamphobeteus ultramarinus Schmidt, 1995
- Pamphobeteus urvinae Sherwood, Gabriel, Brescovit & Lucas, 2022
- Pamphobeteus verdolaga Cifuentes, Perafán & Estrada-Gomez, 2016
- Pamphobeteus vespertinus (Simon, 1889)
- Pamphobeteus zaruma Sherwood, Gabriel, Brescovit & Lucas, 2022

Synonymisiert:
- Pamphobeteus petersi Schmidt, 2002

### ParvicarinaGalleti-Lima, Hamilton, Borges & Guadanucci, 2023
Parvicarina Galleti-Lima, Hamilton, Borges & Guadanucci, 2023 (1 Art)
- Parvicarina felipeleitei (Bertani & Leal, 2016)

### PelinobiusKarsch, 1885

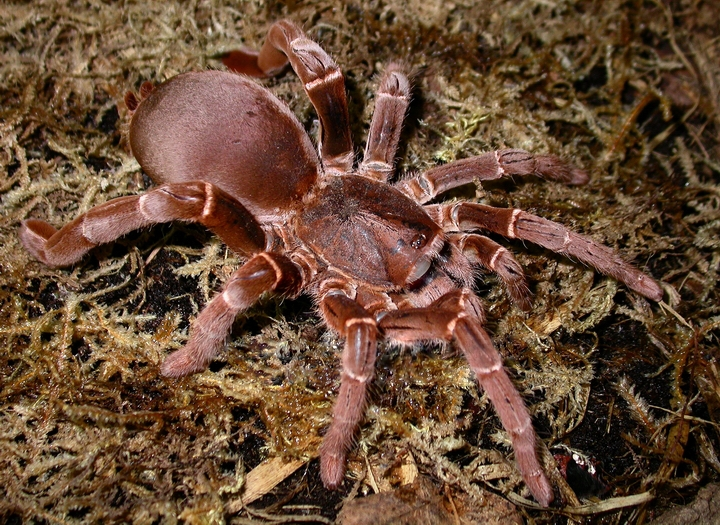
Pelinobius muticus, Weibchen

Pelinobius Karsch, 1885 (1 Art)
- Pelinobius muticus Karsch, 1885

### PhlogiellusPocock, 1897

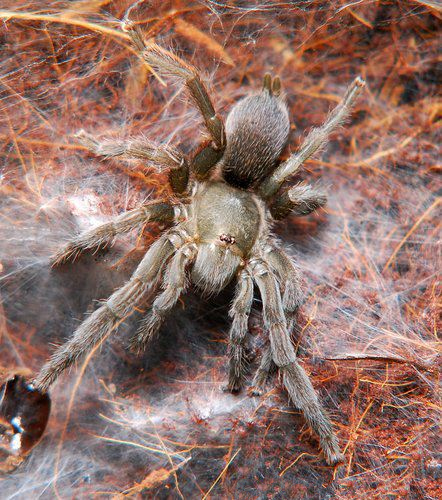
Phlogiellus baeri

Phlogiellus Pocock, 1897 (26 Arten, eine davon mit 2 Unterarten)
- Phlogiellus aper (Simon, 1891)
- Phlogiellus atriceps Pocock, 1897
- Phlogiellus baeri (Simon, 1877)
- Phlogiellus bicolor Strand, 1911
- Phlogiellus bogadeki Nunn, West & von Wirth, 2016
- Phlogiellus brevipes (Thorell, 1897)
- Phlogiellus bundokalbo (Barrion & Litsinger, 1995)
- Phlogiellus daweiensis Sivayyapram & Warrit, 2020
- Phlogiellus inermis (Ausserer, 1871)
- Phlogiellus insulanus (Hirst, 1909)
  - Phlogiellus insulanus insulanus (Hirst, 1909)
  - Phlogiellus insulanus borneoensis (Schmidt, 2015)
- Phlogiellus insularis (Simon, 1877)
- Phlogiellus jiaxiangi Lin & Li, 2021
- Phlogiellus johnreylazoi Nunn, West & von Wirth, 2016
- Phlogiellus longipalpus Chomphuphuang, Smith, Wongvilas, Sivayyapram, Songsangchote & Warrit, 2017
- Phlogiellus moniqueverdezae Nunn, West & von Wirth, 2016
- Phlogiellus mutus (Giltay, 1935)
- Phlogiellus nebulosus (Rainbow, 1899)
- Phlogiellus obscurus (Hirst, 1909)
- Phlogiellus ornatus (Thorell, 1897)
- Phlogiellus orophilus (Thorell, 1897)
- Phlogiellus pelidnus (Nunn, West & von Wirth, 2016)
- Phlogiellus quanyui (Lin, Li & Chen, 2021)
- Phlogiellus raveni (Sivayyapram & Warrit, 2020)
- Phlogiellus subinermis (Giltay, 1934)
- Phlogiellus watasei (Kishida, 1920)
- Phlogiellus xinping (Zhu & Zhang, 2008)

### PhoneyusaKarsch, 1884
Phoneyusa Karsch, 1884 (15 Arten, eine davon mit 2 Unterarten)
- Phoneyusa antilope (Simon, 1889)
- Phoneyusa belandana Karsch, 1884
- Phoneyusa bidentata Pocock, 1900
  - Phoneyusa bidentata bidentata Pocock, 1900
  - Phoneyusa bidentata ituriensis Laurent, 1946
- Phoneyusa bouvieri Berland, 1917
- Phoneyusa buettneri Karsch, 1886
- Phoneyusa chevalieri Simon, 1906
- Phoneyusa cultridens Berland, 1917
- Phoneyusa gabonica (Simon, 1889)
- Phoneyusa giltayi Laurent, 1946
- Phoneyusa gracilipes (Simon, 1889)
- Phoneyusa lesserti Dresco, 1973
- Phoneyusa manicata Simon, 1907
- Phoneyusa principium Simon, 1907
- Phoneyusa rutilata (Simon, 1907)
- Phoneyusa westi Smith, 1990

Synonymisiert:
- Phoneyusa minima (Strand, 1907)

### PhormictopusPocock, 1901
Phormictopus Pocock, 1901 (14 Arten)
- Phormictopus atrichomatus Schmidt, 1991
- Phormictopus auratus Ortiz & Bertani, 2005
- Phormictopus australis Mello-Leitão, 1941
- Phormictopus bistriatus Rudloff, 2008
- Phormictopus cancerides (Latreille, 1806)
- Phormictopus cautus (Ausserer, 1875)
- Phormictopus cochleasvorax Rudloff, 2008
- Phormictopus cubensis Chamberlin, 1917
- Phormictopus fritzschei Rudloff, 2008
- Phormictopus jonai Rudloff, 2008
- Phormictopus melodermus Chamberlin, 1917
- Phormictopus platus Chamberlin, 1917
- Phormictopus ribeiroi Mello-Leitão, 1923
- Phormictopus schepanskii Rudloff, 2008

Synonymisiert:
- Phormictopus brasiliensis Strand, 1907

### PhormingochilusPocock, 1895
Phormingochilus Pocock, 1895 (4 Arten)
- Phormingochilus arboricola (Schmidt & Barensteiner, 2015)
- Phormingochilus everetti Pocock, 1895
- Phormingochilus pennellhewletti Smith & Jacobi, 2015
- Phormingochilus tigrinus Pocock, 1895

Synonymisiert:
- Phormingochilus carpenteri Smith & Jacobi, 2015

### PhrixotrichusSimon, 1889
Phrixotrichus Simon, 1889 (4 Arten)
- Phrixotrichus jara Perafán & Pérez-Miles, 2014
- Phrixotrichus pucara Ferretti, 2015
- Phrixotrichus scrofa (Molina, 1782)
- Phrixotrichus vulpinus (Karsch, 1880)
  - Phrixotrichus vulpinus ater (Donoso, 1957)
  - Phrixotrichus vulpinus vulpinus (Karsch, 1880)

### PlesiopelmaPocock, 1901
Plesiopelma Pocock, 1901 (13 Arten)
- Plesiopelma absconditum Ferretti, Nicoletta & Soresi, 2024
- Plesiopelma aspidosperma Ferretti & Barneche, 2013
- Plesiopelma gertschi (Caporiacco, 1955)
- Plesiopelma imperatrix Piza, 1976
- Plesiopelma insulare (Mello-Leitão, 1923)
- Plesiopelma longisternale (Schiapelli & Gerschman, 1942)
- Plesiopelma manni Gabriel, Sherwood & Pérez-Miles, 2023
- Plesiopelma minense (Mello-Leitão, 1943)
- Plesiopelma myodes Pocock, 1901
- Plesiopelma paganoi Ferretti & Barneche, 2013
- Plesiopelma physopus (Mello-Leitão, 1926)
- Plesiopelma rectimanus (Mello-Leitão, 1923)
- Plesiopelma semiaurantiacum (Simon, 1897)

### PlesiophrictusPocock, 1899
Plesiophrictus Pocock, 1899 (8 Arten)
- Plesiophrictus fabrei (Simon, 1892)
- Plesiophrictus linteatus (Simon, 1891)
- Plesiophrictus meghalayaensis Tikader, 1977
- Plesiophrictus millardi Pocock, 1899
- Plesiophrictus nilagiriensis Siliwal, Molur & Raven, 2007
- Plesiophrictus senffti (Strand, 1907)
- Plesiophrictus sericeus Pocock, 1900
- Plesiophrictus tenuipes Pocock, 1899

### PoecilotheriaSimon, 1885
Poecilotheria Simon, 1885 (15 Arten)

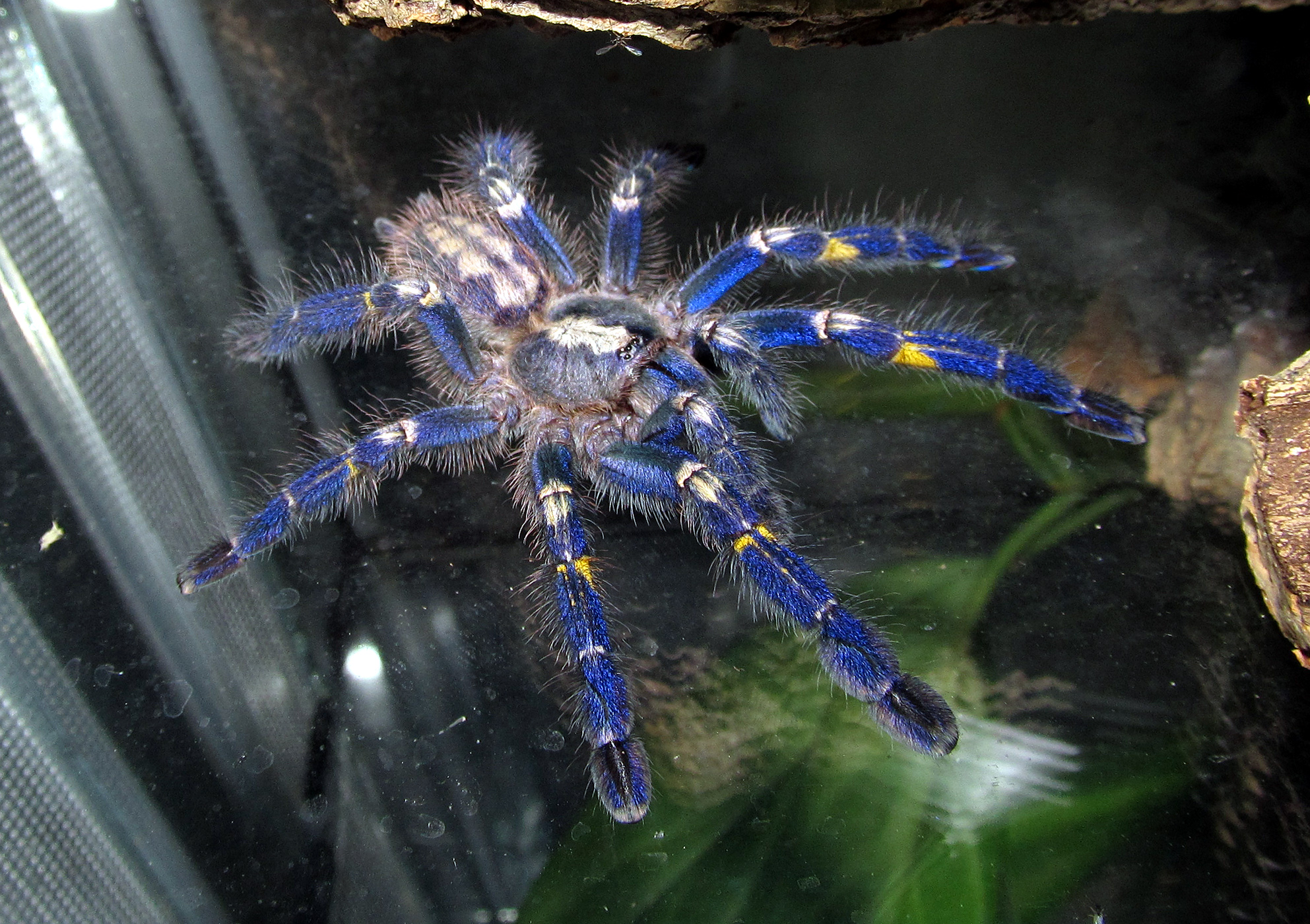
Poecilotheria metallica, Männchen

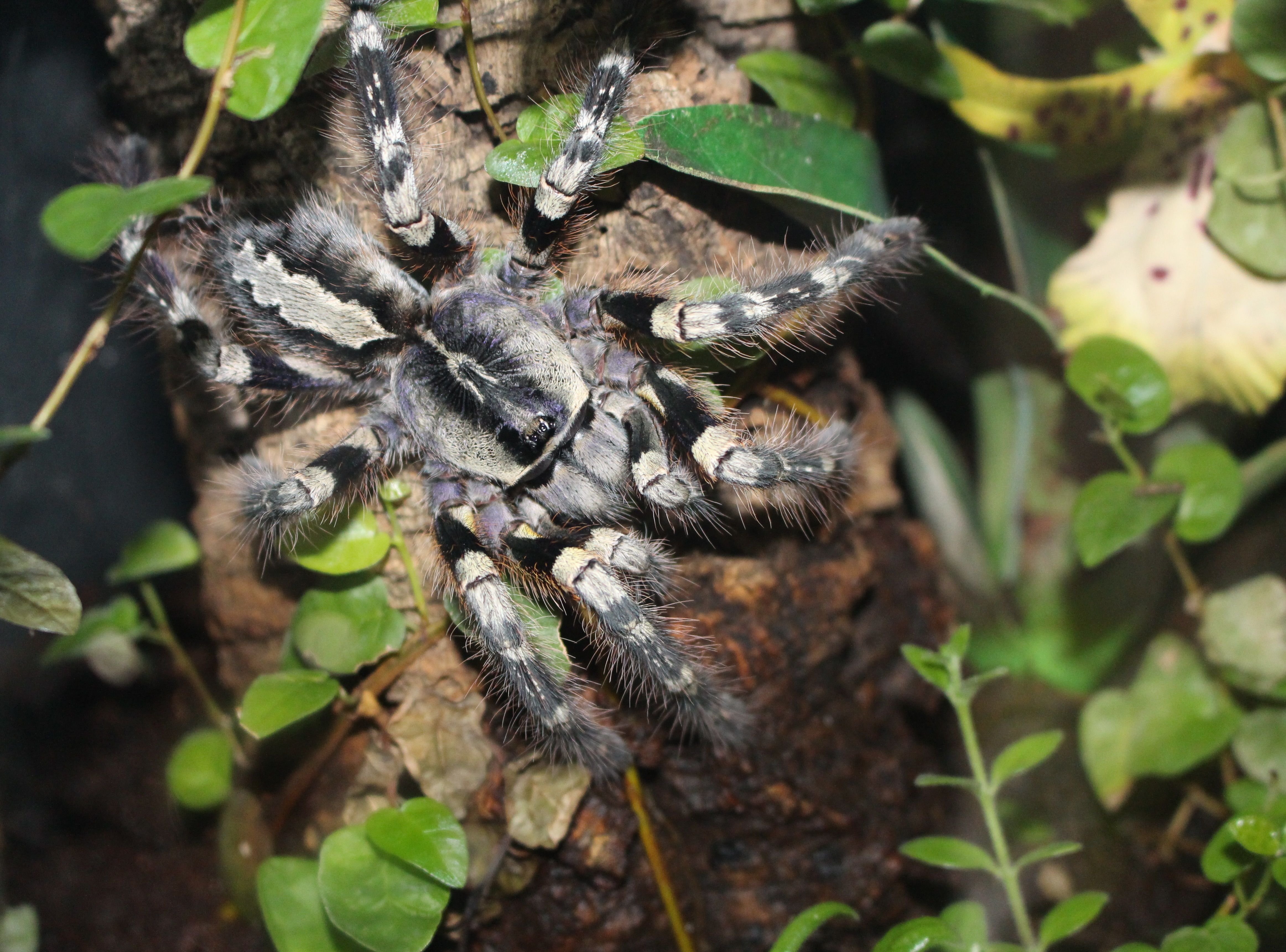
Poecilotheria striata, Weibchen

- Poecilotheria fasciata (Latreille, 1804)
- Poecilotheria formosa Pocock, 1899
- Poecilotheria hanumavilasumica Smith, 2004
- Poecilotheria metallica Pocock, 1899
- Poecilotheria miranda Pocock, 1900
- Poecilotheria ornata Pocock, 1899
- Poecilotheria rajaei Nanayakkara, Kirk, Dayananda, Ganehiarachchi, Vishvanath & Kusuminda, 2012
- Poecilotheria regalis Pocock, 1899
- Poecilotheria rufilata Pocock, 1899
- Poecilotheria smithi Kirk, 1996
- Poecilotheria srilankensis Nanayakkara, Ganehiarachi, Kusuminda, Vishvanath, Karunaratne & Kirk, 2020
- Poecilotheria striata Pocock, 1895
- Poecilotheria subfusca Pocock, 1895
- Poecilotheria tigrinawesseli Smith, 2006
- Poecilotheria vittata Pocock, 1895

Synonymisiert:
- Poecilotheria chaojii Mirza, Sanap & Bhosale, 2014

### PsalmopoeusPocock, 1895
Psalmopoeus Pocock, 1895 (13 Arten)
- Psalmopoeus cambridgei Pocock, 1895

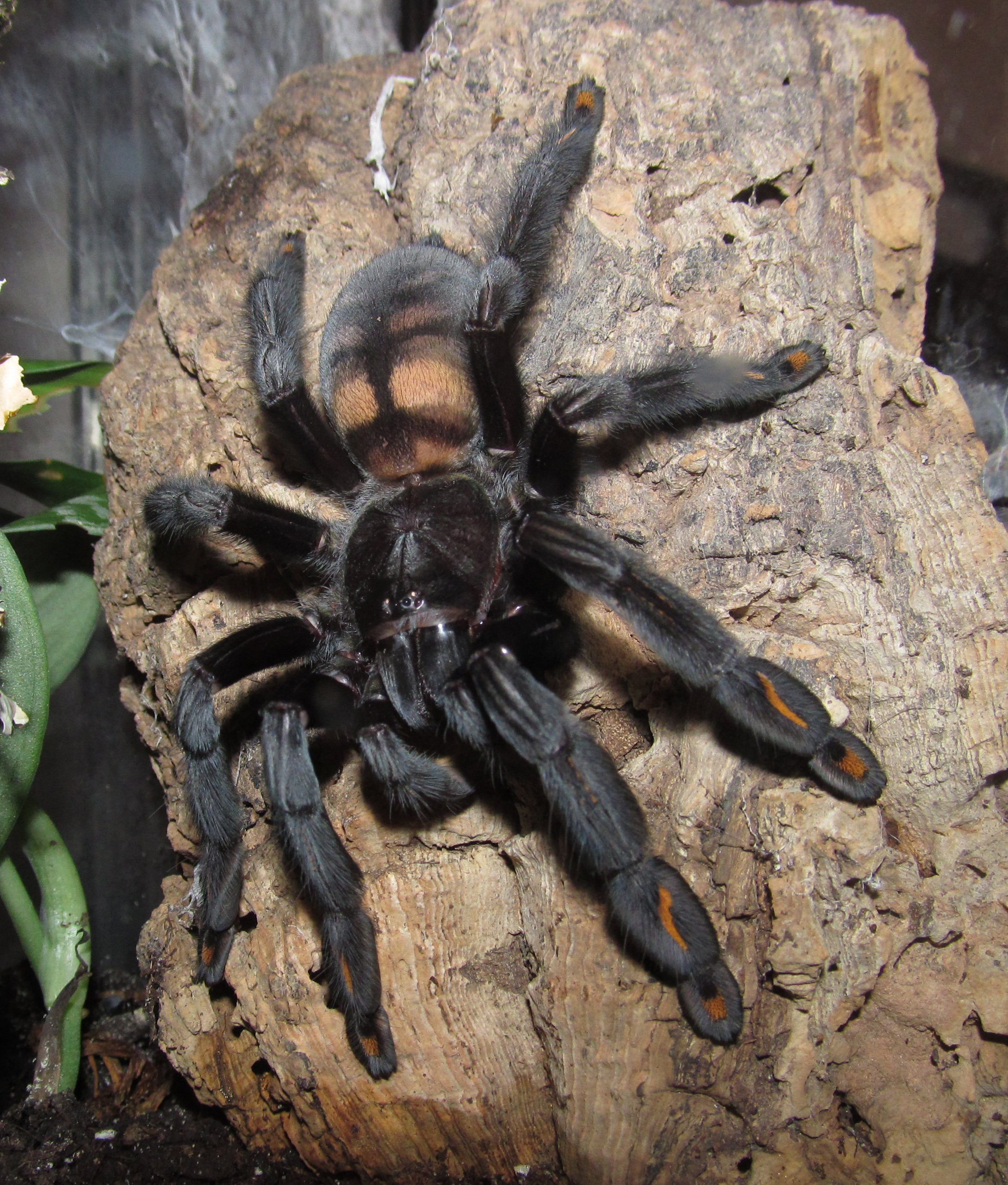
Psalmopoeus irminia, Weibchen

- Psalmopoeus ecclesiasticus Pocock, 1903
- Psalmopoeus emeraldus Pocock, 1903
- Psalmopoeus intermedius Chamberlin, 1940
- Psalmopoeus irminia Saager, 1994
- Psalmopoeus langenbucheri Schmidt, Bullmer & Thierer-Lutz, 2006
- Psalmopoeus maya Witt, 1996
- Psalmopoeus plantaris Pocock, 1903
- Psalmopoeus pristirana Dupérré & Tapia, 2024
- Psalmopoeus pulcher Petrunkevitch, 1925
- Psalmopoeus reduncus (Karsch, 1880)
- Psalmopoeus satanas Peñaherrera-R. & León-E., 2023
- Psalmopoeus victori Mendoza, 2014

### PsalistopsSimon, 1889
Psalistops Simon, 1889 (2 Arten)
- Psalistops colombianus Mori & Bertani, 2020
- Psalistops melanopygius Simon, 1889

### PsednocnemisWest, Nunn & Hogg, 2012
Pseudocnemis West, Nunn & Hogg, 2012 (5 Arten)
- Psednocnemis brachyramosa (West & Nunn, 2010)
- Psednocnemis davidgohi West, Nunn & Hogg, 2012
- Psednocnemis gnathospina (West & Nunn, 2010)
- Psednocnemis imbellis (Simon, 1891)
- Psednocnemis jeremyhuffi (West & Nunn, 2010)

### PseudhapalopusStrand, 1907
Pseudhapalopus Strand, 1907 (1 Art)
- Pseudhapalopus aculeatus Strand, 1907

Synonymisiert:
- Pseudhapalopus spinulopalpus Schmidt & Weinmann, 1997
- Pseudhapalopus trinitatis (Pocock, 1903)
  - Pseudhapalopus trinitatis pauciaculeis (Strand, 1916)
  - Pseudhapalopus trinitatis trinitatis (Pocock, 1903)
- Pseudhapalopus velox (Pocock, 1903)

### PseudoschizopelmaSmith, 1995
Pseudoschizopelma Smith, 1995 (1 Art)
- Pseudoschizopelma macropus (Ausserer, 1875)

### PterinochilusPocock, 1897
Pterinochilus Pocock, 1897 (10 Arten)
- Pterinochilus alluaudi Berland, 1914

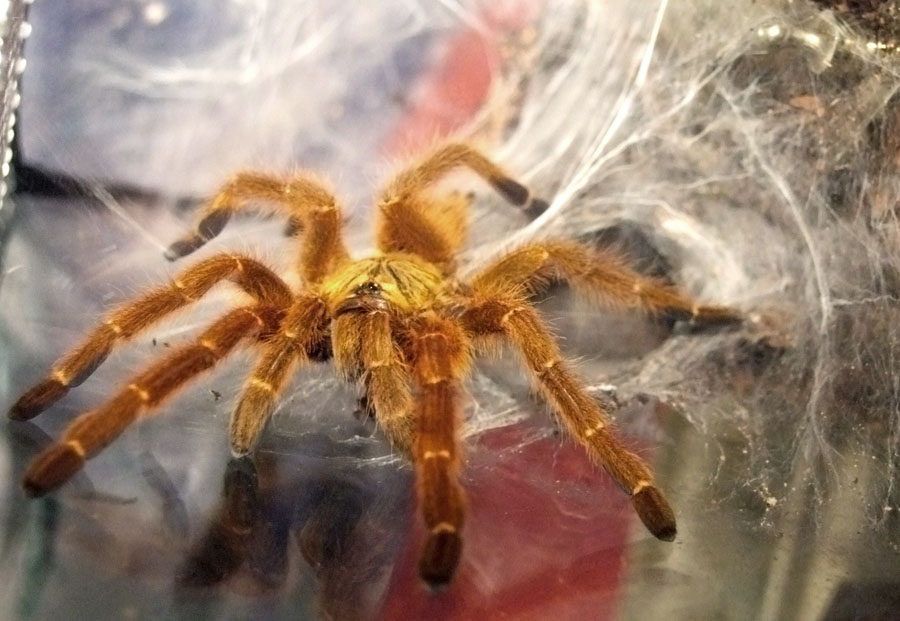
Pterinochilus murinus

- Pterinochilus andrewsmithi Gallon, 2009
- Pterinochilus chordatus (Gerstäcker, 1873)
- Pterinochilus cryptus Gallon, 2008
- Pterinochilus lapalala Gallon & Engelbrecht, 2011
- Pterinochilus lugardi Pocock, 1900
- Pterinochilus murinus Pocock, 1897
- Pterinochilus raygabrieli Gallon, 2009
- Pterinochilus simoni Berland, 1917
- Pterinochilus vorax Pocock, 1897

### PterinopelmaPocock, 1901
Pterinopelma Pocock, 1901 (3 Arten)
- Pterinopelma longisternale (Bertani, 2001) Synonym: Vitalius longisternalis Bertani, 2001
- Pterinopelma roseum (Mello-Leitão, 1923) Synonym: Vitalius roseus (Mello-Leitão, 1923)
- Pterinopelma vitiosum (Keyserling, 1891)

Transferiert in andere Gattungen:
- Pterinopelma felipeleitei Bertani & Leal, 2016 transferiert zu Parvicarina felipeleitei (Bertani & Leal, 2016)
- Pterinopelma sazimai Bertani, Nagahama & Fukushima, 2011 transferiert zu Lasiocyano sazimai Bertani, Nagahama & Fukushima, 2011

### Synonymisiert
Proshapalopus Mello-Leitão, 1923
- Proshapalopus amazonicus Bertani, 2001
- Proshapalopus anomalus Mello-Leitão, 1923
- Proshapalopus multicuspidatus (Mello-Leitão, 1929)

Pseudoclamoris Hüsser, 2018

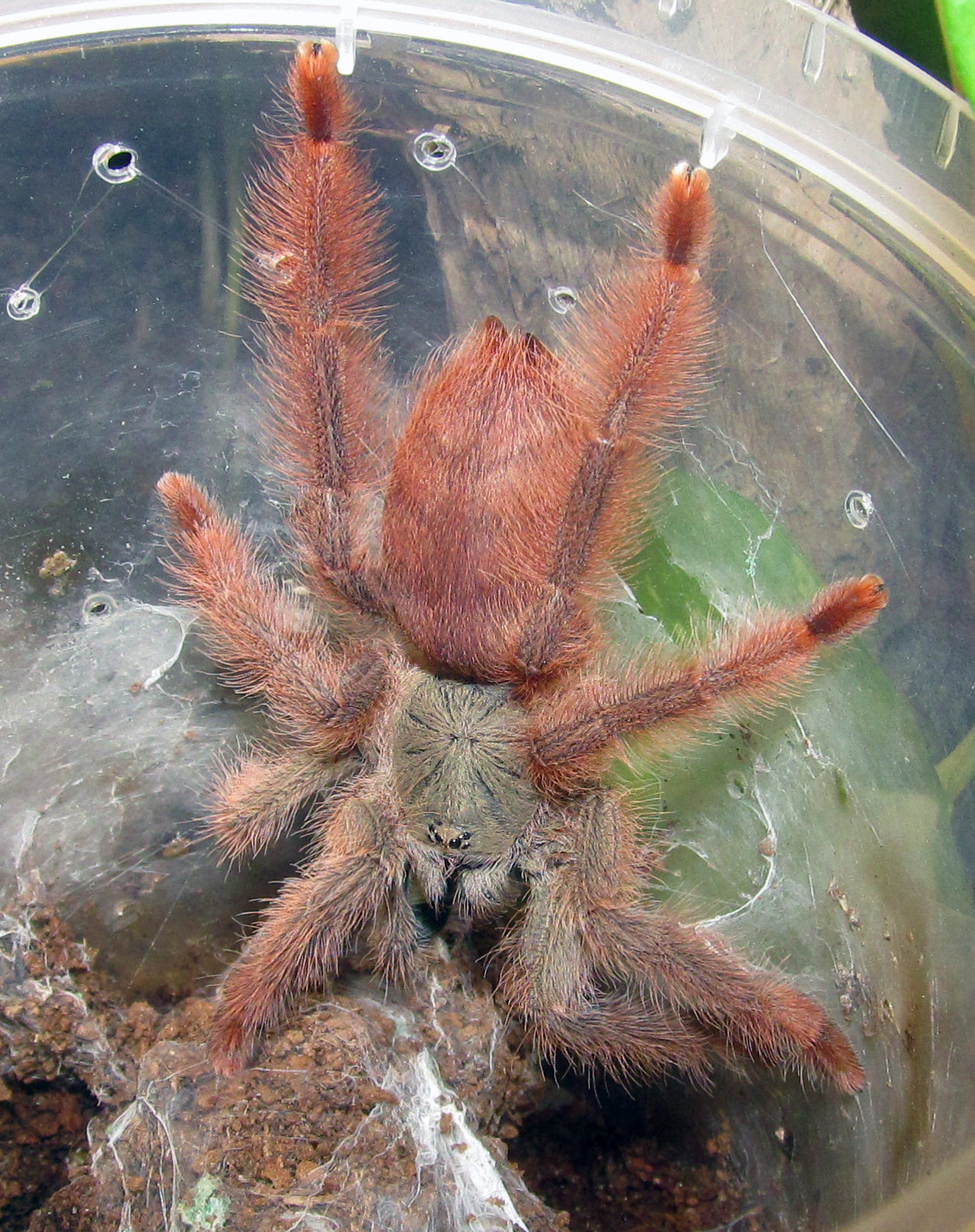
Pseudoclamoris gigas, Weibchen

- Pseudoclamoris burgessi Hüsser, 2018
- Pseudoclamoris elenae (Schmidt, 1994)
- Pseudoclamoris gigas (Caporiacco, 1954) wurde als Amazonius germani neu beschrieben

## R

### ReichlingiaRudloff, 2001
Reichlingia Rudloff, 2001 (1 Art)
- Reichlingia annae (Reichling, 1997)

### ReversopelmaSchmidt, 2001
Reversopelma Schmidt, 2001 (2 Arten)
- Reversopelma herzogi Gabriel, Sherwood & Pérez-Miles, 2023
- Reversopelma petersi Schmidt, 2001

## S

### SahydroaraneusMirza & Sanap, 2014
Sahydroaraneus Mirza & Sanap, 2014 (4 Arten)
- Sahydroaraneus collinus (Pocock, 1899)
- Sahydroaraneus hirsti Mirza & Sanap, 2014
- Sahydroaraneus raja (Gravely, 1915)
- Sahydroaraneus sebastiani Sunil Jose, 2017

### SandinistaLonghorn & Gabriel, 2019
Sandinista Longhorn & Gabriel, 2019 (1 Art)
- Sandinista lanceolatum (Simon, 1891) synonymisiert mit Brachypelma fossorium Valerio, 1980

### SchismatotheleKarsch, 1879
Schismatothele Karsch, 1879 (16 Arten)
- Schismatothele benedettii Panzera, Perdomo & Pérez-Miles, 2011
- Schismatothele caeri Moeller, Weinmann & Guadanucci, 2023
- Schismatothele caiquetia Moeller, Weinmann & Guadanucci, 2023
- Schismatothele hacaritama Perafán, Valencia-Cuéllar & Guadanucci, 2019
- Schismatothele inflata (Simon, 1889)
- Schismatothele kastoni (Caporiacco, 1955)
- Schismatothele lineata Karsch, 1879
- Schismatothele merida Moeller, Weinmann & Guadanucci, 2023
- Schismatothele modesta (Simon, 1889)
- Schismatothele moonenorum Moeller, Weinmann & Guadanucci, 2023
- Schismatothele olsoni Guadanucci, Perafán & Valencia-Cuéllar, 2019
- Schismatothele opifex (Simon, 1889)
- Schismatothele quimbaya Moeller, Weinmann & Guadanucci, 2023
- Schismatothele timotocuica Moeller, Weinmann & Guadanucci, 2023
- Schismatothele wayana Moeller, Weinmann & Guadanucci, 2023
- Schismatothele weinmanni Guadanucci, Perafán & Valencia-Cuéllar, 2019

### SchizopelmaF. O. Pickard-Cambridge, 1897
Schizopelma F. O. Pickard-Cambridge, 1897 (2 Arten)
- Schizopelma bicarinatum F. O. Pickard-Cambridge, 1897
- Schizopelma juxtantricola (Ortiz & Francke, 2015)

### ScopelobatesSimon, 1903
Scopelobates Simon, 1903
- Scopelobates sericeus Simon, 1903 (1 Art)

### SelenocosmiaAusserer, 1871

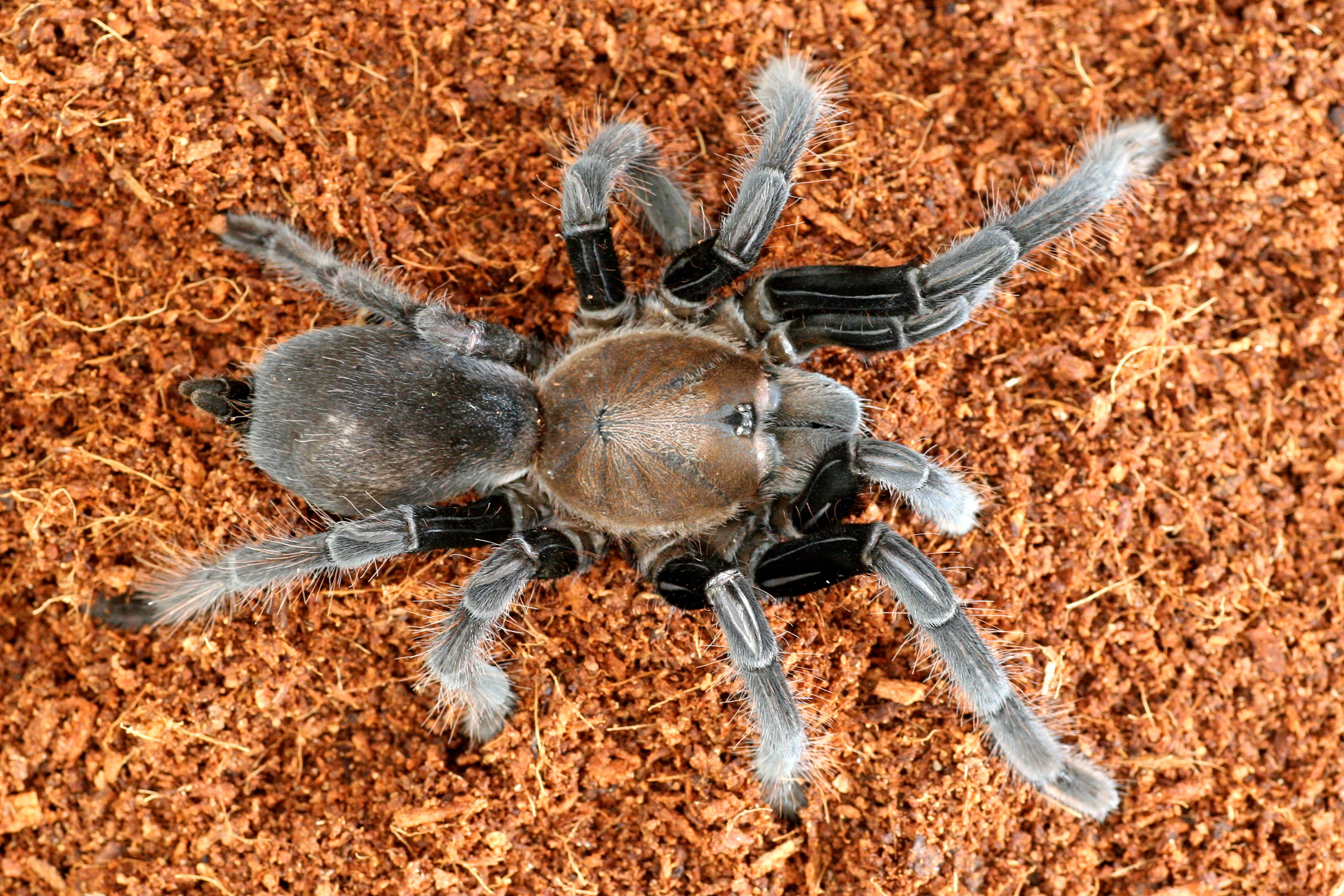
Selenocosmia barensteinerae

Selenocosmia Ausserer, 1871 (40 Arten, eine davon mit 5 Unterarten)
- Selenocosmia anubis Yu, S. Y. Zhang, F. Zhang, Li & Yang, 2021
- Selenocosmia arndsti (Schmidt & von Wirth, 1991)
- Selenocosmia aruana Strand, 1911
- Selenocosmia barensteinerae (Schmidt, Hettegger & Matthes, 2010)
- Selenocosmia compta Kulczyński, 1911
- Selenocosmia crassipes (L. Koch, 1874)
- Selenocosmia deliana Strand, 1913
- Selenocosmia effera (Simon, 1891)
- Selenocosmia fuliginea (Thorell, 1895)
- Selenocosmia hasselti Simon, 1891
- Selenocosmia hirtipes Strand, 1913
- Selenocosmia honesta Hirst, 1909
- Selenocosmia insignis (Simon, 1890)
- Selenocosmia javanensis  (Walckenaer, 1837)
  - Selenocosmia javanensis brachyplectra Kulczyński, 1908
  - Selenocosmia javanensis dolichoplectra Kulczyński, 1908
  - Selenocosmia javanensis fulva Kulczyński, 1908
  - Selenocosmia javanensis javanensis (Walckenaer, 1837)
  - Selenocosmia javanensis sumatrana Thorell, 1890
- Selenocosmia jiafu Zhu & Zhang, 2008
- Selenocosmia kovariki (Schmidt & Krause, 1995)
- Selenocosmia kulluensis Chamberlin, 1917
- Selenocosmia lanceolata Hogg, 1914
- Selenocosmia lanipes Ausserer, 1875
- Selenocosmia longiembola Yu, S. Y. Zhang, F. Zhang, Li & Yang, 2021
- Selenocosmia mittmannae (Barensteiner & Wehinger, 2005)
- Selenocosmia papuana Kulczyński, 1908
- Selenocosmia peerboomi (Schmidt, 1999)
- Selenocosmia pritami Dyal, 1935
- Selenocosmia qiani Yu, S. Y. Zhang, F. Zhang, Li & Yang, 2021
- Selenocosmia raciborskii Kulczyński, 1908
- Selenocosmia samarae (Giltay, 1935)
- Selenocosmia similis Kulczyński, 1911
- Selenocosmia stirlingi Hogg, 1901
- Selenocosmia strenua (Thorell, 1881)
- Selenocosmia strubelli Strand, 1913
- Selenocosmia sutherlandi Gravely, 1935
- Selenocosmia tahanensis Abraham, 1924
- Selenocosmia valida (Thorell, 1881)
- Selenocosmia xinhuaensis Zhu & Zhang, 2008
- Selenocosmia zhangzhengi Lin, 2022

Synonymisier:
- Selenocosmia subvulpina Strand, 1907

### SelenogyrusPocock, 1897
Selenogyrus Pocock, 1897 (4 Arten)
- Selenogyrus africanus (Simon, 1887)
- Selenogyrus aureus Pocock, 1897
- Selenogyrus austini Smith, 1990
- Selenogyrus caeruleus Pocock, 1897

Synonymisiert:
- Selenogyrus brunneus Strand, 1907

### SelenotholusHogg, 1902
Selenotholus Hogg, 1902 (1 Art)
- Selenotholus foelschei Hogg, 1902

### SelenotypusPocock, 1895
Selenotypus Pocock, 1895 (1 Art)
- Selenotypus plumipes Pocock, 1895

### SericopelmaAusserer, 1875
Sericopelma Ausserer, 1875 (14 Arten)
- Sericopelma angustum (Valerio, 1980)
- Sericopelma commune F. O. Pickard-Cambridge, 1897
- Sericopelma dota Valerio, 1980
- Sericopelma embrithes (Chamberlin & Ivie, 1936)
- Sericopelma fallax Mello-Leitão, 1923
- Sericopelma ferrugineum Valerio, 1980
- Sericopelma generala Valerio, 1980
- Sericopelma immensum Valerio, 1980
- Sericopelma melanotarsum Valerio, 1980
- Sericopelma panamanum (Karsch, 1880)
- Sericopelma panamense (Simon, 1891)
- Sericopelma rubronitens Ausserer, 1875
- Sericopelma silvicola Valerio, 1980
- Sericopelma upala Valerio, 1980

### SickiusSoares & Camargo, 1948
Sickius Soares & Camargo, 1948 (1 Art)
- Sickius longibulbi Soares & Camargo, 1948

### SphaerobothriaKarsch, 1879
Sphaerobothria Karsch, 1879 (1 Art)
- Sphaerobothria hoffmanni Karsch, 1879

### SpinosatibiapalpusGabriel & Sherwood, 2020
Spinosatibiapalpus Gabriel & Sherwood, 2020 (5 Arten)
- Spinosatibiapalpus bora Sherwood & Gabriel, 2021
- Spinosatibiapalpus cambrai Gabriel & Sherwood, 2022
- Spinosatibiapalpus spinulopalpus (Schmidt & Weinmann, 1997)
- Spinosatibiapalpus tansleyi Gabriel & Sherwood, 2020
- Spinosatibiapalpus trinitatis (Pocock, 1903)

### StichoplastorisRudloff, 1997
Stichoplastoris Rudloff, 1997 (8 Arten)
- Stichoplastoris angustatus (Kraus, 1955)
- Stichoplastoris asterix (Valerio, 1980)
- Stichoplastoris denticulatus (Valerio, 1980)
- Stichoplastoris elusinus (Valerio, 1980)
- Stichoplastoris longistylus (Kraus, 1955)
- Stichoplastoris obelix (Valerio, 1980)
- Stichoplastoris schusterae (Kraus, 1955)
- Stichoplastoris stylipus (Valerio, 1982)

### StromatopelmaKarsch, 1881
Stromatopelma Karsch, 1881 (5 Arten, eine davon mit 2 Unterarten)
- Stromatopelma batesi (Pocock, 1902)
- Stromatopelma calceatum (Fabricius, 1793)
  - Stromatopelma calceatum calceatum (Fabricius, 1793)
  - Stromatopelma calceatum griseipes (Pocock, 1897)
- Stromatopelma fumigatum (Pocock, 1900)
- Stromatopelma pachypoda (Strand, 1908)
- Stromatopelma satanas (Berland, 1917)

## T

### TaksinusSongsangchote, Sippawat, Khaikaew & Chomphuphuang, 2022
Taksinus Songsangchote, Sippawat, Khaikaew & Chomphuphuang, 2022 (1 Art)
- Taksinus bambus Songsangchote, Sippawat, Khaikaew & Chomphuphuang, 2022

### TapinaucheniusAusserer, 1871
Tapinauchenius Ausserer, 1871 (9 Arten)

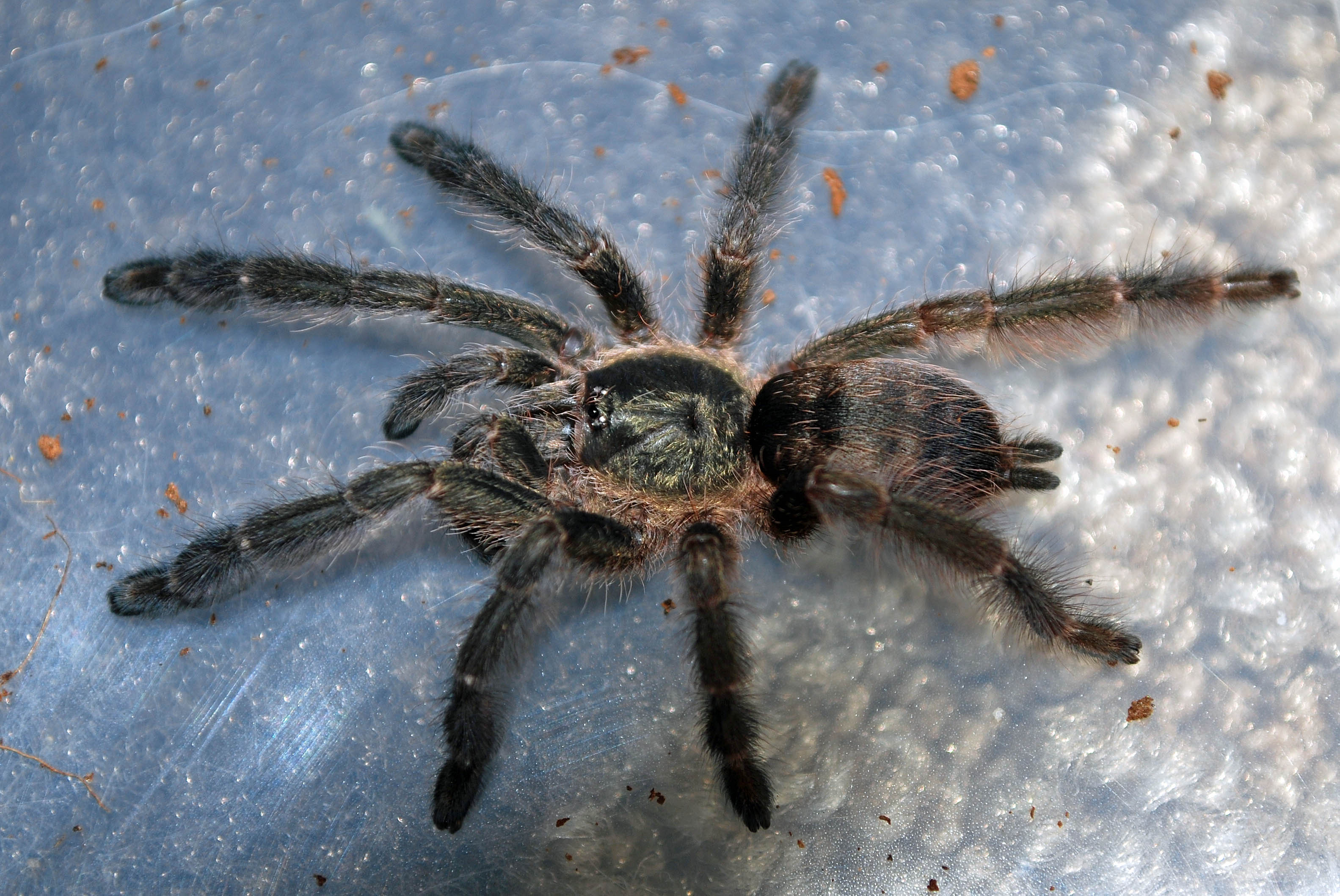
Tapinauchenius cupreus

- Tapinauchenius brunneus Schmidt, 1995
- Tapinauchenius cupreus Schmidt & Bauer, 1996
- Tapinauchenius gretae Cifuentes & Bertani, 2022
- Tapinauchenius herrerai Gabriel & Sherwood, 2022
- Tapinauchenius latipes L. Koch, 1875
- Tapinauchenius plumipes (C. L. Koch, 1842)
- Tapinauchenius polybotes Hüsser, 2018
- Tapinauchenius rasti Hüsser, 2018
- Tapinauchenius sanctivincenti (Walckenaer, 1837)

Synonymisiert
- Tapinauchenius concolor (Caporiacco, 1947)
- Tapinauchenius violaceus (Mello-Leitão, 1930)

### TekoaporaGalleti-Lima, Hamilton, Borges & Guadanucci, 2023
Tekoapora Galleti-Lima, Hamilton, Borges & Guadanucci, 2023 (1 Art)
- Tekoapora wacketi (Mello-Leitão, 1923) (Synonym: Vitalius wacketi)

### ThalerommataAusserer, 1875
Thalerommata Ausserer, 1875 (10 Arten)
- Thalerommata anae Ríos-Tamayo, 2024
- Thalerommata caudicula Simon, 1886
- Thalerommata gertschi Bertani & Raven, 2023
- Thalerommata gracilis Ausserer, 1875
- Thalerommata huila Bertani & Raven, 2023
- Thalerommata macella Simon, 1903
- Thalerommata maculata Bertani & Raven, 2023
- Thalerommata pecki Bertani & Raven, 2023
- Thalerommata splendens Bertani & Raven, 2023
- Thalerommata squamea Bertani & Raven, 2023

### TheraphosaThorell, 1870

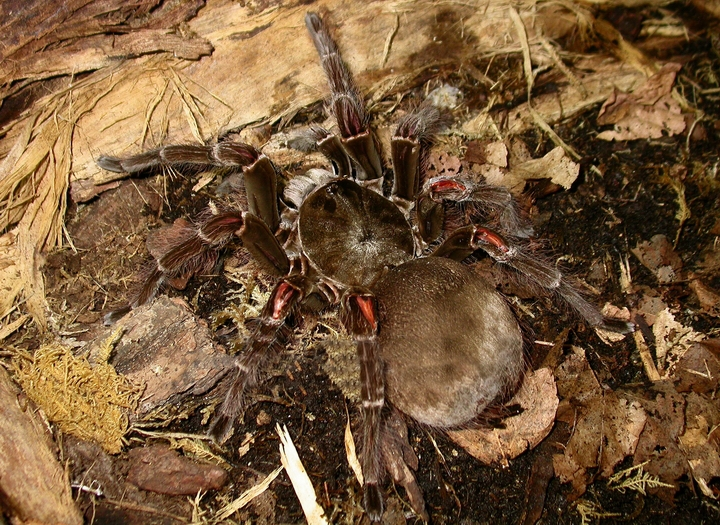
Theraphosa blondi, Weibchen

Theraphosa Thorell, 1870 (4 Arten)
- Theraphosa apophysis (Tinter, 1991)
- Theraphosa blondi (Latreille, 1804)
- Theraphosa stirmi Rudloff & Weinmann, 2010
- Theraphosa spinipes (Ausserer, 1871)

### ThrigmopoeusPocock, 1899
Thrigmopoeus Pocock, 1899 (2 Arten)
- Thrigmopoeus insignis Pocock, 1899
- Thrigmopoeus truculentus Pocock, 1899

### ThrixopelmaSchmidt, 1994
Thrixopelma Schmidt, 1994 (11 Arten)
- Thrixopelma aymara (Chamberlin, 1916)
- Thrixopelma choquequirao Millenpeier, Chaparro, Ochoa, Ferretti & West, 2024
- Thrixopelma christineae Sherwood & Gabriel, 2024
- Thrixopelma cyaneolum Schmidt, Friebolin & Friebolin, 2005
- Thrixopelma eliseanneae Sherwood & Gabriel, 2024
- Thrixopelma lagunas Schmidt & Rudloff, 2010
- Thrixopelma longicolli (Schmidt, 2003)
- Thrixopelma nadineae Sherwood & Gabriel, 2022
- Thrixopelma ockerti Schmidt, 1994
- Thrixopelma peruvianum (Schmidt, 2007)
- Thrixopelma pruriens Schmidt, 1998

### TliltocatlMendoza & Francke, 2020
Tliltocatl Mendoza & Francke, 2020 (7 Arten)
- Tliltocatl albopilosus (Valerio, 1980)
- Tliltocatl epicureanus (Chamberlin, 1925)
- Tliltocatl kahlenbergi (Rudloff, 2008)
- Tliltocatl sabulosus (F. O. Pickard-Cambridge, 1897)
- Tliltocatl schroederi (Rudloff, 2003)
- Tliltocatl vagans (Ausserer, 1875)
- Tliltocatl verdezi (Schmidt, 2003)

nomina dubia:
- Tliltocatl alvarezi (Estrada-Alvarez, Guadarrama & Martínez, 2013) aus Citharacanthus (nomen dubium)
- Tliltocatl andrewi (Schmidt, 1992) aus Brachypelma (nomen dubium)
- Tliltocatl aureoceps (Chamberlin, 1917) aus Brachypelma (nomen dubium)

### TmesiphantesSimon, 1892
Tmesiphantes Simon, 1892 (22 Arten)
- Tmesiphantes amadoi Yamamoto, Lucas, Guadanucci & Indicatti, 2007
- Tmesiphantes amazonicus Fabiano-da-Silva, Guadanucci & DaSilva, 2019
- Tmesiphantes aridai Gonzalez-Filho, Brescovit & Lucas, 2014
- Tmesiphantes bethaniae Yamamoto, Lucas, Guadanucci & Indicatti, 2007
- Tmesiphantes buecherli (Indicatti, Lucas, Guadanucci & Yamamoto, 2008)
- Tmesiphantes caymmii Yamamoto, Lucas, Guadanucci & Indicatti, 2007
- Tmesiphantes guayarus Fabiano-da-Silva, Guadanucci & DaSilva, 2019
- Tmesiphantes hypogeus Bertani, Bichuette & Pedroso, 2013
- Tmesiphantes intiyaykuy Nicoletta, Ferretti, Chaparro & West, 2022
- Tmesiphantes janeira (Keyserling, 1891)
- Tmesiphantes mirim Fabiano-da-Silva, Guadanucci & DaSilva, 2015
- Tmesiphantes mutquina (Perafán & Pérez-Miles, 2014)
- Tmesiphantes nordestinus Fabiano-da-Silva, Guadanucci & DaSilva, 2019
- Tmesiphantes nubilus Simon, 1892
- Tmesiphantes obesus (Simon, 1892)
- Tmesiphantes perp Guadanucci & Silva, 2012
- Tmesiphantes raulseixasi Fabiano-da-Silva, Guadanucci & DaSilva, 2019
- Tmesiphantes riopretano Guadanucci & Silva, 2012
- Tmesiphantes uru (Perafán & Pérez-Miles, 2014)
- Tmesiphantes yupanqui (Perafán & Pérez-Miles, 2014)

### TrichognathellaGallon, 2004
Trichognathella Gallon, 2004 (1 Art)
- Trichognathella schoenlandi (Pocock, 1900)

### TrichopelmaSimon, 1888
Trichopelma Simon, 1888 (28 Arten)
- Trichopelma affine (Simon, 1891)
- Trichopelma baracoense Ríos-Tamayo, 2024
- Trichopelma bimini Mori & Bertani, 2020
- Trichopelma cheguevarai Ríos-Tamayo, 2024
- Trichopelma citma Ríos-Tamayo, 2024
- Trichopelma coenobita (Simon, 1889)
- Trichopelma cubanum (Simon, 1903)
- Trichopelma fidelcastroi Ríos-Tamayo, 2024
- Trichopelma fulvum Bryant, 1948
- Trichopelma gabrieli Mori & Bertani, 2020
- Trichopelma goloboffi Mori & Bertani, 2020
- Trichopelma granmense Ríos-Tamayo, 2024
- Trichopelma huffi Mori & Bertani, 2020
- Trichopelma illetabile Simon, 1888
- Trichopelma insulanum (Petrunkevitch, 1926)
- Trichopelma juventud Mori & Bertani, 2020
- Trichopelma laselva Valerio, 1986
- Trichopelma laurae Mori & Bertani, 2020
- Trichopelma loui Mori & Bertani, 2020
- Trichopelma maculatum (Banks, 1906)
- Trichopelma nitidum Simon, 1888
- Trichopelma platnicki Mori & Bertani, 2020
- Trichopelma rudloffi Ríos-Tamayo, 2024
- Trichopelma soroense Ríos-Tamayo, 2024
- Trichopelma steini (Simon, 1889)
- Trichopelma tostoi Mori & Bertani, 2020
- Trichopelma venadense (Valerio, 1986)
- Trichopelma zebra (Petrunkevitch, 1925)

Synonymisiert:
- Trichopelma astutum (Simon, 1889)
- Trichopelma banksia Özdikmen & Demir, 2012
- Trichopelma corozali (Petrunkevitch, 1929)
- Trichopelma eucubanum Özdikmen & Demir, 2012
- Trichopelma flavicomum Simon, 1891
- Trichopelma maddeni Esposito & Agnarsson, 2014
- Trichopelma scopulatum (Fischel, 1927)
- Trichopelma spinosum (Franganillo, 1926)

### TyphochlaenaC. L. Koch, 1850
Typhochlaena C. L. Koch, 1850 (5 Arten)
- Typhochlaena amma Bertani, 2012
- Typhochlaena costae Bertani, 2012
- Typhochlaena curumim Bertani, 2012
- Typhochlaena paschoali Bertani, 2012
- Typhochlaena seladonia (C. L. Koch, 1841)

## U

### UmbyquyraGargiulo, Brescovit & Lucas, 2018
Umbyquyra Gargiulo, Brescovit & Lucas, 2018 (12 Arten)
- Umbyquyra acuminata (Schmidt & Tesmoingt, 2005)
- Umbyquyra araguaia Gargiulo, Brescovit & Lucas, 2018
- Umbyquyra belterra Gargiulo, Brescovit & Lucas, 2018
- Umbyquyra caxiuana Gargiulo, Brescovit & Lucas, 2018
- Umbyquyra cuiaba Gargiulo, Brescovit & Lucas, 2018
- Umbyquyra gurleyi Sherwood & Gabriel, 2020
- Umbyquyra palmarum (Schiapelli & Gerschman, 1945)
- Umbyquyra paranaiba Gargiulo, Brescovit & Lucas, 2018
- Umbyquyra sapezal Gargiulo, Brescovit & Lucas, 2018
- Umbyquyra schmidti (Rudloff, 1996)
- Umbyquyra tapajos Gargiulo, Brescovit & Lucas, 2018
- Umbyquyra tucurui Gargiulo, Brescovit & Lucas, 2018

## V

### VitaliusLucas, Silva & Bertani, 1993
Vitalius Lucas, Silva & Bertani, 1993 (10 Arten)

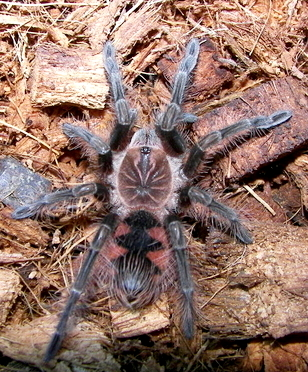
Vitalius wacketi

- Vitalius australis Galleti-Lima, Hamilton, Borges & Guadanucci, 2023
- Vitalius buecherli Bertani, 2001
- Vitalius chromatus (Schmidt, 2004)
- Vitalius dubius (Mello-Leitão, 1923)
- Vitalius lucasae Bertani, 2001
- Vitalius paranaensis Bertani, 2001
- Vitalius restinga Bertani, 2023
- Vitalius sapiranga Bertani, 2023
- Vitalius sorocabae (Mello-Leitão, 1923)
- Vitalius vellutinus (Mello-Leitão, 1923)

Transferiert in andere Gattungen:
- Vitalius longisternalis Bertani, 2001 transferiert zu Pterinopelma longisternale (Bertani, 2001)
- Vitalius nondescriptus (Mello-Leitão, 1926) transferiert zu Crypsidromus nondescriptus (Mello-Leitão, 1926)
- Vitalius roseus (Mello-Leitão, 1923) transferiert zu Pterinopelma roseum (Mello-Leitão, 1923)
- Vitalius wacketi (Mello-Leitão, 1923) transferiert zu Tekoapora wacketi (Mello-Leitão, 1923)

## X

### XenesthisSimon, 1891
Xenesthis Simon, 1891 (5 Arten)
- Xenesthis avanzadora Sherwood, Gabriel, Peñaherrera-R., Brescovit & Lucas, 2023
- Xenesthis colombiana Simon, 1891
- Xenesthis immanis (Ausserer, 1875)
- Xenesthis intermedia Schiapelli & Gerschman, 1945
- Xenesthis monstrosa Pocock, 1903

## Y

### Yanomamius(Bertani & Almeida, 2021)
Yanomamius (Bertani & Almeida, 2021) (4 Arten)
- Yanomamius franciscoi (Bertani & Almeida, 2021)
- Yanomamius neblina (Bertani & Almeida, 2021)
- Yanomamius raonii Bertani & Almeida, 2021
- Yanomamius waikoshiemi (Bertani & Araújo, 2006) transferiert von Guyruita

### YbyraporaFukushima & Bertani, 2017

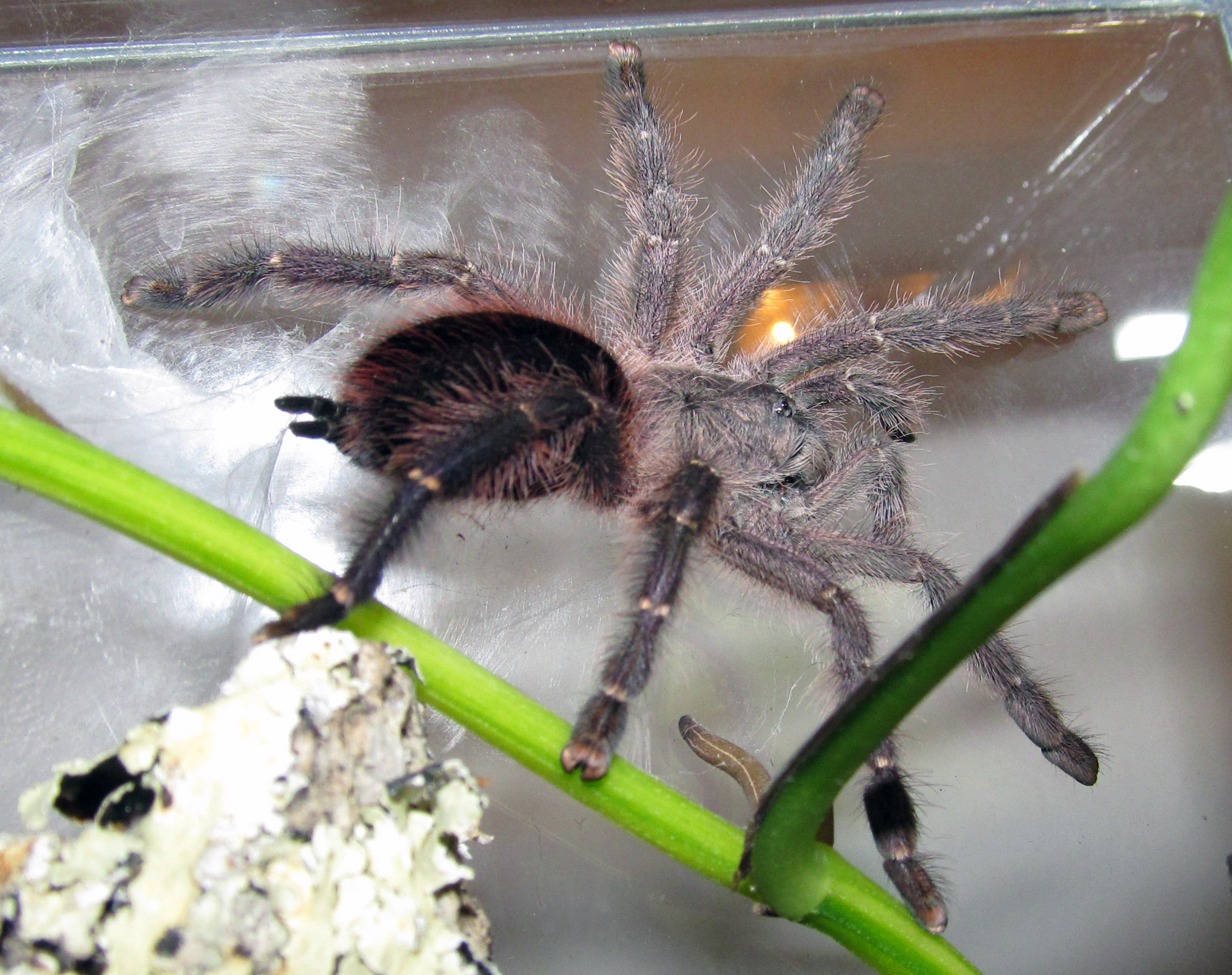
Ybyrapora sooretama, subadultes Weibchen

Ybyrapora Fukushima & Bertani, 2017 (3 Arten)
- Ybyrapora diversipes (C. L. Koch, 1842)
- Ybyrapora gamba (Bertani & Fukushima, 2009)
- Ybyrapora sooretama (Bertani & Fukushima, 2009)